# Hirak (Algérie)
Pour les articles homonymes, voir Hirak et Harak.
Le Hirak (en arabe : الحراك, en français : Mouvement, en berbère : ⴰⵎⵓⵙⵙⵓ ou ⴰⵏⴷⵓⴷⴷⵉ, prononcé : Amussu ou Anduddi) est une série de manifestations hebdomadaires qui ont lieu entre 2019 et 2021 en Algérie pour protester dans un premier temps contre la candidature d'Abdelaziz Bouteflika à un cinquième mandat présidentiel, puis contre son projet, également contesté par l'armée, de se maintenir au pouvoir à l'issue de son quatrième mandat dans le cadre d'une transition et de la mise en œuvre de réformes. Par la suite, les protestataires réclament la mise en place d'une Deuxième République, et le départ des dignitaires du régime, notamment parce que ceux-ci organisent le prochain scrutin avec les candidatures de caciques du régime, ce qui mène à l'élection de l'ancien Premier ministre Abdelmadjid Tebboune, lui-même contesté par les manifestants.
D'une ampleur inédite depuis des décennies (elles rassemblent des millions de personnes de février à mai 2019 avant de s'essouffler), ces manifestations, qui ont essentiellement lieu les vendredis et mardis (pour les étudiants), conduisent Bouteflika à démissionner le 2 avril 2019, après la défection de l'Armée nationale populaire, qui s'opposait au projet de Bouteflika de se maintenir au pouvoir au-delà de son mandat dans le cadre d'une transition et de réformes. Celui-ci est remplacé par intérim par Abdelkader Bensalah.
Les manifestants continuent cependant à se mobiliser afin d'obtenir la mise en place d'une transition et la nomination d'un président et d'un gouvernement de consensus, ce que rejette l'armée, arguant que cette proposition serait inconstitutionnelle et source d'instabilité. L'armée rejette également toute transition, que ce soit en convoquant une assemblée constituante, ou des législatives anticipées, ou tout départ de l'équipe exécutive sortante.
Des oligarques et des dignitaires du régime, dont Saïd Bouteflika, et de nombreux ministres, dont les anciens chefs de gouvernement Ahmed Ouyahia et Abdelmalek Sellal, sont arrêtés, de même que la trotskyste Louisa Hanoune. Alors que la répression s'intensifie, le régime menace de représailles les personnes prônant une transition, puis d'arrêter les manifestants, notamment ceux qui portent le drapeau berbère, ou encore le vétéran de la guerre d'Algérie, Lakhdar Bouregaa, et les opposants et autres figures du mouvement, Rachid Nekkaz et Karim Tabbou.
Abdelkader Bensalah se maintient finalement au pouvoir après la fin de sa période d'intérim de trois mois, ce que des observateurs jugent comme étant inconstitutionnel. Lui-même prendra des décisions contestées pour inconstitutionnalité.
Pendant l'été 2019, la mobilisation baisse, alors que le régime tente d'organiser une présidentielle avant la fin de l'année, après avoir fait appel à un panel de dialogue contesté et mis en place une instance d'organisation des élections. La mobilisation reprend quelque peu à la rentrée, sans toutefois atteindre les sommets de février-avril, les manifestants rejetant ainsi toute présidentielle organisée sous l'égide du pouvoir exécutif sortant, de même que les candidatures de personnalités issues du régime. Au même moment, un raidissement de la répression est constaté, avec l'arrestation de plusieurs opposants, journalistes et activistes, tandis que l'armée tente de bloquer les entrées vers la capitale et de pénaliser le mouvement, pour empêcher les citoyens des autres régions de venir manifester. Par ailleurs, plusieurs médias tout en ligne sont censurés. Les cinq candidatures retenues en novembre 2019 sont celles de « caciques » du régime.
Des pics de participation ont cependant lieu lors des fêtes nationales du 5 juillet et du 1er novembre, ainsi que lors des deux semaines précédant la présidentielle contestée de décembre 2019.
Élu lors du scrutin contesté de décembre 2019, Abdelmadjid Tebboune est à son tour la cible des manifestants, qui réclament son départ. Le chef d'état-major de l'armée algérienne, Ahmed Gaïd Salah, meurt quelques jours plus tard. En début d'année 2020, alors que certains détenus d'opinion sont libérés, Tebboune amorce une réforme constitutionnelle. Cependant, les marches se poursuivent bien qu'avec un nombre moins important de participants. La pandémie de Covid-19 conduit à la suspension des marches, tandis que le régime réincarcère certaines figures de la contestation et en arrête d'autres, tout en condamnant ceux déjà en prison à de lourdes peines. Le mouvement reprend à l'approche de son second anniversaire malgré la crise sanitaire qui connaît alors une relative accalmie puis est réprimé par le régime et s'arrête du fait d'une nouvelle vague de Covid-19.

## Terminologie
Les manifestations sont appelées « révolution du sourire »,, ou « printemps algérien »,. Mais le terme populaire utilisé en arabe est celui de hirak, qui veut dire mouvement. C'est un mot arabe très fréquent dans les médias pour désigner un mouvement contestataire populaire comme en 2007 au Yémen pour le Hirak du Sud, ou encore le Hirak du Rif au Maroc en 2016, le Hirak amazigh de Libye ou le Hirak des jeunes palestiniens.
S'inscrivant dans une dynamique nationale, ses promoteurs rejettent toute parenté avec le printemps arabe.
La variante harak est également utilisée. « La prononciation de « hirak » n’est pas très usitée en Algérie, où l’on utilise plutôt « harak » » et que certains commentateurs considèrent comme plus correcte en arabe.
Le journaliste Chafik Ben Guesmia estime que le terme hirak/harak a été utilisé pour ne pas froisser le régime en invoquant une révolution.

## Contexte

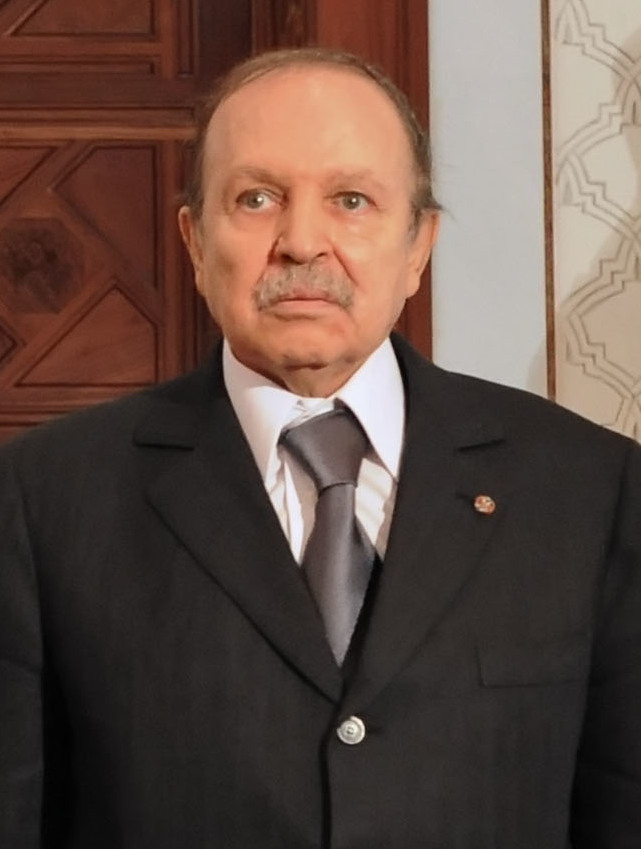
Abdelaziz Bouteflika en 2008.

Les manifestations éclatent alors qu'Abdelaziz Bouteflika est président de la République algérienne démocratique et populaire depuis 1999 et qu'une élection présidentielle doit se tenir dans le pays le 18 avril 2019.
L'Algérie a été peu concernée par le Printemps arabe : seul, de 2011 à 2014, un mouvement contestataire a abouti à la levée de l'état d'urgence en vigueur depuis 1992, année des évènements marquant le début de la guerre civile algérienne. Aucune autre personnalité que le président sortant ne faisant l'unanimité au sein du pouvoir, la candidature d'Abdelaziz Bouteflika à un cinquième mandat présidentiel est annoncée le 10 février 2019. La révision constitutionnelle de 2016, qui limite à deux le nombre de mandats présidentiels, lui laisse la possibilité de se présenter une nouvelle fois. Mais, depuis 2005, et tout particulièrement après son accident vasculaire cérébral en 2013, la capacité de Bouteflika à gouverner le pays est remise en cause : sa mort est régulièrement annoncée, il ne prononce plus de discours et n’effectue que de très rares sorties publiques, la dernière en novembre 2018, où il apparaît très affaibli et ne tient que par la sangle de son fauteuil roulant. Lors de ces dernières années, Bouteflika fait l'objet d'un certain culte de la personnalité par l'intermédiaire de son portrait,.
Dans ce contexte, sa candidature est jugée humiliante par un grand nombre d’Algériens. La date limite du dépôt des candidatures au scrutin présidentiel est fixée au 3 mars 2019. Un report du scrutin ou une prolongation de deux ans du quatrième mandat de Bouteflika sont un temps envisagés par le régime, mais le projet est abandonné face à l'opposition de l'armée. Au même moment, l'opinion publique apparaît hostile au « système » qui dirige le pays.
Régulièrement hospitalisé pour des « examens médicaux périodiques », Abdelaziz Bouteflika est admis aux Hôpitaux universitaires de Genève (HUG) en Suisse le 24 février 2019. D'une durée plus longue que les précédentes, cette hospitalisation suscite d'intenses rumeurs.
Enfin, alors que les manifestations sont interdites de facto depuis 2001 dans la capitale et la signature d'une circulaire par Ali Benflis, qui est alors chef du gouvernement, quelques manifestations réduites à des corps de métier ont eu lieu ces dernières années. Ainsi, les policiers ont manifesté en octobre 2014. En janvier et avril 2018, c'est au tour des médecins résidents de manifester. En grève, ces derniers sont cependant réprimés,.

## Déroulement

### Chronologie

#### Prémices
En décembre 2018, des appels à manifester dans le quartier populaire de Bab El Oued contre le cinquième mandat ne rencontrent pas d'écho auprès de la population, alors que Alger avait été bouclée,.
La contestation est d'abord limitée géographiquement au nord de l'Algérie. Fin janvier 2019, Hadj Ghermoul, membre du Comité national pour la défense des droits des chômeurs et de la Ligue algérienne pour la défense des droits de l'homme, et Rezouane Kada dénoncent le cinquième mandat de Bouteflika. Ils brandissent une pancarte « Non à un cinquième mandat » dans un lieu public à Tizi. L'image de l'événement circule sur Facebook. Ghermoul est écroué le 27 janvier et condamné le 7 février dans un tribunal de la wilaya de Mascara à six mois de prison et une amende.
La première manifestation d'ampleur a lieu le 16 février 2019 à Kherrata, à l'extrémité est de la wilaya de Béjaïa, à la suite de la publication d'affiches annonçant l'événement en ville et aux alentours. À Khenchela, le 19 février, un poster géant du président de la République est arraché et piétiné, tout comme d’autres portraits, le 21 février à Annaba. Ceux-ci sont saccagés en réaction au culte de la personnalité dont les représentations du chef de l'État faisaient l'objet ces dernières années.

#### Journée du 22 février

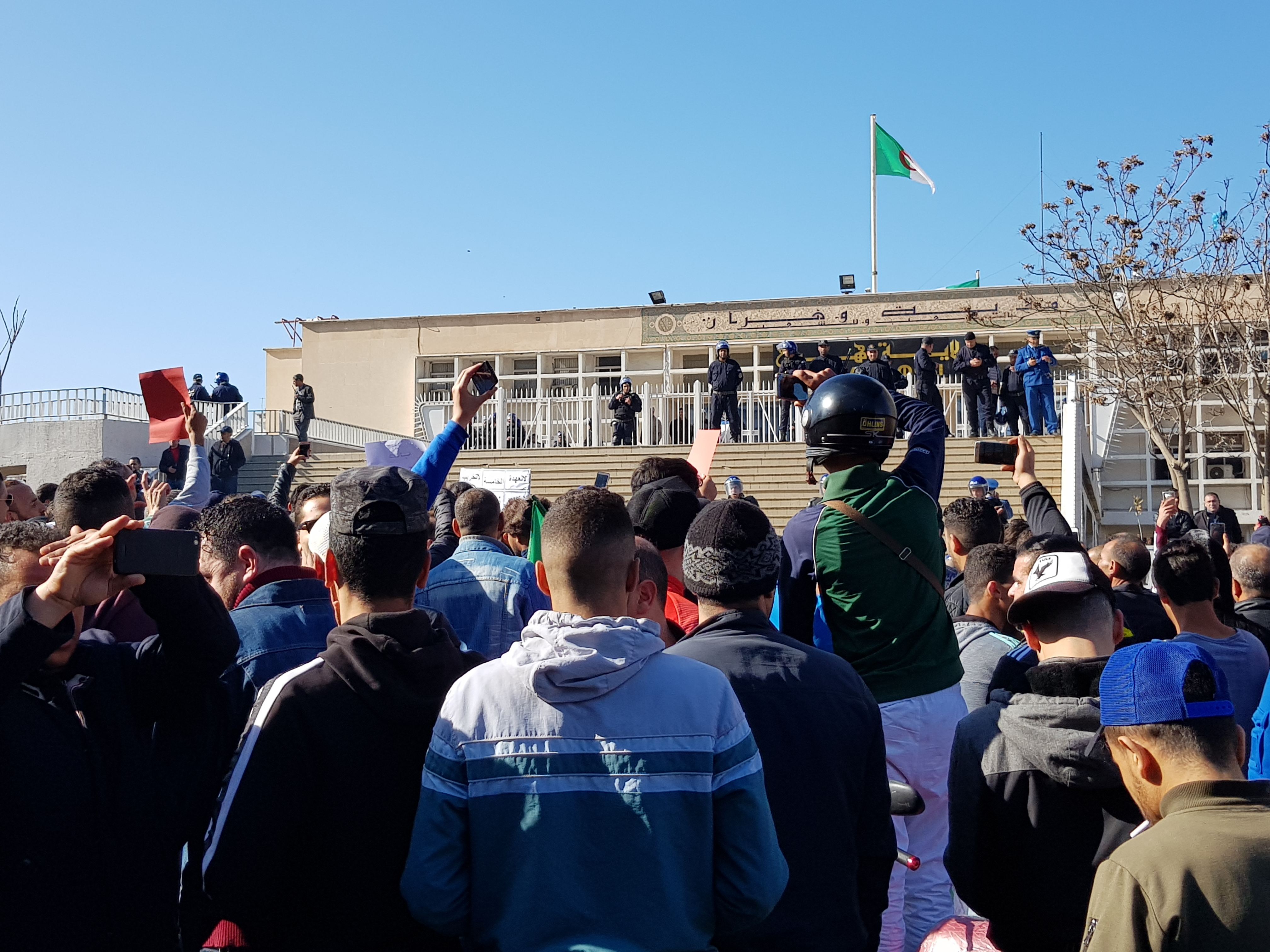
Marche du 22 février 2019 à Oran.

Des rassemblements de plus grande ampleur interviennent à partir du 22 février 2019 dans les principales villes du pays, à la suite d'appels anonymes relayés sur les réseaux sociaux. Alors qu’aucune évaluation indépendante n’est fournie, des militants des droits de l'homme mentionnent jusqu’à 800 000 manifestants,. C'est notamment le cas dans la capitale, Alger, où tout rassemblement est interdit depuis 2001 ; précédemment, le 9 février, un petit groupe de citoyens avait investi la place de l'Émir-Abdelkader,. Ce 22 février, le portrait du président est arraché et piétiné au niveau du siège du Rassemblement national démocratique (ancien siège historique du FLN), situé à la Grande Poste d'Alger. Une autre manifestation d'ampleur a lieu le 24 février à l'appel du mouvement Mouwatana (« citoyenneté »).

#### Intensification des manifestations et dépôt de la candidature d'Abdelaziz Bouteflika
Le 1er mars, les manifestations mobilisent trois millions de personnes.
Le 2 mars 2019, alors que le pouvoir déclare ne pas vouloir reculer face à la rue et que le Premier ministre rappelle la guerre civile algérienne (décennie noire), Abdelaziz Bouteflika remplace son directeur de campagne, Abdelmalek Sellal, qui occupait cette fonction depuis la campagne présidentielle de 2004, par Abdelghani Zaalane, peu connu du grand public. Considéré comme étant une réponse à la contestation en cours, ce limogeage fait suite à la divulgation d'un enregistrement entre Sellal et Ali Haddad dans lequel le premier menace les manifestants. Le 3 mars, la candidature de Bouteflika est déposée par son directeur de campagne, ce qui suscite une polémique puisque la législation prévoit que le candidat soit physiquement présent pour cette démarche. Un message à son nom annonce que s'il est réélu, une conférence nationale sera convoquée afin d’adopter des réformes ainsi qu’une nouvelle Constitution — devant être approuvée par référendum — puis que sera organisée une présidentielle anticipée à laquelle il ne prendra pas part.
Après la confirmation de la candidature de Bouteflika, le 3 mars, et le retrait de plusieurs candidats d'opposition, dont Ali Benflis et Louisa Hanoune, un appel anonyme à la grève générale est lancé pour le lendemain, ainsi qu’un appel à manifester le 8 mars. Avant même l'officialisation de la candidature, des dizaines de milliers de manifestants étaient sortis dans les rues. Lors de la nuit du 3 au 4 mars, des centaines de protestataires marchent pacifiquement. Ceux-ci dénoncent une « provocation », une « insulte » et une « mascarade ». Le lendemain, beaucoup d'étudiants boycottent leurs cours. Pour sa part, l'opposition, réunie au siège du Front de la justice et du développement, appelle les candidats à se retirer du scrutin.
Les manifestations et les grèves estudiantines se poursuivent le 5 mars, mobilisant des milliers de manifestants, notamment à Alger, Constantine, Oran, Annaba, Béjaïa, Tizi Ouzou, Bouira, Blida, Sétif, ou encore Tlemcen. Le 7 mars, un millier d'avocats manifestent à Alger. Les jours suivants, la contestation continue à gagner en ampleur.
Le 8 mars 2019, pour le troisième vendredi de suite, alors que le mouvement commence à prendre de l'ampleur, une manifestation rassemble près de cinq millions de personnes. Le jour même, le maire de Constantine, Seif-Eddine Rihani démissionne du FLN. Le 10 mars, des milliers sortent dans les rues. Une grève générale est lancée. Le lendemain, des juges et des avocats protestent.
Le 9 mars, le ministère de l'Enseignement supérieur et de la Recherche scientifique fait avancer les vacances universitaires de printemps au 10 mars 2019 (la date initiale était le 21 mars) et allonge leur durée (quatre semaines au lieu de deux), ce qui est analysé comme une tentative d'affaiblir la contestation.

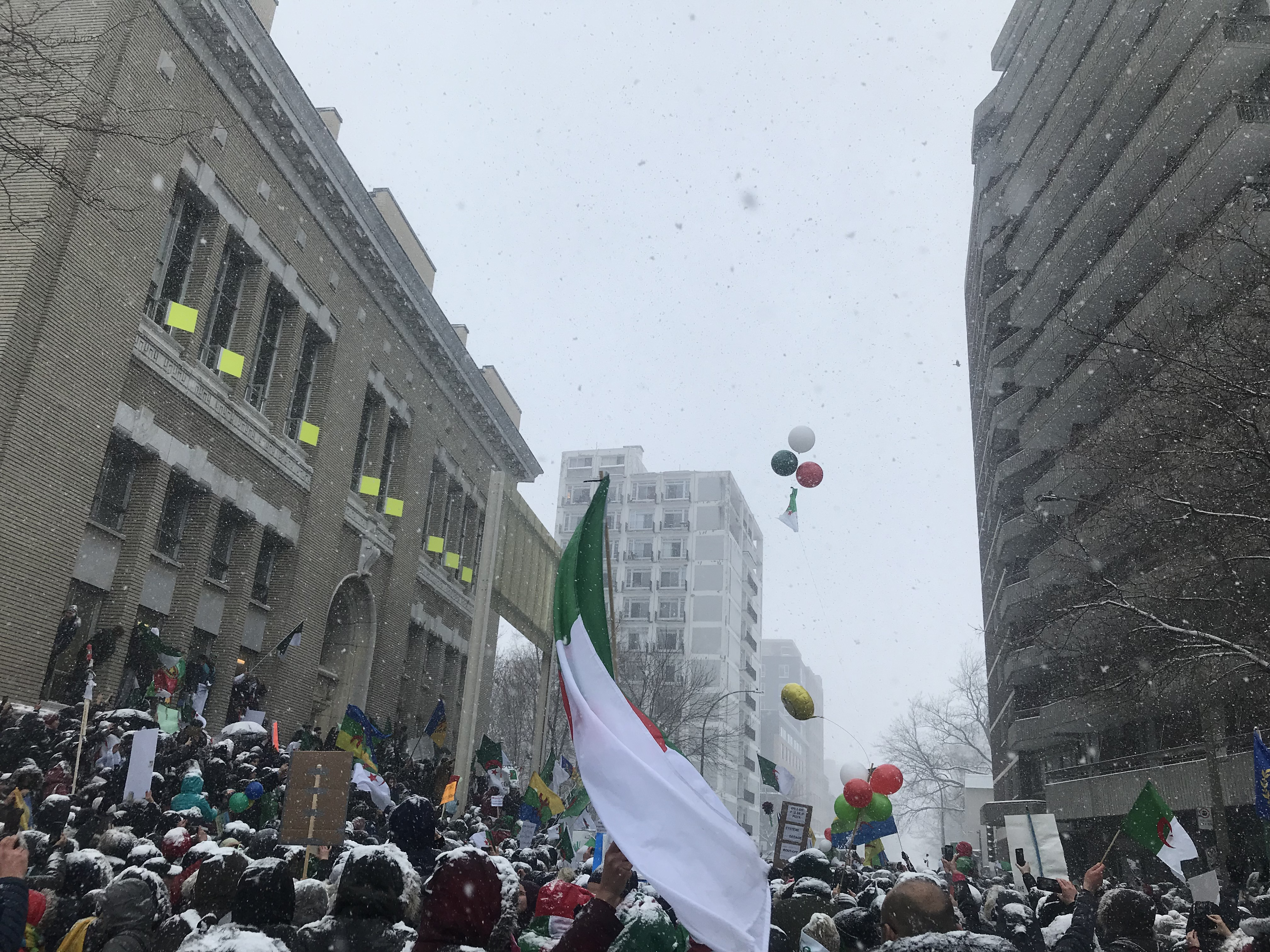
Manifestation à Montréal (Canada) le 10 mars 2019.

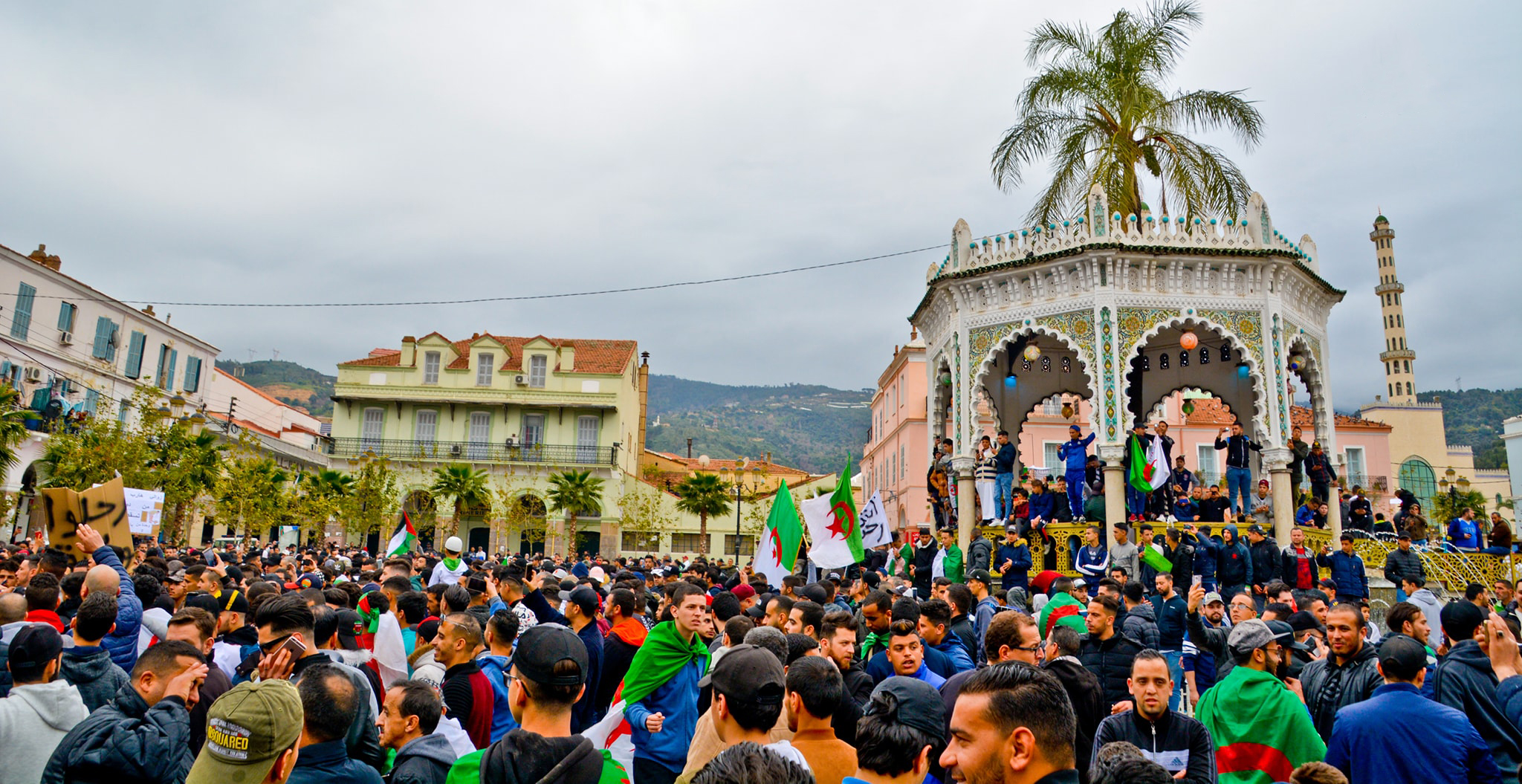
Manifestation le 10 mars à Blida.

Début mars, Abdelaziz Bouteflika fait face à plusieurs défections : Khaled Tazaghart, député du parti El Moustakbal, Sid Ahmed Ferroukhi, ancien ministre et député du FLN, démissionnent de leur mandat de député et du parti. De son côté, Zahir Kherraz, maire FLN de Oued Amizour, déclare ne pas soutenir le cinquième mandat. Amar Benadouda, doyen des maires du pays, démissionne de la mairie de Guenzet. Abdelkrim Abada démissionne alors de la direction du FLN.
Le chef d'état-major et vice-ministre de la Défense nationale, Ahmed Gaïd Salah, prononce le 10 mars 2019 un discours dans lequel il déclare que « l’armée et le peuple algérien partagent les mêmes valeurs et principes, et qu’ils ont une vision commune du futur du pays ». La déclaration est vue comme une façon détournée de montrer le soutien de l'armée aux manifestants.

#### Annonce de prolongation du mandat de Bouteflika et d'une transition

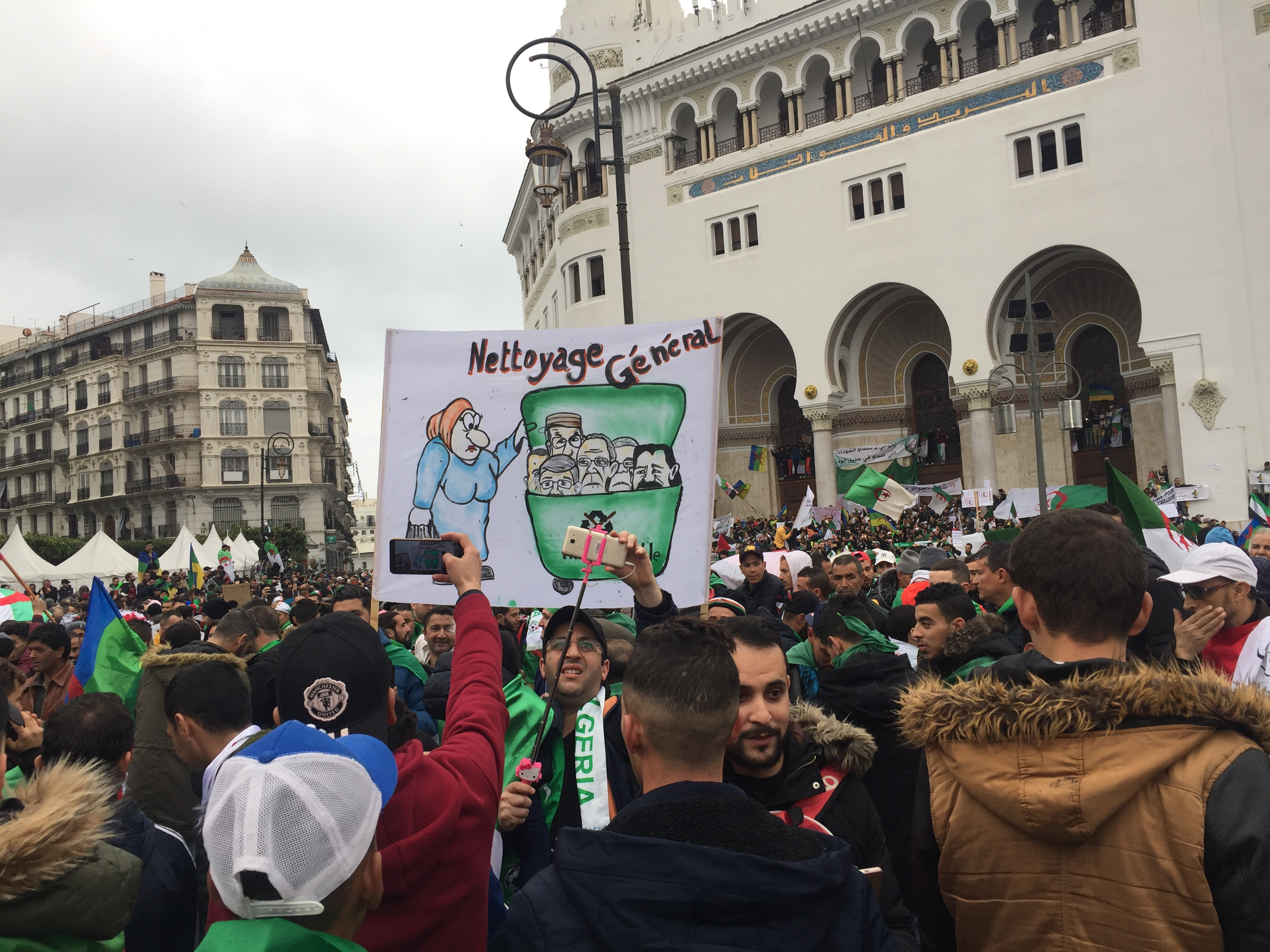
Manifestation à Alger le 22 mars 2019.

À deux jours de l'annonce de la liste définitive des candidats, Abdelaziz Bouteflika, revenu la veille après une hospitalisation en Suisse, annonce finalement, le 11 mars 2019, qu'il renonce à briguer un cinquième mandat. Il promet la tenue d'une conférence nationale chargée de mener d'ici à la fin de l'année à la promulgation d'une nouvelle Constitution, prolongeant ainsi son quatrième mandat, dont la fin est prévue le 27 avril 2019. La nouvelle déclenche la joie puis des critiques : des centaines de personnes manifestent alors, jugeant cette réponse insuffisante et inconstitutionnelle. Le journal El Watan titre : « Il annule la présidentielle mais reste au pouvoir : la dernière ruse de Bouteflika ». Plusieurs analystes et opposants jugent la décision anticonstitutionnelle, et appellent à continuer la mobilisation. Le même jour, le sénateur Bachir Chebli avait démissionné du FLN.
Dès le lendemain de l'annonce de Bouteflika, de nouvelles manifestations ont lieu à Alger pour s'opposer à son maintien au pouvoir,. Le 15 mars, selon une source sécuritaire, quelque quatorze millions de manifestants participent aux marches à travers le pays pour le quatrième vendredi de suite.
Le 16 mars, 20 femmes, dont Fatma Boufenik, Habiba Djahnine et deux membres du réseau Wassila, établissent par une déclaration les Femmes algériennes pour un changement vers l’égalité (FACE) en faveur de « l'égalité pleine et entière entre les citoyennes et les citoyens », annonçant « la création d’un carré féministe qui se positionnera chaque vendredi au niveau du portail de la faculté centrale d’Alger à partir de 13h » et appelant « à prendre en compte la représentativité paritaire des femmes dans toute initiative citoyenne pour la sortie » du Hirak.
Le 17 mars, un collectif composé d'associations de défense des droits de l'homme propose une feuille de route prévoyant la mise en place d'une transition avec la nomination d'une présidence et d'un gouvernement transitoires, la dissolution des chambres parlementaires, puis l'organisation d'élections. Le 18 mars, les artistes manifestent et organisent des débats. Cette initiative est suivie par celle d'opposants deux jours plus tard. Le jour même, Ali Laskri, député du Front des forces socialistes, démissionne à son tour de son mandat de parlementaire.
Le 19 mars, à l'occasion de la commémoration des accords d'Évian, des milliers de manifestants, parmi lesquels des étudiants, des enseignants et des médecins, sortent dans les rues.
Le RND et le FLN disent rejoindre le mouvement le 20 mars. Seddik Chihab, porte-parole du RND, affirme que le pays est dirigé par des forces « non-constitutionnelles » depuis cinq à sept ans,. Le 24 mars, Hocine Khaldoun, porte-parole du FLN, prend ses distances avec la proposition de tenir une conférence nationale et propose à la place des élections le plus tôt possible ; il se rétracte le lendemain.

#### Déclenchement de l'article 102 de la Constitution et démission de Bouteflika

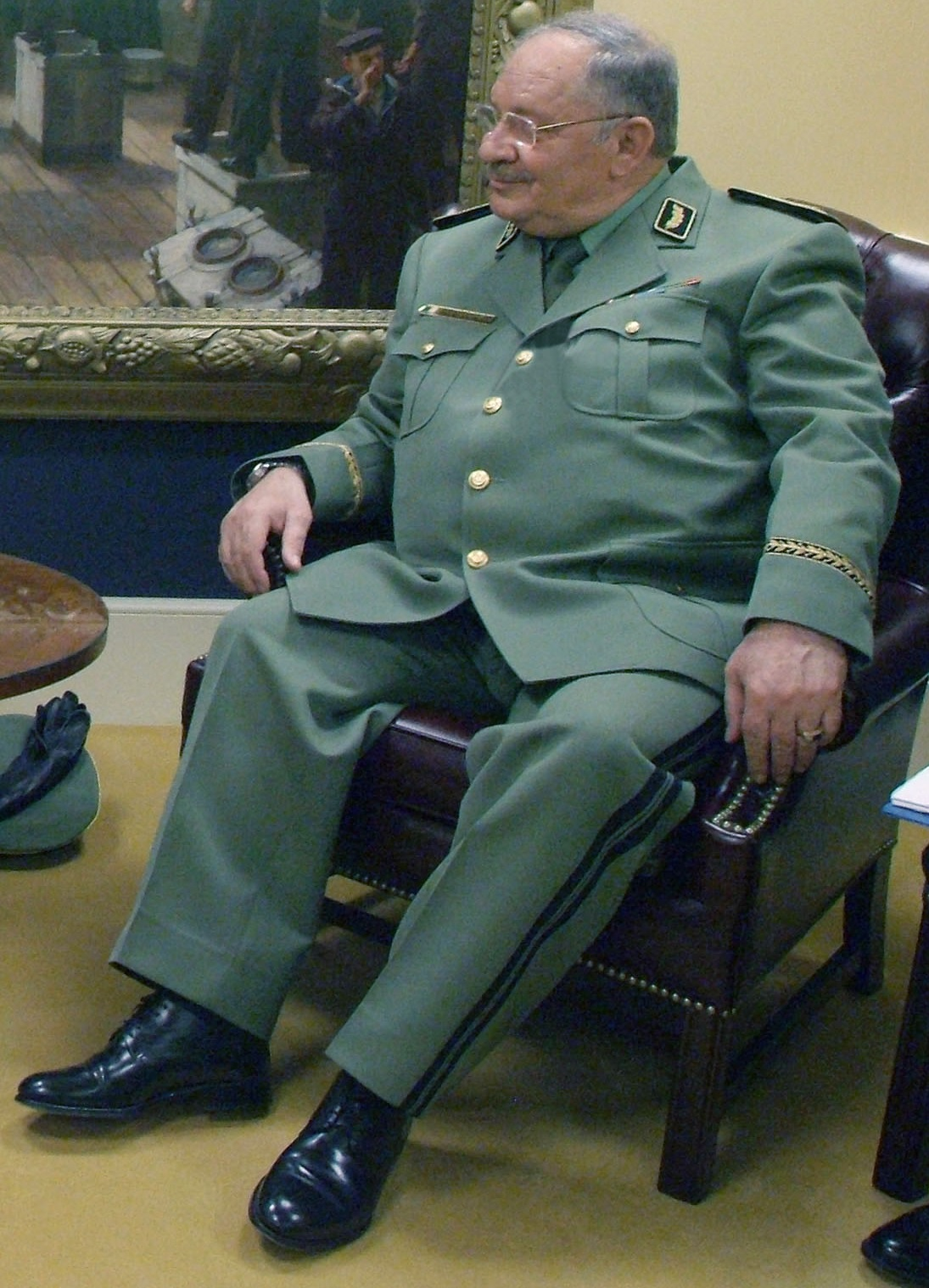
Ahmed Gaïd Salah, chef d'État-Major de l'Armée nationale populaire.

Le 26 mars, le général Gaïd Salah appelle à déclarer l'empêchement de Bouteflika à travers l'article 102 de la constitution. Le président du Conseil de la nation, Abdelkader Bensalah, prendrait le pouvoir par intérim pour une période de 45 jours, selon la constitution. Le Conseil constitutionnel se réunit le soir même.

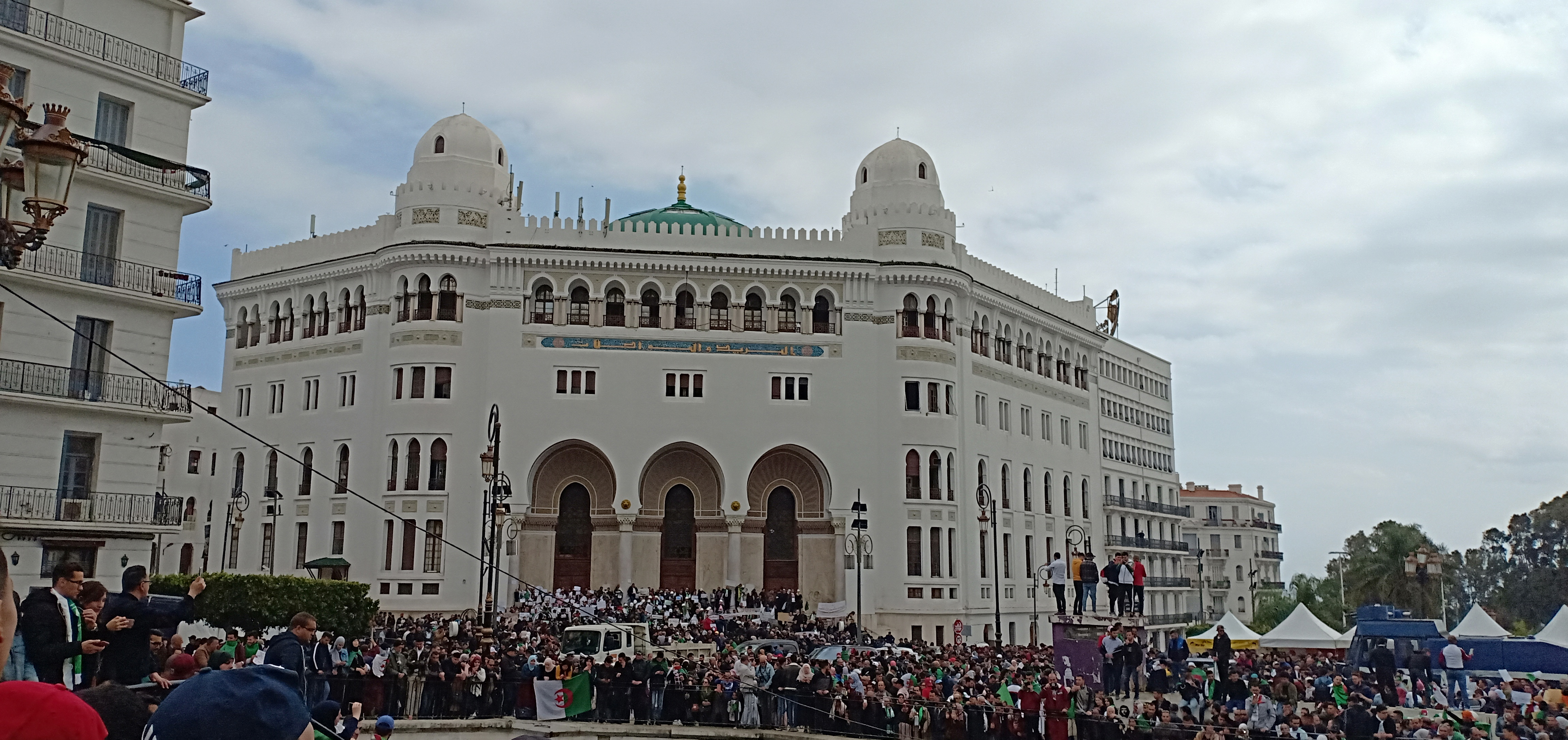
Manifestation à Alger le 26 mars 2019.

Le 27 mars, Ahmed Ouyahia appelle Bouteflika à démissionner. Le jour même, le Parti des travailleurs annonce la démission de ses élus de l'APN. La proposition d'actionner l'article 102 est saluée par de nombreux alliés du régime, mais contestée par l'opposition. Toujours le 27 mars, Saïd Bouteflika, Athmane Tartag, Mohamed Mediène et Hanoune se réunissent dans une résidence militaire pour décider du renvoi du chef de l'armée et du maintien de Bouteflika en échange de la nomination d'un nouveau Premier ministre chargé de mettre en place la transition promise mi-mars. Après avoir hésité sur le nom du Premier ministre, ils choisissent l'ancien président de la République Liamine Zéroual, qui décline, après avoir accepté, invoquant des raisons de santé et le refus du plan par les manifestants.
Des millions de manifestants sortent dans les rues, dont un million à Alger, le 29 mars,. Les manifestantes du carré féministe devant la faculté centrale d'Alger sont agressées verbalement et physiquement et leurs banderoles sont déchirées par des manifestants qui déclarent que « ce n'est pas le moment », que les manifestantes « [divisent] le mouvement ». D'autres protestataires défendent les manifestantes, et les policiers demandent à celles-ci de partir. D'après Le Figaro, l'attaque « [ternit] l'image d'un mouvement de contestation salué pour son pacifisme et son ouverture, notamment aux femmes ».
Ali Haddad, chef d'entreprise proche du pouvoir, est arrêté le 31 mars alors qu'il tentait de franchir la frontière tunisienne, tandis que les jets privés appartenant à des Algériens sont interdis de décoller et d'atterrir en Algérie. Un nouveau gouvernement, dirigé par Noureddine Bedoui, est désigné, malgré les tensions entre la présidence et le chef d'état major : le président Bouteflika conserve la fonction de ministre de la Défense et le général Gaïd Salah celle de vice-ministre de la Défense nationale. La nouvelle provoque des manifestations hostiles durant la nuit.
Le 1er avril 2019, il est annoncé qu'Abdelaziz Bouteflika démissionnera avant la fin de son quatrième mandat. Le jour même, la justice algérienne avait ouvert une enquête pour corruption et interdit à des oligarques de sortir du territoire. Abdelaziz Bouteflika démissionne finalement le lendemain, le 2 avril, après une nouvelle réunion de l'état-major exhortant à son départ immédiat,. Des responsables de l'armée mettaient en effet en doute la véracité du communiqué de la veille.
Le 2 avril, alors qu'une nouvelle manifestation estudiantine réclame le départ du chef de l'État, la démission de celui-ci est annoncée. Environ un millier de manifestants célèbrent l'annonce,.

#### Intérim d'Abdelkader Bensalah

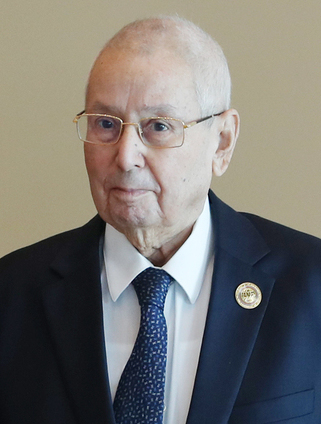
Abdelkader Bensalah, nommé chef de l'État par intérim.

Le 9 avril, après une semaine d'hésitation, l'Assemblée populaire nationale et le Conseil de la nation, réunis en session conjointe, désignent le président de la chambre haute, Abdelkader Bensalah, chef de l'État par intérim,. En tant que tel, il dispose de pouvoirs réduits et doit organiser une élection présidentielle anticipée — à laquelle il ne pourra se présenter — dans le délai maximal de 90 jours prévu par la Constitution pour son intérim. Il est à son tour contesté par la rue, ce qui provoque les premières interventions policières depuis le début du mouvement, à l'aide de lances à eau et de grenades fumigènes ; cette intervention est critiquée par Amnesty International. Des personnalités comme le journaliste Meziane Abane, de même que l'avocat des droits de l'homme Salah Dabouz, sont également arrêtés puis relâchés. Lors d'une allocution télévisée tenue le même jour, il promet l'organisation d'une présidentielle « transparente et régulière ». Le lendemain, il annonce que le scrutin se tiendra le 4 juillet. Le jour même, Gaïd Salah annonce que la justice va rouvrir des affaires de corruption.

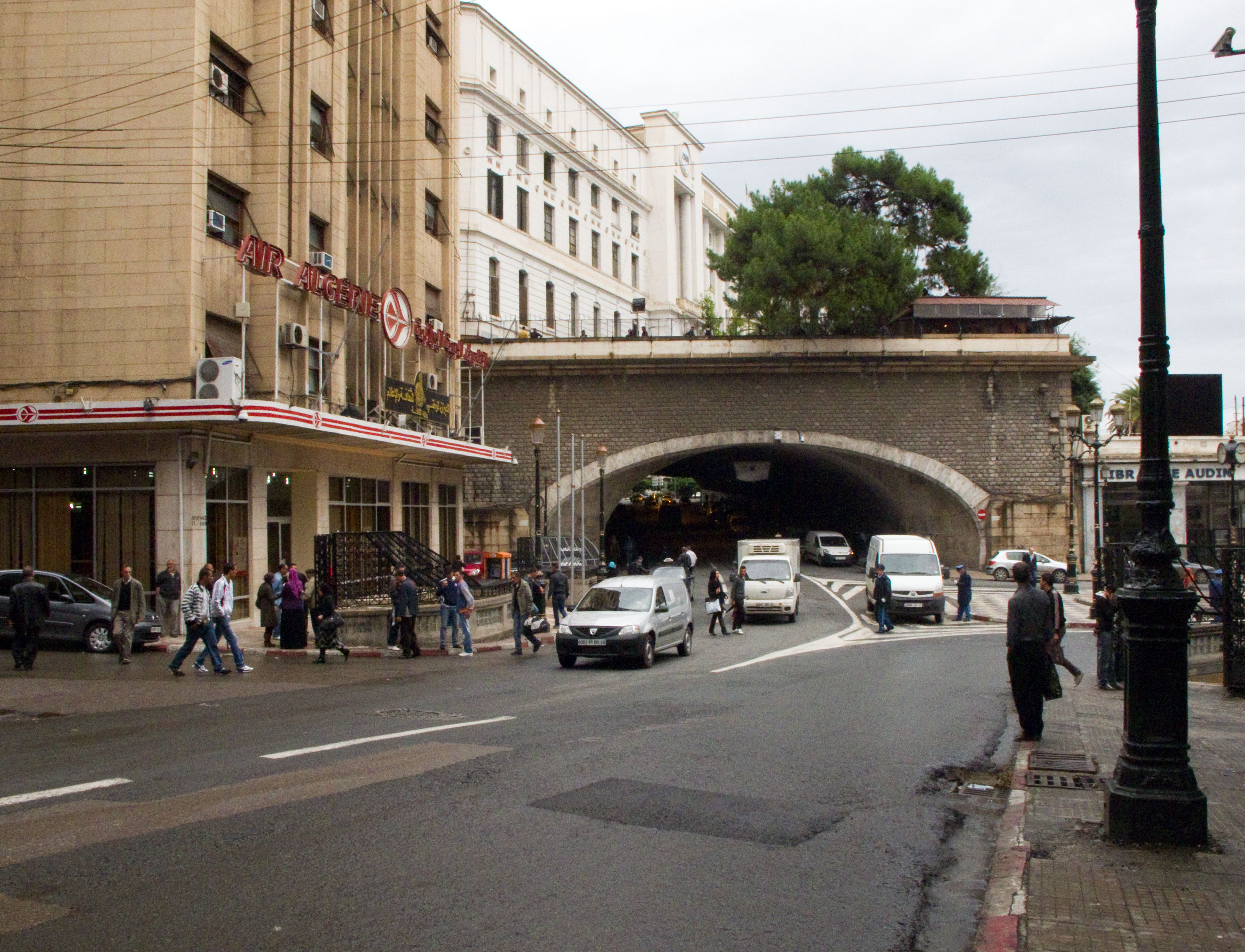
Tunnel des Facultés, lieu emblématique de la contestation à Alger.

Le 12 avril, lors du huitième vendredi, alors que la mobilisation ne faiblit pas et la répression se poursuit : les forces de l'ordre gazent le tunnel des Facultés à l'aide de lacrymogène. Les forces de l'ordre utilisent aussi des Nimr ISV équipés de canons à son et des balles en caoutchouc à Alger, ce que la DGSN dément malgré les témoignages. Le 13 avril, des militantes disent avoir été forcées à se dénuder dans un commissariat en présence d'une policière.
Le 16 avril 2019, alors que la mobilisation se poursuit, le président du Conseil constitutionnel, Tayeb Belaiz, démissionne.
Le 17 avril, des milliers de syndicalistes appellent le chef de l'UGTA, Abdelmadjid Sidi-Saïd, à démissionner. Le jour même, des unités de la Brigade de recherche et d'intervention (BRI) entrent dans l'enceinte de la faculté de droit Saïd Hamdine.

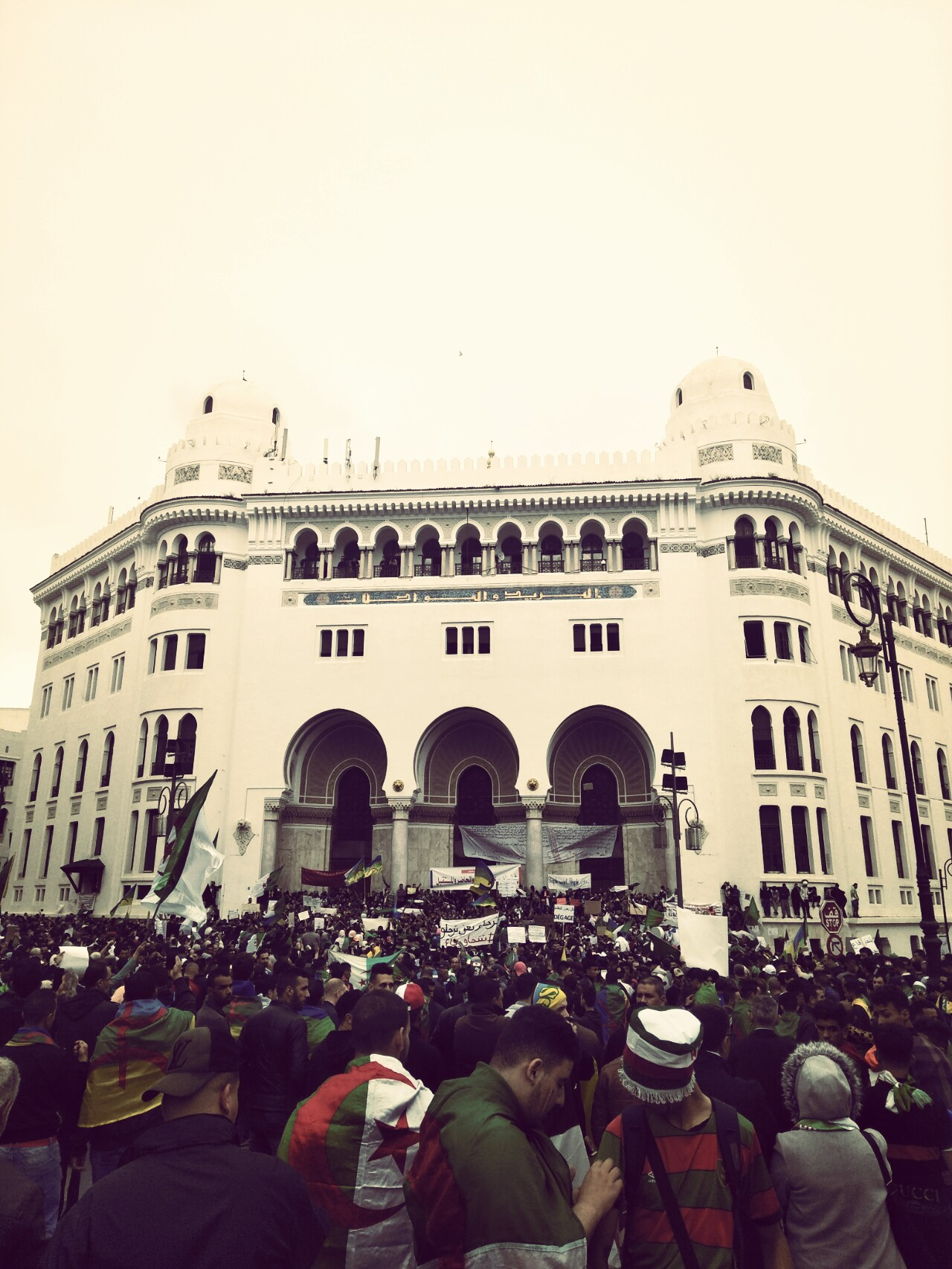
Manifestation le 19 avril à la Grande Poste d'Alger.

La manifestation du 19 avril mobilise autant que la précédente mais des incidents ne sont pas à déplorer. Une autre manifestation de masse a lieu le vendredi suivant, le 26 avril. Le 3 mai, une manifestation rassemble des millions de personnes. Le tunnel des Facultés est bloqué à partir du 19 avril.
Le 22 avril 2019, les frères Kouninef, milliardaires et soutiens de Bouteflika, ainsi que l'industriel Issad Rebrab, opposant de Bouteflika, sont arrêtés. Le jour même, se tient une réunion largement boycottée par la majorité des partis sauf ceux proches du pouvoir, au cours de laquelle est envisagé un report du scrutin.
Le 4 mai, Saïd Bouteflika est arrêté en même temps que les anciens patrons du renseignement Athmane Tartag et Mohamed Mediène. La secrétaire générale du Parti des travailleurs, Louisa Hanoune, est convoquée devant le tribunal militaire le 9 mai. Elle est placée en détention provisoire dans le cadre d'une enquête pour « atteinte à l'autorité de l'armée » et « complot contre l'autorité de l'État », qui vise aussi le frère de l'ancien président Saïd Bouteflika et les deux anciens hauts responsables des services de renseignement Mohamed Mediène et Athmane Tartag.
La première manifestation depuis le début du ramadan a lieu le 7 mai. Elle rassemble des étudiants. Elle est suivie le 10 mai par le premier vendredi depuis le ramadan, qui se caractérise par une forte chaleur. Dans certaines villes, les marches ont alors lieu la nuit. Hamid Melzi, récemment limogé de la direction des résidences d'État, est arrêté le 7 mai pour « espionnage ».
Le 12 mai, le général à la retraite et opposant Hocine Benhadid est arrêté pour « atteinte au moral de l'armée et à la sécurité de l'État » pour avoir publié une lettre ouverte au chef de l'armée dans les colonnes d'El Watan.
Le 16 mai, Bensalah procède également à de nombreux limogeages de hauts responsables, comme les procureurs d'Alger ou encore des responsables des agences anticorruption.
Le 17 mai, les autorités locales d'Alger tentent sans succès d'interdire l'usage des marches de la Grande Poste.
Le 18 mai, Ahmed Taleb Ibrahimi appelle, conjointement avec Ali Yahia Abdennour et Rachid Benyelles, à reporter l'élection présidentielle, et à lancer un dialogue entre l'armée et les représentants des manifestants pour mettre en place une transition,. Le 22 mai, Taleb Ibrahimi appelle à l'application des articles 7 et 8 de la Constitution, et au respect de la « légalité objective » au détriment de la « légalité formelle ». À l'occasion de la journée de l'Étudiant, qui commémore le 19 mai 1956, une grande manifestation étudiante est organisée. Le 22 mai, une nouvelle manifestation étudiante est organisée. Les étudiants et leurs enseignants, après le blocage de la Grande Poste, dirigèrent leur cortège vers le palais du gouvernement, siège de la primature et du ministère de l'Intérieur.
Le 20 mai, le chef de l'armée rejette la demande des manifestants de remplacer les symboles du régime, et appelle à maintenir la présidentielle. Le lendemain, il affirme ne pas avoir d'« ambitions politiques ». Le 24 mai, lors d'une manifestation massive, des dizaines d'arrestations et la confiscation du matériel de journalistes sont effectuées.
Le 26 mai, les anciens chef du gouvernement Abdelmalek Sellal et Ahmed Ouyahia, les ex-ministres Abdelghani Zaalane, Amar Tou, Boudjemaa Talai, Amar Ghoul, Amara Benyounès, Abdelkader Bouazghi, Karim Djoudi et Abdeslam Bouchouareb, de même que les anciens walis Abdelkader Zoukh et Mohamed Khanfar Djamel sont renvoyés devant la Cour suprême.
Le 29 mai, Gaïd Salah appelle au dialogue et à des « compromis mutuels ».
Fin mai, les manifestants rendent hommage au militant Kamel Eddine Fekhar, mort en détention à la suite d'une grève de la faim, et réclament la libération d'autres prisonniers, comme Hadj Ghermoul, détenu depuis le 27 janvier pour une pancarte anti-cinquième mandat, ou le général Hocine Benhadid. Hadj Ghermoul est libéré le 20 juillet suivant, après avoir purgé sa peine de cinq mois de prison.
Alors que l’intérim de Bensalah devait prendre fin le 9 juillet 2019, l'élection est de nouveau reportée sine die par le Conseil constitutionnel le 1er juin, ce qui prolonge de facto la période d’intérim,. Une telle situation est considérée comme illégale par des constitutionnalistes. Le 6 juin, affaibli par un cancer, il tient une allocution dans laquelle il indique qu'il restera en fonction jusqu'à l'élection d'un nouveau président de la République, et appelle de nouveau au dialogue.

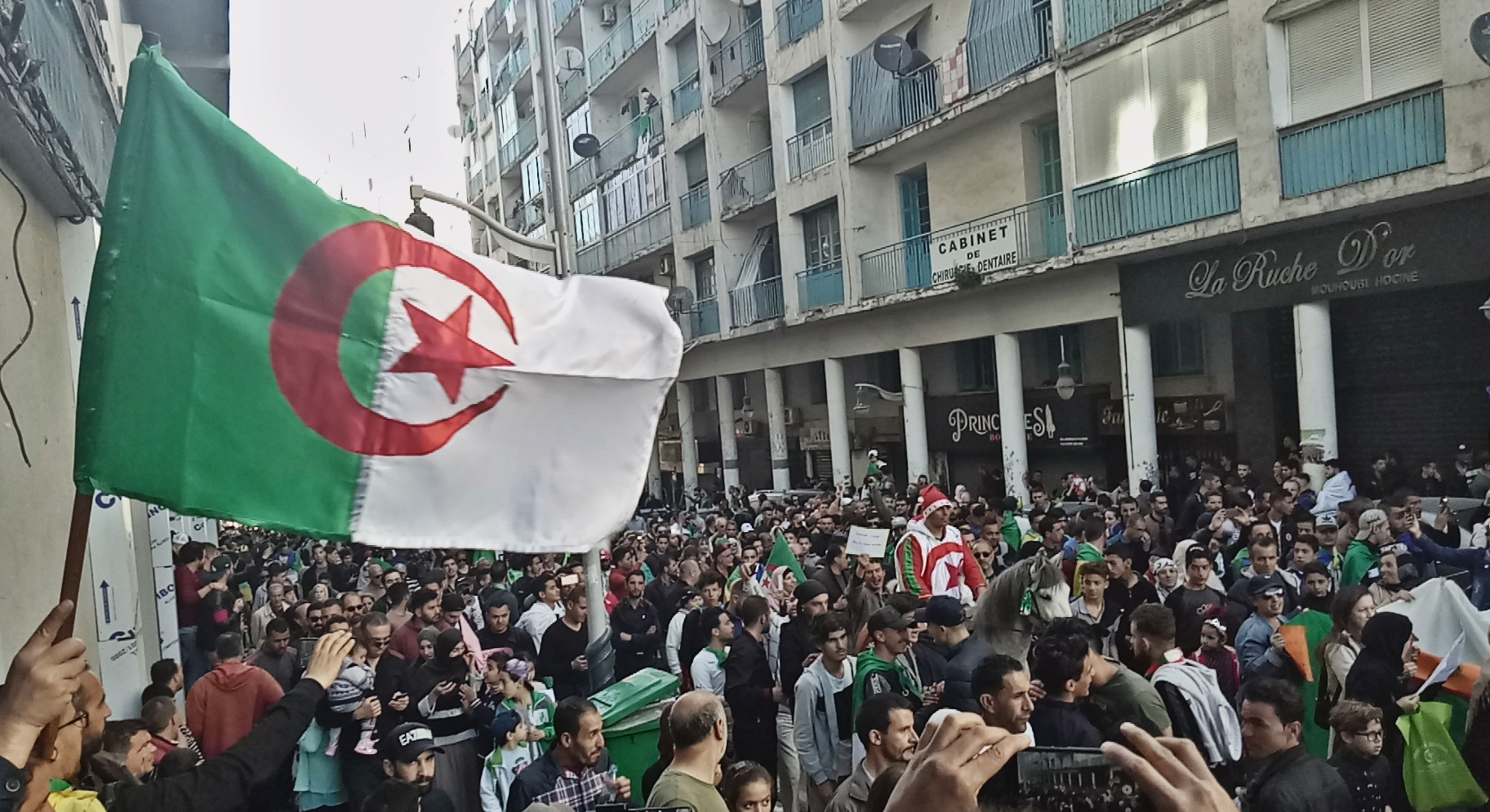
Manifestation le 9 juin 2019 à Béjaïa.

Le 10 juin, l'homme d'affaires Mahieddine Tahkout et plusieurs membres de son entourage familial sont arrêtés. Le 12 juin, l'ancien Premier ministre Ouyahia est à son tour arrêté, alors que Zaalane est placé sous contrôle judiciaire, suivi par Sellal le lendemain, de même que Benyounès. Le 13 juin, l'ancien candidat à la présidentielle Ghediri est placé en mandat de dépôt pour ses déclarations au sujet de l'armée et pour des accusations de divulgation de documents à des puissances étrangères. Le 16 juin, les anciens ministres Tou et Djoudi sont placés sous contrôle judiciaire.
Le 14 juin, après l'arrestation des anciens Premiers ministres Ouyahia et Sellal, les manifestants réclament que Bensalah, Bedoui et Abdelaziz Bouteflika soient eux aussi poursuivis.

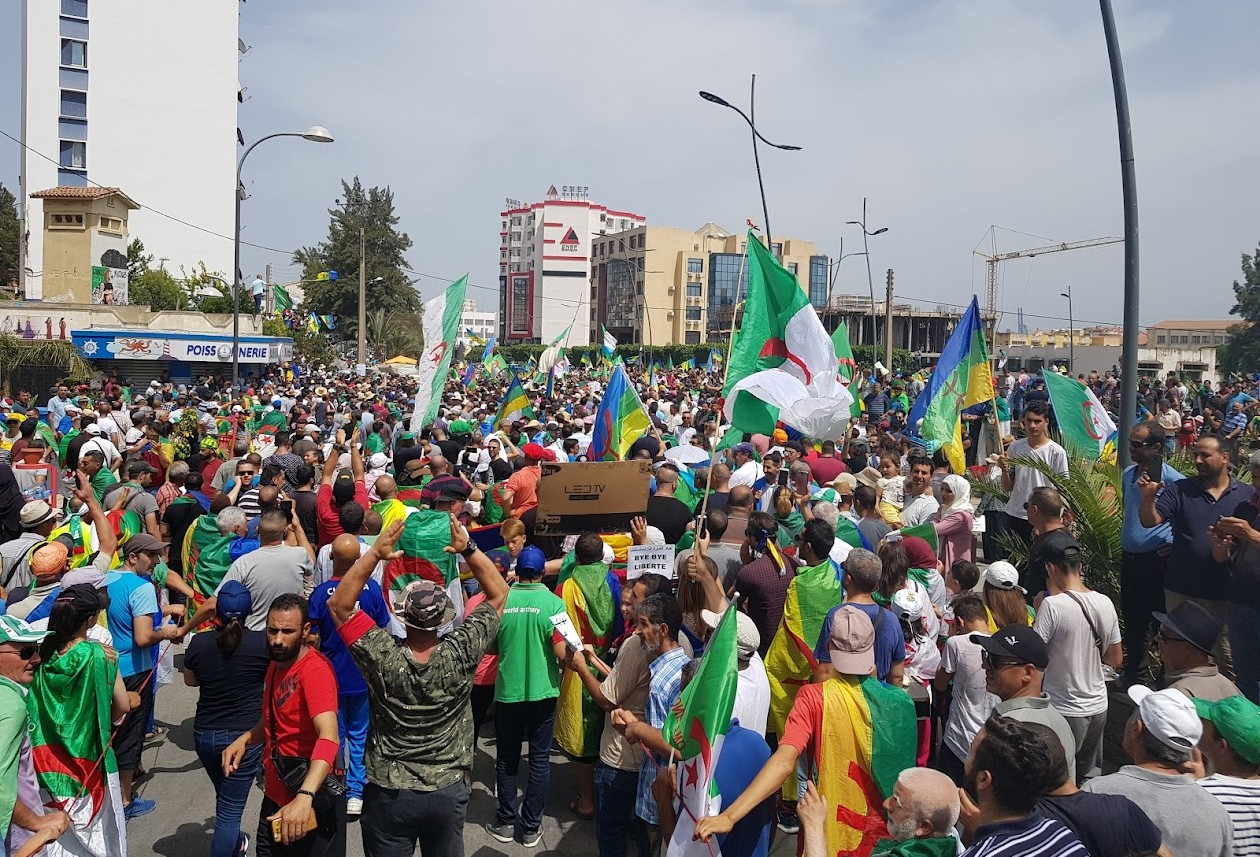
Manifestation le 05 juillet 2019 à Béjaïa.

Plusieurs événements de coordination de la société civile ont lieu en juin et juillet. Une « conférence de la société civile » a lieu le 15 juin, prenant dans les mois qui suivent l'épithète des Dynamiques de la société civile,. Les organisateurs, syndicats et associations proposent la mise en place d'une transition de six mois à un an, la nomination d'un gouvernement consensuel, ainsi que d'un exécutif transitoire, qui pourrait être collégial. Le réseau Wassila d'associations et d'institutions féministes algériennes se retire de la réunion du 15 juin, jugeant que la rencontre « « ne pose pas clairement et sans ambiguïté ce principe politique fondamental et non négociable » de l’égalité entre hommes et femmes. » Une nouvelle réunion, organisée par le Forum civil pour le changement et les Forces du changement d'Abdelaziz Rahabi, a lieu le 6 juillet, : elle débouche sur un appel à la mise en place d'une « période préélectorale » de six mois et d'un dialogue. De leur côté, le FFS, le RCD, le PT, le PST, l'UCP, le MDS, le PLD et la Ligue algérienne pour la défense des droits de l'homme annoncent une réunion pour le 26 juin, établissant ainsi les Forces du pacte de l'Alternative démocratique. Les participants appellent à la mise en place d'une période de transition. Une feuille de route sur celle-ci doit être publiée. Elle propose le départ de Bedoui.
Le 19 juin, le chef de l'armée exhorte les manifestants à ne pas hisser le drapeau berbère, ajoutant que les forces de sécurité étaient instruites à les en empêcher. Le 23 juin, 19 manifestants sont placés en détention provisoire pour avoir brandi ce drapeau la veille : ils risquent dix ans de prison. La semaine suivante, 16 personnes supplémentaires sont arrêtées.
Toujours le 19 juin, l'ancien Premier ministre par intérim Youcef Yousfi est renvoyé devant la Cour suprême.
Le 21 juin, des slogans anti-Abdel Fattah al-Sissi et pro-Mohamed Morsi sont scandés, des manifestants accusant le premier d'être responsable de la mort du second. Après l'arrestation le jour même de manifestants ayant arboré des drapeaux berbères, des grèves et des manifestations sont organisées pour réclamer leur libération.
Le 26 juin, l'Organe national de prévention et de lutte contre les infractions liées aux technologies de l'information et de la communication est mis sous la tutelle du ministère de la Défense nationale, aux dépens du ministère de la Justice.
Un fort dispositif policier est déployé avec des canons à eau et des bulldozers antibarricades le 28 juin.
Lakhdar Bouregaa, soldat durant la guerre d’Algérie et commandant de la wilaya IV historique, est arrêté le 29 juin.
Le 2 juillet, Mouad Bouchareb démissionne de la présidence de l'Assemblée populaire nationale.
Le 3 juillet, Bensalah appelle de nouveau au dialogue, affirmant que ni l'État ni l'armée n'y participeront. Il affirme qu'un tel dialogue déboucherait sur la mise en place d'une instance d'organisation du scrutin, à voter une loi pour l'adopter, à modifier la loi électorale et à fixer la date du scrutin.
Toujours le 3 juillet, Abdelaziz Rahabi, Mostefa Bouchachi, Karim Tabbou, Samir Belarbi, Fatiha Benabou, Nacer Djabi et Smail Lalmas appellent à une mobilisation « massive » pour le 5 juillet, vendredi coïncidant avec la fête nationale. Celle-ci rassemble plusieurs millions de personnes,.
Toujours le 5 juillet, l'ancien directeur général de la police algérienne Abdelghani Hamel est arrêté et inculpé pour « détournement de foncier et enrichissement illicite ». Le 8 juillet, l'ancien ministre et secrétaire général du FLN Djamel Ould Abbes est à son tour arrêté, suivi de Saïd Barkat, lui aussi ancien ministre, le lendemain. Ce jour-là, un manifestant est jeté à terre et frappé par la police.
Le 9 juillet, la marche des étudiants mobilise peu à cause des examens et du fait que certains étudiants sont en vacances. Le 10 juillet, les avocats manifestent à leur tour, pour dénoncer les manipulations de la justice.
Le 10 juillet, l'opposant islamiste Slimane Chenine est élu président de l'Assemblée populaire nationale avec le soutien des partis au pouvoir. Le jour même, le chef de l'armée s'en prend à ceux qui scandent le slogan « État civil et non pas militaire », qu'il accuse d'être des « traîtres ». Par ailleurs, Youcef Yousfi est placé sous contrôle judiciaire, puis en détention provisoire le 14 juillet. Le 17 juillet, l'ancien ministre Mahdjoub Bedda est à son tour incarcéré, suivi par Ghoul le lendemain.
Une nouvelle grande mobilisation a lieu le 12 juillet. Les autorités recouvrent les bancs et le sol des stations de métro, de même que les lampadaires, d'huile de moteur, et bloquent les entrées de la capitale.
Lors de la nuit du 14 au 15 juillet, tout en fêtant la qualification de l'équipe d'Algérie de football à la finale de la CAN 2019, les manifestants réitèrent leur détermination et affirment que les succès de leur sélection n'auront pas raison de leurs engagements.
Le 16 juillet, lors d'une nouvelle manifestation des étudiants ayant rassemblé des centaines de personnes, ceux-ci promettent de continuer leur mobilisation malgré l'été et les vacances.

#### Mise en place de l'Instance nationale de dialogue
Le 18 juillet, le Forum civil pour le changement (qui a organisé la rencontre du 6 juillet) propose un panel de treize personnes (dont Karim Younes, Taleb Ibrahimi, Hamrouche) pour le dialogue. Cependant, parmi eux, Djamila Bouhired rejette sa présence sur la liste, arguant ne pas avoir été mise au courant, et refuse aussi de faire partie d'un groupe composé d’individus « dont certaines ont servi le pouvoir », et dénonce les arrestations (dont celle de Lakhdar Bouregaa) et les intimidations et les menaces. De leur côté, Bouchachi et Smail Lalmas conditionnent leur participation à la libération des détenus, ainsi qu'au départ de Bensalah pour Bouchachi. Le 25 juillet, le régime choisit parmi eux Karim Younes, Fatiha Benabbou, Smail Lalmas, Bouzid Lazhari, Abdelwahab Bendjelloul et Azzedine Benaissa. Tout en demandant au panel de ne discuter que de la question de la présidentielle, le régime accepte des mesures d'apaisement, comme une possible libération des détenus arrêtés en raison des marches ou encore la libération de l'accès à la capitale,. Cependant, il exclut d'office de discuter d'une assemblée constituante ou d'un référendum. Le 28 juillet, le panel fait un appel à 23 personnalités, dont certaines ont déjà décliné. Ainsi, Mokrane Aït Larbi, Lyes Merabet, Drifa Ben M’hidi, Drifa, Bouchachi et Mouloud Hamrouche refusent la proposition. Par ailleurs, le panel a prévu d'organiser une conférence nationale et d'émettre des décisions contraignantes pour les pouvoirs publics.
La manifestation du 20 juillet se déroule sans arrestation.
Le 26 juillet, une marche rassemble des centaines de participants rejetant le dialogue proposé par le pouvoir. Lalmas, présent lors de la marche, est hué. Le 30 juillet, il démissionne du panel. Le jour même, des centaines d'étudiants épaulés par des riverains manifestent pour rejeter le panel et appellent à la libération des prisonniers, qu'ils qualifient d'« otages ». Cependant, ce même 30 juillet, Ahmed Gaïd Salah, allant à l'encontre des propos tenus par Bensalah, estime que toute tentative de dialogue doit se dérouler « loin de la méthode imposant des préalables allant jusqu'aux diktats ». Le 1er août, la démission de Younes est rejetée par le panel. Des membres du panel proposent que le prochain mandat présidentiel soit transitoire, tandis que lors des discussions, certains intervenants ont proposé que Bensalah soit maintenu.
Fin juillet, le ministère de l'Enseignement supérieur demande aux universités que les documents administratifs soient désormais en anglais plutôt qu'en français, un geste analysé comme une façon de se rallier les milieux conservateurs et islamistes.
Le 30 juillet, Gaïd Salah, appelant à ne pas « perdre davantage de temps », rejette les mesures d'apaisement consenties par Bensalah, les qualifiant de « diktats » et d'« idées empoisonnées », de même que l'allégement du dispositif sécuritaire. Comme les fois précédentes, Gaïd Salah suggère que les appels à son départ, à celui de Bensalah et Bedoui, ainsi que la mise en place d'une assemblée constituante et le drapeau berbère sont des idées véhiculées par la « bande » déchue.
Le 31 juillet, Bensalah remplace Slimane Brahmi au ministère de la Justice par le procureur d'Alger Belkacem Zeghmati. Cette nomination est jugée inconstitutionnelle, l'article 104 de la Constitution interdisant au chef de l'État par intérim de remanier le gouvernement.
Une nouvelle manifestation a lieu le 2 août, alors que des manifestants appellent à la désobéissance civile. Le 6 août, la marche des étudiants rassemble 500 personnes, qui rejettent le panel. Une nouvelle manifestation hebdomadaire a lieu le 9 août, malgré la chaleur, les organisateurs poursuivant avec les mêmes revendications, puis de nouveau le 19 août.
Azeddine Benaïssa démissionne à son tour du panel le 5 août.
Toujours le 5 août, les anciens ministres Zaalane et Mohamed El Ghazi sont placés en détention provisoire.
Le tribunal militaire de Blida émet le 6 août des mandats d'arrêt internationaux à l'encontre de l'ancien ministre de la Défense Khaled Nezzar, de celle de son fils Lotfi et de Farid Benhamdine, homme d'affaires proche du clan Nezzar. Ils sont accusés de complot et d'atteinte à l'ordre public dans le dossier Saïd Bouteflika, Toufik et Tartag.
Le 8 août, Gaïd Salah estime que les revendications ont été « entièrement satisfaites ».
Le 16 août, l'ancien ministre de la Santé Abdelmalek Boudiaf est placé sous contrôle judiciaire. Le 22 août, l'ancien ministre de la Justice Tayeb Louh est à son tour placé en détention.
Ahmed Benchemsi, cadre d'Human Rights Watch, est expulsé par le régime le 19 août.
Le 17 août, après un appel à manifester, des étudiants interrompent l'installation du « comité de sages » du panel. Le 20 août, un millier d'étudiants et d'autres citoyens manifestent.
Une nouvelle marche hebdomadaire a lieu le 23 août. Au cours de celle-ci, des slogans hostiles au chef de l'armée Gaïd Salah, au chef du panel Karim Younes, et à l'ancien chef du gouvernement Ali Benflis sont scandés.
Le 24 août, les Dynamiques de la société civile, une coordination des syndicats et des éléments de la société civile, tient sa deuxième rencontre,.
Le 25 août, Kamel Bouchama et Hadda Hazem démissionnent du panel. Dans la foulée, Mokhtar Bensaïd, de la Ligue algérienne pour la défense des droits de l'homme, a rejoint le panel. Le 7 septembre, l'ancien ministre Aziz Derouaz démissionne à son tour du panel.
Le 26 août, Gaïd Salah s'en prend aux partisans d'une transition, et rejette l'idée de convoquer des législatives anticipées pour amender la Constitution. Le lendemain, les autorités refusent d'autoriser une réunion des Forces du pacte de l'Alternative démocratique prévue pour le lendemain, de même que l'université d'été du Rassemblement actions jeunesse. Cette réunion est de nouveau interdite le 8 septembre.
Une nouvelle marche hebdomadaire a lieu le 30 août.

#### Convocation de la présidentielle
Le 31 août, Karim Younes propose le vote par le Parlement d'une loi portant modification du code électoral et une autre portant création d'une autorité nationale d'organisation des élections. Après avoir renoncé aux mesures d'apaisement, à la charte d'honneur exhortant les candidats à la présidentielle à appliquer les conclusions du panel une fois élus, et à la conférence nationale, la seule exigence du panel reste le départ du gouvernement Bedoui. Par ailleurs, quelques jours plus tard, le panel propose que les candidats aient un diplôme universitaire et que les parrainages d'élus soient supprimés.
Le 2 septembre, Gaïd Salah appelle à convoquer le corps électoral le 15 septembre. Il rejette cependant une modification totale de la loi électorale. Il s'en prend également aux opposants de sa proposition, en fustigeant la « conspiration de certains partis contre la patrie et le peuple » et dénonce la « critique et le dénigrement ».
Les manifestants étudiants s'opposent le 3 septembre à la tenue de la présidentielle mi-décembre comme réclamé par le chef de l'armée.
Le 6 septembre, lors d'une nouvelle marche hebdomadaire, qui mobilise plus de monde que pendant l'été, les protestataires rejettent l’organisation d'une présidentielle tant que le chef de l'armée, de l'État et du gouvernement restent au pouvoir. Cette marche est suivie par la marche estudiantine du 10 septembre.
À partir du 7 septembre, ont lieu des marches hebdomadaires les samedis à Kherrata pour appeler à la libération des détenus politiques.
Le 8 septembre, le chef de l'État par intérim Abdelkader Bensalah charge Karim Younes de préparer la mise en place de l'instance d'organisation des élections. Les projets de loi sont adoptés le 13 septembre par le Parlement. Le 15 septembre, Mohamed Charfi devient président de l'Autorité nationale indépendante des élections. Le jour même, comme le lui a demandé le chef de l'armée, Bensalah convoque le scrutin, qu'il fixe au 12 décembre.
Le 11 septembre, l'opposant et figure du Hirak Karim Tabbou est arrêté pour « atteinte au moral de l'armée ». Plus tôt dans la journée, le chef de l'armée a qualifié les opposants à la convocation de la présidentielle de « hordes ». Le 17 septembre, Samir Belarbi est placé en détention provisoire à la prison d'El-Harrach,.
Le 13 septembre, lors d'une nouvelle marche, les protestataires — notamment à Alger, Constantine, Oran et Annaba — rejettent de nouveau l’élection et appellent à la libération de l'opposant Karim Tabbou.
Le 18 septembre, Gaïd Salah appelle à bloquer les entrées de la capitale aux autres provinces. L'Alternative démocratique dénonce un « état de siège qui ne dit pas son nom ». Le même jour, l'ancien ministre Moussa Benhamadi est arrêté. L'activiste Fodil Boumala et deux étudiants sont arrêtés. Le 19 septembre 2019, le secrétaire général du FLN, Mohamed Djemaï, est à son tour arrêté, ainsi que l'ancien ministre Boudjemaa Talai le 23 septembre.

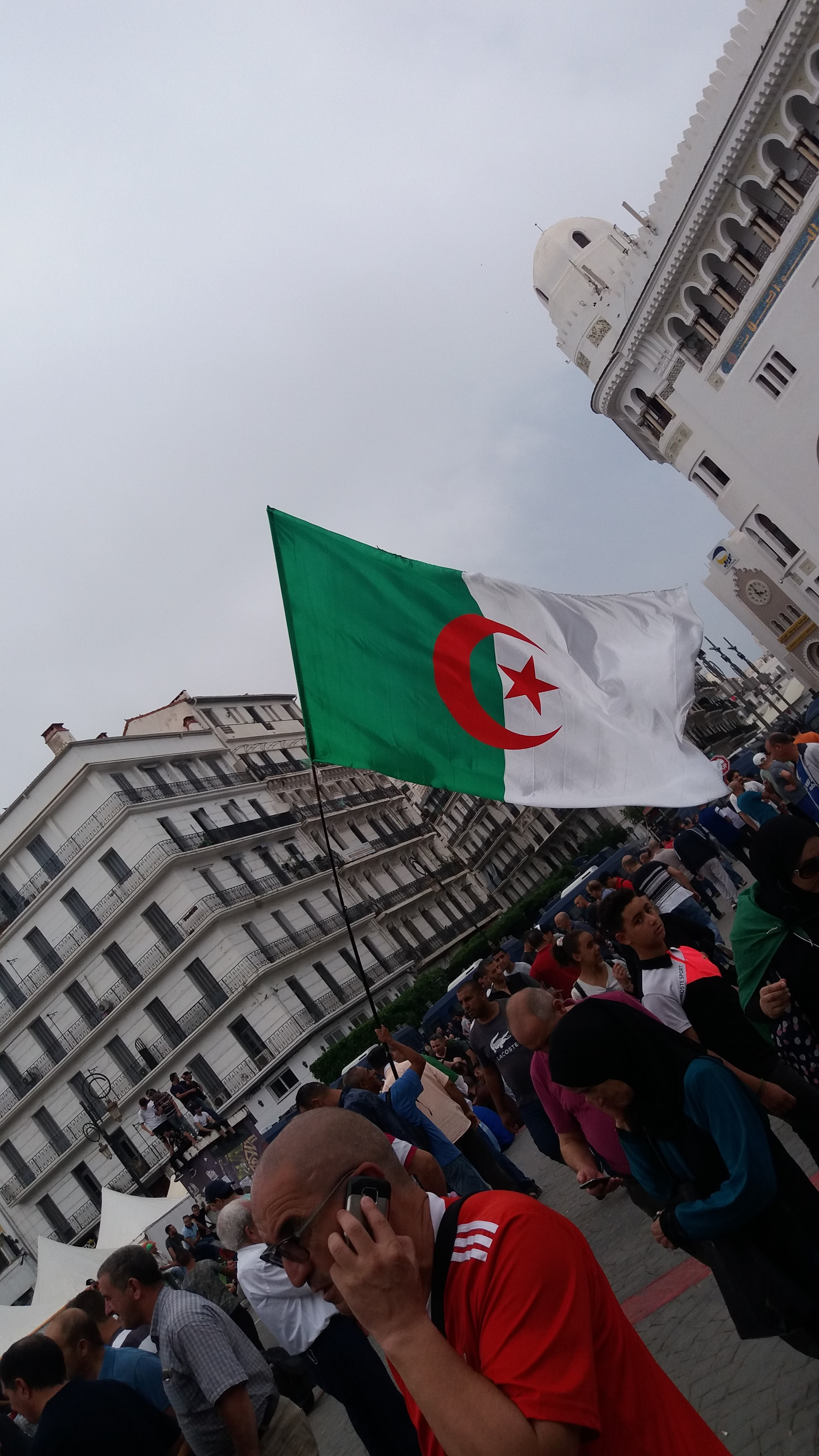
Manifestation à Alger le 20 septembre 2019.

Le 20 septembre, une manifestation d'ampleur rassemble des centaines de milliers de manifestations à Alger, malgré ces restrictions. D'autres marches ont lieu ailleurs dans le pays.
Le 23 septembre, Salima Ghezali démissionne de son mandat de députée. Elle est suivie le 5 juillet par le député RCD Yassine Aissiouane.
À l'aube du 25 septembre, Saïd Bouteflika, Tartag, Toufik, Hanoune sont condamnés à 15 ans de prison, et Nezzar à 20 ans (par contumace). Le 10 février 2020, la cour d'appel militaire de Blida confirme les condamnations de Saïd Bouteflika, Tartag, Toufik ; Louisa Hanoune, dont les charges pour « atteinte à l'autorité militaire et complot contre l'autorité de l'État » ont été abandonnées, est condamnée à trois ans dont neuf mois ferme et est donc libérée, ayant effectué sa peine.
Le 24 septembre, une nouvelle marche estudiantine rassemble quelque 2 000 personnes. Le 27 septembre, lors d'une nouvelle marche hebdomadaire, la mobilisation semble un peu plus faible que la semaine précédente. Des centaines de milliers de manifestants contestent notamment les candidatures des anciens chefs du gouvernement Ali Benflis et Abdelmadjid Tebboune,,.
Au 28 septembre, la commission des droits de l'homme du Parlement européen fait état de 83 activistes arrêtés. Le 29 septembre, deux militants du Rassemblement actions jeunesse et un étudiant en médecine sont à leur tour incarcérés.
Une nouvelle marche étudiante a lieu le 1er octobre pour protester contre la tenue de la présidentielle. Elle se caractérise par la participation d'une majorité de non-étudiants, et par les nombreuses arrestations. Elle mobilise cependant quelque 3 000 étudiants. Le jour même, la confédération des syndicats autonomes appelle ses membres à soutenir le Hirak.
Une nouvelle manifestation massive a lieu le 4 octobre. Hakim Addad, fondateur du Rassemblement actions jeunesse et figure du Hirak, est arrêté. Un autre rassemblement, commémorant les événements du 5 octobre 1988, est empêché par la police, qui conduit à de nombreuses arrestations. Ainsi, des journalistes sont bousculés, insultés et arrêtés par les forces de l'ordre. 121 arrestations sont relevées. Le même jour a lieu une marche d'avocats à Bouira. Le 6 octobre, un rassemblement en soutien aux personnes déférées devant le tribunal de Sidi M'Hamed est empêché par les forces de sécurité, qui procèdent à de nombreuses arrestations. La Ligue algérienne de défense des droits de l'homme dénonce « l'escalade de la répression » et une « justice à double vitesse ».
Le 8 octobre, pour la première fois depuis le début du mouvement, la police empêche la tenue d'une manifestation estudiantine, et procède à près de 13 arrestations. Une nouvelle marche hebdomadaire rassemble des dizaines de milliers de personnes le 11 octobre, avec plus de participants que la semaine précédente. Les manifestants dénoncent le projet de loi finances et celle sur les hydrocarbures, de même que le chef de l'armée, qui n'est plus apparu en public depuis une semaine. Deux nouvelles marches ont lieu le 12 octobre à Kherrata et à Bouira,. Une marche opposée au projet de loi sur les hydrocarbures a lieu le 13 octobre et rassemble de même plusieurs dizaines de milliers de personnes. Celui-ci est approuvé le jour même en Conseil des ministres, et envoyé au Parlement pour adoption.
Le 15 octobre, plusieurs personnalités, dont l'ancien chef du gouvernement Ahmed Benbitour, l'ancien ministre des Affaires étrangères Ahmed Taleb Ibrahimi, l'ancien ministre de la Culture Abdelaziz Rahabi et l'ancien ministre de l'Éducation Ali Benmohamed, de même que les avocats Ali Yahia Abdennour et Abdelghani Badi, et les universitaires Nacer Djabi et Louisa Ait Hamadouche, appellent à « une nouvelle lecture de la réalité », avec des mesures d'apaisement, d'ouverture démocratique, au départ des dignitaires du régime, ainsi qu'à la tenue de la présidentielle après un dialogue.
Le jour même, Gaïd Salah accuse les manifestants d'être payés par de l'« argent sale » et menace de poursuites ceux qui tenteraient de perturber la tenue du scrutin ou d'inciter les votants à le boycotter. Il défend également le projet de loi controversé sur les hydrocarbures. Plus tôt dans la journée, des dizaines de milliers de personnes dont des étudiants ont participé à une marche, s'opposant notamment aux élections et à ce projet de loi. Pour ne pas risquer de se faire arrêter, les étudiants, moins nombreux serrent les rangs et ne restent pas seuls entre eux.
Le 16 octobre, l'association Notre Algérie Bâtie sur de Nouvelles Idées (NABNI) propose 50 initiatives qu'elle compte détailler plus tard, et qui concernent des réformes politiques et la mise en place d'un dialogue.
Une marche des avocats a lieu le 17 octobre à Béjaïa. Une nouvelle marche hebdomadaire a lieu le 18 octobre.

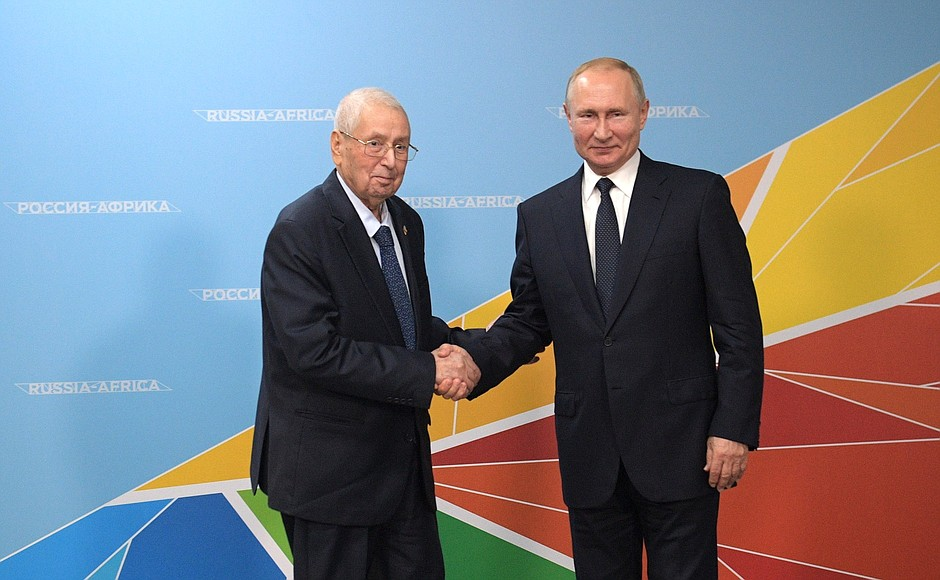
Abdelkader Bensalah (à gauche) au côté du président russe, Vladimir Poutine, le 24 octobre 2019.

Le 22 octobre, des centaines de personnes participent à la marche des étudiants, malgré la pluie. Le 24 octobre, des centaines d'avocats marchent à Alger. Le 25 octobre, galvanisés par des propos controversés tenus la veille par Bensalah à l'adresse du président russe Vladimir Poutine selon lesquels la situation est contrôlée et les manifestations d'une ampleur limitée, les contestataires clament des slogans hostiles au chef de l'État. À partir du 27 octobre, les magistrats, qui entendent protester contre un mouvement de mutations, sont en grève. Cependant, cette situation n'empêche pas les renouvellements des mandats de dépôt à l'égard des activistes du Hirak.
Une grève générale est lancée le 28 octobre par les syndicats autonomes. Le 29 octobre, une marche estudiantine rassemble environ 2 000 personnes. Le 1er novembre, jour de fête nationale, des centaines de milliers de personnes manifestent dans les grandes villes du pays. La nuit précédente, un rassemblement de plusieurs milliers de personnes a eu lieu dans la capitale. Plusieurs d'entre eux, venus des autres provinces du pays, dorment dans la rue.
Le 4 novembre 2019, l'ancienne ministre de la Culture Khalida Toumi est placée en détention provisoire pour corruption.
Au soir du 20 novembre, la police procède à une vingtaine (selon Le Monde) ou 150 (d'après le CNLD) d'arrestations à Alger, lors d'une manifestation nocturne. Le lendemain, une nouvelle manifestation nocturne se solde par des interpellations. Les jours suivants, ces manifestations nocturnes ont lieu chaque jour et mobilisent des milliers de personnes. Le même jour, des représentants de la diaspora algérienne appellent à la tenue d'assises nationales de transition.
Le 28 novembre, le Parlement européen adopte une résolution sur la situation en Algérie, dans lequel il « condamne vivement l’arrestation arbitraire et illégale, la détention, les intimidations et les attaques de journalistes, de syndicalistes, d'avocats, d’étudiants, de défenseurs des droits de l’homme et de la société civile ainsi que de tous les manifestants pacifiques qui participent aux manifestations pacifiques du Hirak », demande la libération des détenu-e-s du Hirak et fait nombreuses autres demandes aux autorités algériennes en faveur des libertés fondamentales. Le lendemain, certains manifestants dénoncent une ingérence étrangère.
Le 3 décembre, la marche des étudiants mobilise quelque 2 000 personnes. Le 6 décembre, lors du dernier vendredi de manifestations avant la présidentielle, une foule immense sort dans les rues : elle est aussi nombreuse que celle observée lors du 1er novembre, et lors des premiers mois de manifestations, en mars-mai 2019.
Un appel à la grève générale est lancé sur les réseaux sociaux pour la période du 8 au 12 décembre. Celui-ci ne trouve aucun écho en dehors de quelques wilayas comme celles de Tizi Ouzou, Béjaia Bouira et Bourmedès. À Alger, ville symbole des manifestations du Hirak, les commerces restent ouverts,.
Le 9 décembre, une manifestation en soutien à la tenue de l'élection a lieu à Alger : organisée par l'UGTA, elle rassemble des centaines de personnes. Une contre-manifestation estudiantine et lycéenne se tient en réaction ; la police procède à l'arrestation de certains d'entre eux.
Le 10 décembre, plusieurs milliers de personnes participent à la marche estudiantine.
Le 11 décembre, la veille du scrutin, plusieurs milliers de manifestants marchent à Alger, avec notamment le slogan « makache l'vote », soit « pas de vote », appelant à un boycott du scrutin. Dans le même temps, des centaines de citoyens appellent à la défense du processus électoral devant le siège du Conseil constitutionnel et réclament un déroulement serein du vote.

#### Élection d’Abdelmadjid Tebboune

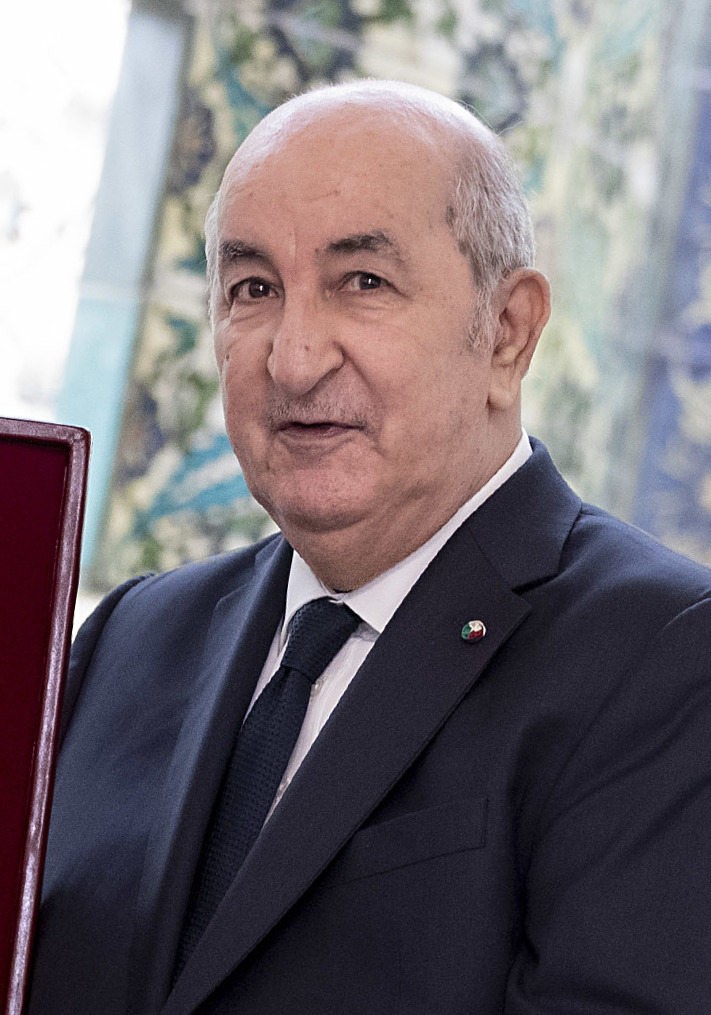
Abdelmadjid Tebboune, président de la République depuis le 19 décembre 2019.

Le 13 décembre, Abdelmadjid Tebboune, vainqueur de l'élection présidentielle au premier tour, déclare tendre la main au Hirak et prône le dialogue. Le jour même, conspué par les partisans du Hirak, il est qualifié de « président cocaïne » en référence à l'affaire mêlant son fils. L'ampleur de la marche est comparable à celle de la semaine précédente. La marche est cependant réprimée à Oran. Le 16 décembre, les Femmes algériennes pour un changement vers l’égalité et le carré féministe déclarent que « Tebboune n'est pas et ne sera jamais notre président » et exigent la continuation du Hirak et dans la rue et dans les débats des assemblées.
Le 19 décembre, à l'issue de sa prestation de serment, le nouveau président salue le Hirak et déclare que « la grande réussite est le fruit du mouvement populaire initié par notre peuple qui a refusé, grâce à sa conscience, l’effondrement de l’état et de ses institutions », renouvelle son appel au dialogue et promet de réaliser ses revendications « dans le cadre d'un consensus politique et [des] lois de la république »,. Le jour même, Abdelmadjid Tebboune accepte la démission de Noureddine Bedoui et désigne Sabri Boukadoum comme Premier ministre par intérim tout en chargeant le gouvernement en place de gérer les affaires courantes dans l'attente de la nomination d'un nouveau chef du gouvernement. Par ailleurs, le ministre de l'Intérieur Salah Eddine Dahmoune est limogé de ses fonctions alors qu'il avait défrayé la chronique en tenant des propos insultants à l'égard des manifestants du Hirak.
Le 20 décembre, une nouvelle marche hebdomadaire a lieu. Son ampleur est moindre que celles des deux semaines précédentes.
Soufiane Djilali se dit victime d'une « cabale » sur les réseaux sociaux après avoir réagi à l'appel au dialogue du nouveau président. Lors de la conférence du 6 juillet organisée par le Forum civil pour le changement et les Forces du changement, Jil Jadid a été critiqué (appelé « traitre ») par des internautes pour sa participation à l’initiative. « Le niveau des manipulations et des attaques grossières montrent à l’évidence qu’il ne s’agit pas là d’un débat politique mais d’un règlement de comptes dont l’objectif est la tentative de détruire un parti politique qui gêne trop d’intérêts. ».

#### Mort d'Ahmed Gaïd Salah et nomination de Saïd Chengriha

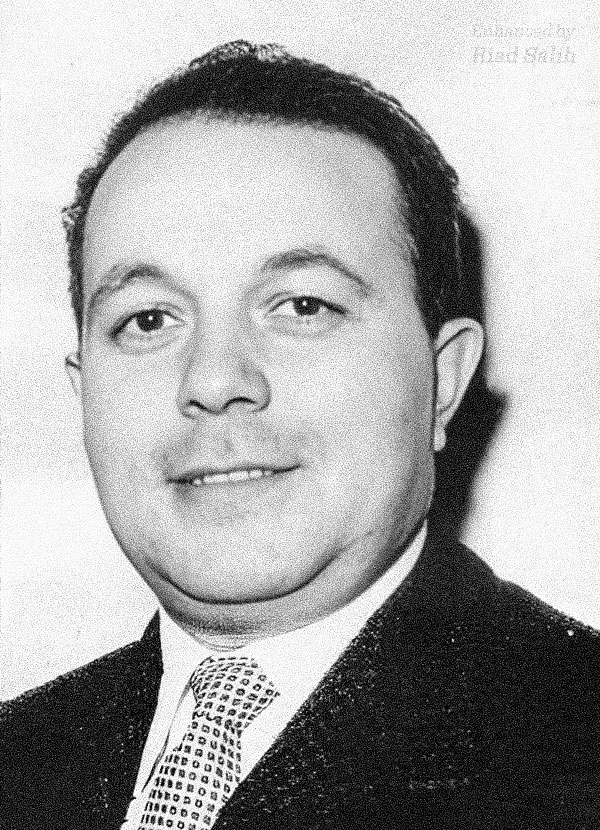
Abane Ramdane, objet des commémorations de la marche du 27 décembre.

Ahmed Gaïd Salah meurt le 23 décembre 2019. Le 25 décembre, une foule impressionnante d'algériens viennent assister à l'enterrement de Gaïd Salah, certains racontent avoir passé la nuit dans la rue pour lui rendre un dernier hommage. Les citoyens algériens venus accompagner le cortège funèbre y scandent notamment le slogan « l'armée et le peuple, main dans la main ». Cependant, certains activistes du Hirak estiment que les funérailles d'Ahmed Gaïd Salah sont instrumentalisées pour en faire un héros. En marge de celles-ci, un partisan du défunt chef d'état-major appelle son successeur à « couper la tête » à celui qui oserait sortir manifester lors du prochain vendredi de Hirak.
Certains manifestants algérois semble être indifférent à sa mort. Le 24 décembre a lieu la marche des étudiants, qui rassemble un millier de personnes, alors que certains manifestants du hirak avaient appelé à une trève à la suite de la mort de Gaïd Salah. Cette marche est très critiquée par certains Algérois qui trouvent « honteux de ne pas respecter le deuil » de Gaïd Salah.
Entre plusieurs dizaines de milliers et centaines milliers de personnes participent à la marche hebdomadaire le vendredi 27 décembre. Bien que moins dense que lors des semaines précédentes, la mobilisation continue. Les participants entendent commémorer le 62e anniversaire de l'assassinat du moudjhahid Abane Ramdane, héraut de la primauté du civil sur le militaire, l'une des revendications phares du Hirak.
Le 28 décembre, Abdelmadjid Tebboune nomme Abdelaziz Djerad Premier ministre et le charge de former un nouveau gouvernement. Politologue de fonction, celui-ci avait prôné, lors d'un entretien à la radio au mois d'avril 2019, la prise de « mesures pour contenir le mécontentement populaire ». Dans une rencontre à Alger, des activistes appellent à la tenue d'un « congrès rassembleur », à la libération des prisonniers d'opinion et à l'annulation des poursuites légales les concernant, et dénoncent les agressions par les « Baltaguis ».
Le 31 décembre, une nouvelle marche des étudiants rassemble environ 2 000 personnes. Le jour même, Issad Rebrab est condamné à 18 mois de prison, dont 6 mois fermes, assortis d'une amende de 1,383 milliards de dinars soit un peu plus de 10 millions d'euros. Il est libéré le 1er janvier 2020. Dans la même affaire, l'entreprise Evcon est condamné à une amende de 2,766 milliards de dinars et l'établissement bancaire The Housing Bank for trade and finance à une amende de 3,168 milliards de dinars.
Le 2 janvier 2020, Lakhdar Bouregaa et de nombreux autres militants du Hirak sont libérés, en attente de jugement. Le 3 janvier, au lendemain de la formation du nouveau gouvernement, une nouvelle marche hebdomadaire a lieu. Celle-ci rassemble plus de monde que les deux semaines précédentes.
Début janvier 2020, des maires de communes de la wilaya de Béjaïa membres du Rassemblement pour la culture et la démocratie (RCD) refusent d'accrocher le portrait officiel de Tebboune.
Le 7 janvier, la marche des étudiants rassemble des centaines de personnes. Le 8 janvier, Tebboune met en place une commission d'experts de 17 membres — dont une majorité de professeurs de droit constitutionnel — chargés d'émettre des propositions pour une nouvelle Constitution. Il trace sept axes principaux autour desquels la commission doit mener sa réflexion, notamment la conservation du bicamérisme, ou sur le titre du chef du gouvernement. Il propose notamment de ne permettre au président de n'effectuer qu'un maximum de deux mandats et de rendre cette disposition « immuable et intangible ». À l’issue de ces deux mois, la proposition de la commission doit faire l'objet d'un dialogue puis être votée devant le Parlement, avant d’être soumise à référendum.
Le 10 janvier, un groupe de manifestants déclament « des slogans hostiles au régime » au centre d'Alger. La police le disperse de façon musclée et interpelle « plusieurs ». Deux heures plus tard, toujours à Alger, la marche hebdomadaire principale rassemble des milliers de personnes. Elle marque le retour de plusieurs détenus du Hirak. Vingt nouvelles interpellations ont lieu à Sidi Bel Abbès, où la marche est bloquée par la police. Le 14 janvier a lieu une nouvelle marche estudiantine. Celle-ci rassemble environ 2 000 personnes alors que des organisateurs dévoilent un texte en quatorze points réclamant une transition politique, de nouvelles élections législatives et locales, ainsi qu'une ouverture médiatique. Le 17 janvier, la marche hebdomadaire rassemble des milliers de personnes.

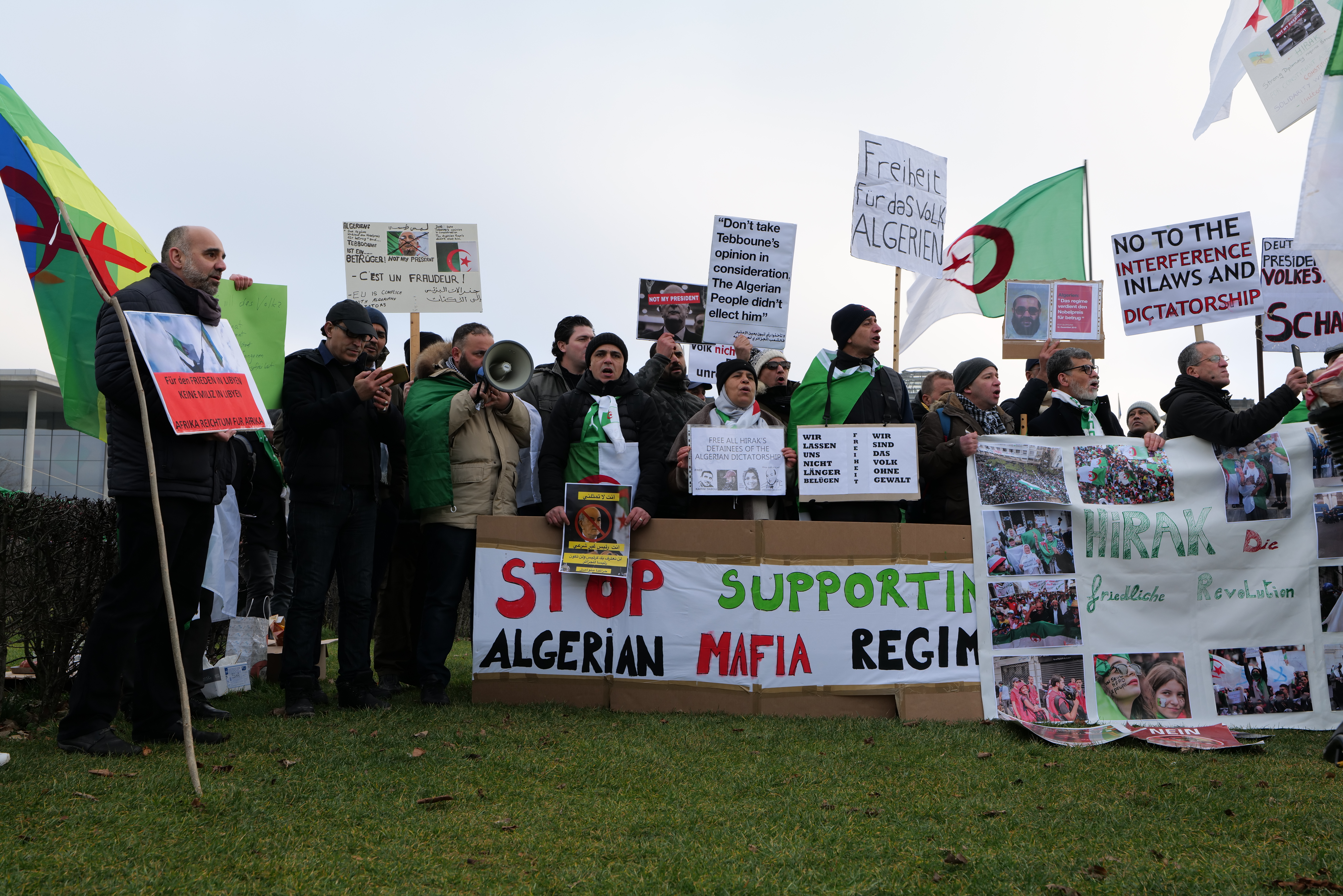
Manifestation à Berlin le 19 janvier 2020.

Le 25 janvier, 400 personnes se réunissent à Alger sous l'égide du Pacte de l'alternative démocratique (PAD). Les coordonnateurs s'engagent à organiser une « conférence nationale indépendante du système » dont le but serait de définir « les modalités, les règles et les échéances consensuelles » d'une transition institutionnelle pendant laquelle les « institutions illégitimes » seraient dissoutes et un « processus constituant souverain » aurait lieu.

#### Vers une deuxième année de manifestations
En février 2020, à l'approche du premier anniversaire du déclenchement des manifestations le 22 février 2019, le président Abdelmadjid Tebboune déclare que « le Hirak est un phénomène salutaire, et [qu'il n'a] rien à lui reprocher », ajoutant que « ce mouvement populaire a épargné au pays une catastrophe ». Il décrète que le 22 février sera désormais fêté tous les ans en tant que « Journée nationale de la fraternité et de la cohésion entre le peuple et son armée pour la démocratie ». Les 21 et 22 février 2020, les manifestations réunissent un très grand nombre de personnes, dont certaines, en réponse à l'initiative du président, brandissent des pancartes où il est inscrit :« On est pas venus faire la fête, on est venus pour vous faire partir »,.

#### Épidémie de Covid-19: suspension des manifestations et nouvelle vague de répression
À la mi-mars 2020, dans le cadre de la Pandémie de Covid-19, et malgré l'organisation de manifestations supplémentaires le samedi, des personnalités politiques et du monde civil demandent la suspension des manifestations. C'est dans ce sens que s'expriment Mostefa Bouchachi, son collègue avocat Abdelghani Badi, Karim Tabbou, Abdelaziz Rahabi, Noureddine Melikechi, Saïd Sadi, Soufiane Djilali et des partis politiques comme Jil jadid, le FFS, le RCD, le PT.
Le 15 mars, Abdelaziz Djerad appelle les citoyens qui participent aux manifestations à faire preuve de vigilance et à « prendre les précautions nécessaires ». Le 16 mars, 25 professeurs de médecine et membres de professions médicales appellent les Algériens à suspendre les manifestations, précisant : « Le Hirak est une idée et une idée ne meurt pas. Mais les êtres que nous perdons ne reviennent jamais ». Les principales organisations étudiantes annoncent alors une suspension des marches du mardi,.
Le président de la République annonce, le 17 mars, « l’interdiction des marches et des rassemblements, quels que soient leurs motifs », expliquant qu'il ne s'agit pas d'une « atteinte aux libertés », mais « d’une mesure de protection de la santé publique ». Les organisateurs avaient peu avant décrété la suspension des marches.
Le vendredi 20 mars, aucune marche, aucun rassemblement n'est constaté.
Le 10 mai, des centaines de personnes manifestent près de Tizi Ouzou pour protester contre les poursuites lancées contre de jeunes activistes.
Durant la période de confinement, de nombreux activistes sont poursuivis et parfois condamnés, notamment pour leurs messages critiques sur les réseaux sociaux. C'est le cas de Soheib Debaghi, condamné le 19 mai 2020 à un an de prison pour « incitation à attroupement, outrage à corps constitué et publications Facebook pouvant porter atteinte à l’intérêt national ». Deux autres militants, Larbi Tahar et Boussif Mohamed Boudiaf, sont condamnés le 19 mai à 18 mois de prison. Le 20 mai, le tribunal de Chlef condamne douze autres militants du Hirak, poursuivis pour « atteinte à l’intégrité et l’unité nationale et incitation à attroupement non armé », à des peines allant de 6 à 6 à 18 mois de prison. Un jeune partisan du Hirak, Walid Kechida, accusé d'« outrage à corps constitué, offense au président de la République et aux préceptes de l’islam », est placé en détention le 27 avril à Sétif avant d'être condamné à trois ans de prison le 4 janvier 2021. Arrêté le 14 avril, le militant Zakaria Boussaha est condamné à un an de prison le 21 juillet pour des motifs similaires.
Des interpellations ont lieu le 12 juin 2020 lors d'une tentative de marche à Béjaïa, avec notamment l'arrestation de trois activistes placés en détention provisoire : le blogueur Merzoug Touati, accusé d’ « incitation à attroupement, publication et distribution de publications pouvant porter atteinte à l’unité nationale et exposition de la vie d’autrui au danger durant la période du confinement », Yanis Adjlia, poursuivi pour les mêmes motifs que Merzoug Touati, et Amar Beri, poursuivi pour « atteinte à la personne du président de la République, outrage à corps constitué, incitation à attroupement non armé et exposition de la vie d’autrui au danger durant la période du confinement ». Ils sont libérés le 8 juillet, condamnés à 100 000 DA d’amende pour « offense au président de la République » et relaxés pour les autres accusations. Ils sont acquittés lors du procès en appel qui s'est tenu lundi 18 janvier 2021.
Arrêté le 15 juin 2020, le militant Fodil Boumala est placé sous mandat de dépôt, poursuivi pour « incitation à attroupement non armé, offense à corps constitué, et publications de nature à attenter à l’intérêt national ». Il est libéré le 18 juin. Il est finalement condamné le 15 octobre 2020 à une amende pour le seul motif d'« incitation à attroupement non armé ». Arrêté également le 15 juin, Hakim Addad, ancien président de l’Association RAJ, est placé sous contrôle judiciaire, pour « incitation à attroupement non armé, publications portant atteinte à l’unité nationale et atteinte à l’intérêt national ». L'activiste Zahir Keddam est également placé sous contrôle judiciaire, poursuivi pour « incitation à attroupement non armé et publications portant atteinte à l’unité national ». Il est condamné à un an de prison le 23 juin. Fodil Boumala est filement relaxé en appel le 19 avril 2021
Le 16 juin, les forces du pacte de l’Alternative démocratique (PAD) critiquent la « cascade d’arrestations », estimant qu'il s'agit de « créer un climat de terreur » parmi la population, dans le but d'« empêcher un éventuel retour du Hirak ».
Le 17 juin, poursuivi pour une publication sur Facebook, le journaliste Ali Djamel Touba, militant du Hirak, est condamné à deux ans de prison sous le chef d’inculpation d’ « outrage à corps constitué ».
De nouvelles marches hebdomadaires ont lieu le 19 juin en Kabylie, à Tlemcen, Ouargla, se traduisant par des interpellations, des remises en liberté en attente de jugement, des condamnations avec ou sans sursis, et des mandats de dépôt,,. 22 manifestants interpellés ce 19 juin sont relaxés par le tribunal de Bejaïa le 16 février 2021.
La militante Amira Bouraoui, arrêtée le 17 juin, est condamnée à un an de prison le 21 juin ; elle était poursuivie pour « incitation à attroupement non-armé », « offense ou dénigrement du dogme ou des préceptes de l’islam », « offense au président de la République par une expression outrageante, injurieuse ou diffamatoire », « publication pouvant porter atteinte à l’unité nationale », « informations ou nouvelles fausses ou calomnieuses, susceptibles de porter atteinte à la sécurité ou à l’ordre public », « incitation à la violation délibérée et manifeste d’une obligation de prudence ou de sécurité édictée par la loi ou le règlement, exposant directement la vie d’autrui ou son intégrité physique à un danger ». Sa condamnation et son emprisonnement suscitent une vive émotion. Le 2 juillet 2020, dans l'attente de son proçès en appel, elle est remise en liberté provisoire. En appel, elle est condamnée le 4 mai 2021 à deux ans de prison pour « outrage à un fonctionnaire dans l’exercice de ses fonctions », « atteinte à la personne du président de la République », et « diffusion d’informations susceptibles d’attenter à l’ordre public », puis, le même jour, elle est condamnée à deux ans de prison pour « atteinte aux préceptes de l’islam et au prophète ».
Le vendredi 21 août 2020, de nombreux manifestants sont interpellés lors de tentatives de marche dans 28 wilayas du pays. La presse annonce la relaxe de 12 de ces manifestants par le tribunal de Tlemcen le 11 février 2021.
Le 7 septembre 2020, Yasser Kadiri et Ahmed Sidi Moussa, poursuivis pour « outrage à corps constitué, atteinte à l’unité nationale et atteinte à la personne du président de la République », sont condamnés en appel à 18 mois de prison.
Le 27 septembre 2020, l'ancien député du Front El Moustakbal, Khaled Tazaghart, est condamné en comparution immédiate à un an de prison pour « incitation à attroupement, publications pouvant porter trouble à l’ordre public et violation des mesures du confinement sanitaire ».

#### Deuxième anniversaire du déclenchement du hirak, ses suites et mort de Bouteflika
Le 13 février 2021, plusieurs centaines de manifestants défilent à Kherrata et à Seddouk en prévision de la célébration du deuxième anniversaire du déclenchement du hirak. Le 16 février, jour anniversaire du déclenchement du hirak à Kherrata, des milliers de personnes ont manifesté dans la ville avec la participation de plusieurs personnalités politiques, notamment Mohcine Belabbas, président du RCD, Karim Tabbou, ancien détenu politique, l’avocat Mustapha Bouchachi, et Zoubida Assoul, avocate et présidente l’Union pour le changement et le progrès (UCP).
Le 18 février 2021, peu de jours avant le deuxième anniversaire du déclenchement du hirak, alors que quelque 70 personnes sont emprisonnées en lien avec le Hirak ou les libertés individuelles selon le Comité national pour la libération des détenus, Abdelmadjid Tebboune déclare que le Hirak « a sauvé l'Algérie » et annonce qu’il accorde la grâce « à une trentaine de personnes pour lesquelles une décision de justice avait été rendue ainsi qu'à d'autres pour lesquelles aucun verdict n'a été prononcé », soit au total une soixantaine de personnes. Les détenus Khaled Drareni, Rachid Nekkaz (en détention depuis le 4 décembre 2019) et Dalila Touat, notamment, sont libérés.
Le 22 février 2021, jour anniversaire du déclenchement du hirak, de nombreuses manifestations ont lieu dans les villes d'Algérie, notamment à Alger, Bouira, Bejaïa, Constantine, Tizi Ouzou, Mostaganem, Mila, Oran, Temouchent, Tiaret, Tizi Ouzou, Sidi Bel Abbès, Annaba, suivies d'arrestations de la part des forces l'ordre,. Le pouvoir, au travers de l'agence de presse APS, salue et reprend à son compte les manifestations, manifestations qu'il replace dans le contexte de la célébration de la journée nationale de la fraternité et de la cohésion peuple-armée décrétée par Abdelmadjid Tebboune, tout en dénonçant dans le même temps « les comportements manifestés par certains individus, en ce jour, (qui) procèdent d'une rancœur profonde et d'intentions pernicieuses de parties, connues et occultes, qui tentent désespérément à saper la célébration du 2ème anniversaire du Hirak, béni authentique »,.
Le vendredi 26 février 2021 voit la reprise des manifestations habituelles du vendredi, interrompues en 2020 à la suite de la pandémie de Covid-19 : de nombreuses cortèges défilent à travers tout le pays, proclamant les slogans traditionnels tels que « État civil et non militaire » et « système dégage ». Le 12 mars à Alger voit le retour de "baltaguias" qui agressent des journalistes couvrant la manifestation. Les marches du vendredi 26 mars sont marquées par des dizaines d'interpellations, dont celles du jeune poète Mohamed Tadjadit et d'un fidèle des marches d'étudiants du mardi, Abdenour Aït Saïd.
Le 21 mars 2021, dans un contexte où la participation d'islamistes dans les manifestations, notamment de certains proches du mouvement Rachad, suscite débats et inquiétudes, le tribunal de Bir Mourad Raïs émet des mandats d’arrêt internationaux à l’encontre de quatre activistes établis à l’étranger, accusés notamment d’« appartenir à un groupe terroriste ». Il s'agit de Mohamed Larbi Zeitout, un ancien diplomate, Amir Boukhors, blogueur connu sous le nom d’« Amir DZ », Hichem Aboud, un journaliste, et un certain Mohamed Abdellah. M. Zeitout est le fondateur du mouvement islamiste Rachad. Le tribunal précise qu'un ex-membre du Front islamique du salut (FIS), Ahmed Mansouri, en détention provisoire, avait établi des contacts notamment avec Amir DZ, Hichem Aboud et Mohamed Abdellah dans le but de « mettre sur pied des plans d’atteinte à l’ordre public, notamment l’exploitation du Hirak (…) dans le but de le faire sortir de son caractère pacifique »,.
Fin mars 2021, 142 intellectuels et personnalités publient une tribune sous les titre : « Appel à déjouer des provocations dangereuses contre le combat pacifique du peuple algérien pour la démocratie ». Cette tribune est notamment signée par Mohammed Harbi, historien, Aïssa Kadri, sociologue, Ali Brahimi, ancien député, Amar Mohand-Amer, historien, Fatma Oussedik, historienne, Nacer Djabi, sociologue, Ahmed Djeddaï, ancien député, Sadek Hadjerès, militant politique, Abdelouhab Fersaoui , président du Rassemblement actions jeunesse (RAJ), Akram Belkaïd, journaliste, Anouar Benmalek, écrivain, Abderrahmane Bouchène, directeur des éditions Bouchène, Brahim Senouci, écrivain,.
Alors que les traditionnelles manifestations d'étudiants le mardi ont repris en même temps que celles du vendredi, de nombreux étudiants sont interpellés lors de la marche du 27 avril 2021 à Alger, particulièrement contrôlée et empêchée par un très important et inédit dispositif policier. Il en est de même le mardi 4 maiet le 11 mai dans plusieurs villes d'Algérie.
Le 9 mai, Kamel Beldjoud, ministre algérien de l’intérieur, indique que les marches hebdomadaires seront désormais soumises à une demande d’autorisation de la part de ceux qui veulent marcher. Le vendredi 14 mai, des manifestations sont empêchées dans plusieurs villes et entraînent des interpellations dont celles d'hommes politiques (Mohcine Belabbas, Fethi Ghares) et de journalistes (dont Khaled Drareni) ; Kenza Khattou, journaliste à Radio M, est placée en garde à vue. Aucune marche hebdomadaire des étudiants n'a lieu le mardi 18 mai. Le vendredi 21 mai, d'importantes forces de police empêchent les manifestations dans plusieurs wilayas et procèdent à de nombreuses arrestations (800 arrestations selon la LADDH). Le 30 mai 2021, le juge Sadedine Merzoug est radié à cause de son soutien au Hirak. Les accès à la capitale, Alger, sont bouclés le 11 juin 2021, veille des élections législatives algériennes de 2021 pour empêcher la marche du hirak, traditionnellement organisée chaque vendredi.
Alors que des marches hebdomadaires continuaient à se dérouler en Kabylie, notamment à Tizi Ouzou et Bejaïa, celles-ci sont suspendues le vendredi 23 juillet en raison de la crise sanitaire.
En retrait de la vie publique depuis son départ du pouvoir, Abdelaziz Bouteflika meurt deux ans plus tard le 17 septembre 2021 à la suite d'un arrêt cardiaque, à l'âge de 84 ans. Son décès est annoncé par la présidence de la République algérienne via la chaîne de télévision publique,. Les drapeaux sont mis en berne pendant trois jours à travers tout le pays à partir du lendemain, mais sa mort ne fait pas l'objet de jours de deuil national, tandis que les médias et les journaux ne consacrent pas de programme spécial à cette occasion,. Bouteflika s'éteint ainsi dans l'indifférence de la plupart de ses concitoyens.

### Profil des manifestants
Au début de la contestation, les manifestations réunissent principalement des jeunes n'ayant pas connu la guerre civile algérienne (« décennie noire »), qui s'est achevée avec l'arrivée au pouvoir de Bouteflika et dont le souvenir a limité les contestations envers le pouvoir de celui-ci. Des rassemblements ont également lieu chez les Algériens de l'étranger, notamment en France et au Canada,. Les stades de football, qui servent depuis des années à véhiculer des idées politiques, sont les précurseurs de la contestation et leurs slogans sont repris pendant les manifestations.
Ainsi les supporters de football des classes populaires sont rejoints par les familles de classe moyenne.
Des participants se distinguent par leur nettoyage des lieux publics pendant et à la fin des marches, et donnent à boire et à manger aux autres manifestants. Ce service de nettoyage et d'assistance aux manifestants blessés est parfois assuré par le collectif des Brassards verts.
La question de la structuration du mouvement se pose, à la fois du côté du pouvoir, de l'opposition et de représentants autoproclamés.
Le mouvement connaît des clivages, avec principalement d'un côté les conservateurs arabisants, parfois islamistes, et de l'autre les progressistes défenseurs de la dimension berbère du pays. Les tenants du slogan « Badissia-Novembria », conservateurs, représentent ainsi une partie de la société. Ils sont cependant soupçonnés d'être manipulés par le régime pour infiltrer les marches. Ils se font parfois chasser des cortèges lors des marches des étudiantes pour avoir tenté de tenir le premier rang et de défendre le panel de dialogue.
Le profil des manifestants est varié. Certains manifestent seuls, d'autres en famille. Ils appartiennent à différentes classes sociales, qu'ils soient hommes ou femmes, enfants, jeunes, personnes âgées, femmes voilées ou non, ou encore femmes au foyer. Les manifestations ne sont pas la conséquence d'un appel d'une organisation politique. Par ailleurs, des retraités manifestent souvent les mardis avec les étudiants.
Dans la capitale, les vendredis, commencent d'abord des marches de personnes issues de la classe moyenne et supérieure, mais aussi ceux issus de l'élite du pays, des hauteurs de la capitale, de Bouzareah, El Biar Hydra. Ils marchent sur la rue Didouche-Mourad. Ils sont ensuite rejoints par des manifestants qui sortent de la mosquée Al-Rahma d'Alger, puis par ceux issus de quartiers populaires proches du centre-ville, Bab El Oued et de la Casbah, et enfin de quartiers populaires périphériques, comme Belouizdad et El-Harrach.
Dans un premier temps, l'opposition, islamiste et de gauche est rejetée par les manifestants, qui lui reproche de ne pas avoir su appeler à manifester contre les affaires de corruption.

### Revendications et slogans

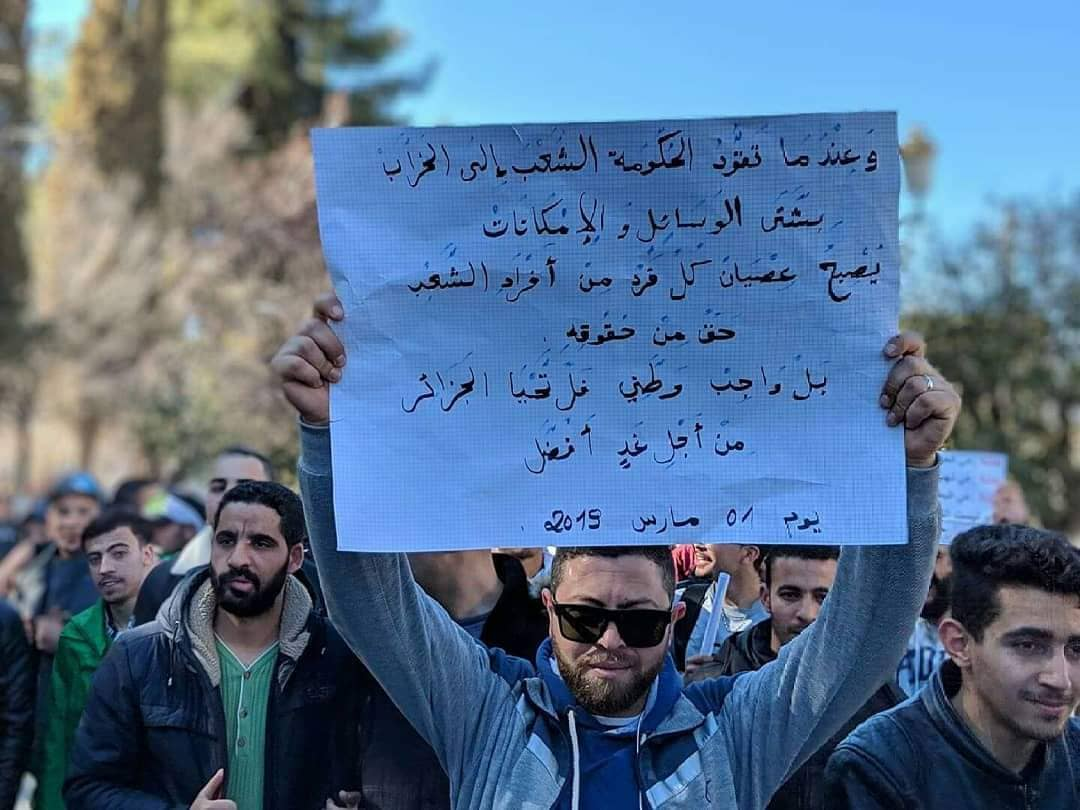
Manifestants le 1 mars 2019 à Batna.

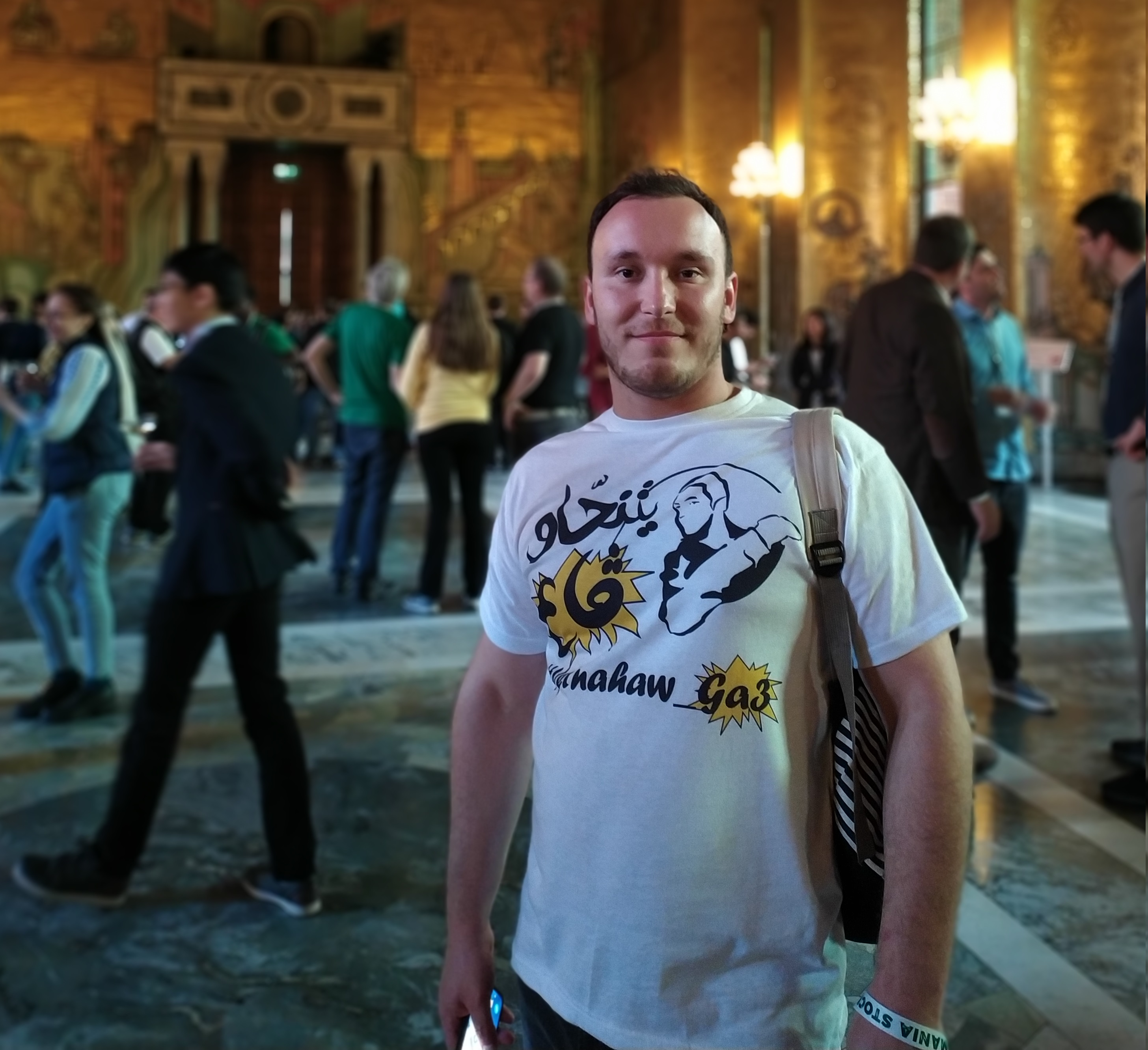
T-shirt avec le slogan « Yetnahaw Gaâ ! »

Les manifestants réclament en premier lieu la non-candidature d'Abdelaziz Bouteflika à un cinquième mandat et la démission du Premier ministre, Ahmed Ouyahia.
De façon plus générale, ils appellent à plus de démocratie et à une société moins corrompue. Des slogans dénonçant la corruption sont ainsi scandés à l'adresse des membres du pouvoir : le Premier ministre est notamment traité de « voleur ». Le président sortant est qualifié de « Marocain » du fait de son lieu de naissance. D'autres protestataires crient « pouvoir assassin », et dénoncent une « mafia ». Des cadres vides sont également utilisés lors des rassemblements. Le 26 février, des étudiants simulent les funérailles du président à l'aide d'un cercueil. Par ailleurs, ils dénoncent la corruption à l'aide de cachir, un saucisson. D'autres slogans, comme « ramenez les commandos de l'armée et la BRI, il n’y aura pas de cinquième mandat » sont également entonnés, ou encore « voleurs, vous avez mangé le pays ! ». Ils s'écrient également : « Ils ont des millions, nous sommes les millions », ou encore « c'est une république pas un royaume ». En avril, les slogans sont dirigés contre le chef de l'armée Ahmed Gaïd Salah et le chef de l'État par intérim, Abdelkader Bensalah, visé par le slogan « Bensalah le Marocain, l'Algérie a ses enfants » et que d'autres l'invitent à « dormir », tandis que « ce pays est le nôtre et nous imposerons nos choix » devient un des slogans en vogue, ainsi que les autres « 3B » : Bouchareb, Bedoui, Belaiz.
Par la suite, ils réclament le départ de tous les caciques du régime, et clament « Gaid Salah à la poubelle », ou encore « y en a marre de ce pouvoir ». Ils dénoncent aussi une militarisation du régime, appellent au départ du chef d'état-major, qu'ils accusent de trahison, et rejettent la présidentielle du 4 juillet, ou d'« ennemi de Dieu ». En septembre 2019, ils scandent « Ali la pointe l’Algérie est en danger, on ne fera pas marche arrière et les autorités iront à la fourrière ».
Le slogan « Yetnahaw ga3 » (« ils partiront tous »), lancé par un jeune à une journaliste de Sky News Arabia, devient viral.
Après l'interdiction du drapeau amazigh, des slogans appelant à l'unité sont scandés. En août 2019, d'autres appellent à la mise en place d'une période de transition.
Le 9 juillet 2019, un supporter algérien ayant brandi une pancarte Yetnahaw ga3 et expulsé d'Égypte lors de la CAN 2019, est condamné à un an de prison ferme.
D'une manière générale, de nombreux slogans sont pensés et élaborés dans les réseaux sociaux, et notamment Facebook.

### Débordements, arrestations et condamnations
Si les rassemblements se déroulent globalement dans le calme — se déroulant sans incidents hors de la capitale —, quelques incidents sont relevés à Alger, avec au moins un véhicule incendié et un commerce vandalisé au soir des manifestations,.Le 1er mars, des affrontements ont lieu entre la police et des groupes de jeunes leur lançant des pierres.

#### Chronologie des arrestations

##### Année 2019
41 arrestations sont recensées le 23 février, 45 le 1er mars, 195 le 8 mars, puis 75 le 15 mars. Ensuite, 108 arrestations sont recensées le 12 avril.
Un comité de libération des prisonniers se met en place, les familles s'entraidant. Ensuite s'y substitue des chefs d'entreprises.
Le 5 juillet 2019, Nadir Fetissi est arrêté à Annaba pour port de l'emblème amazigh, le procureur requiert contre lui une peine de dix ans de prison pour « atteinte à l’unité nationale ». Le 8 août, Nadir Fetissi sera acquitté « avec la restitution des deux drapeaux amazigh ».
Le 6 octobre, cinq membres du Rassemblement actions jeunesse (RAJ), dont Hakim Addad, sont placés en détention provisoire à Alger. Mis en liberté provisoire le 2 janvier, ils sont relaxés le 3 décembre 2020.
Le 9 octobre, un jeune activiste arrêté pour port du drapeau berbère à Constantine est relaxé. Le jour même, trois personnes sont placées sous mandat de dépôt à El Oued.
Le 10 octobre, Abdelouhab Fersaoui, président du RAJ, est à son tour arrêté à Alger.
Le 10 octobre, Amnesty International dénonce un « climat de répression ».
Le 12 octobre, un activiste est condamné à une amende de 50 000 dinars algériens (environ 250 euros) à Kherrata pour « incitation à attroupement ».
Le 13 octobre, le tribunal de Mostaganem condamne cinq personnes à trois mois de prison ferme pour avoir tenté d'empêcher la visite du ministre des Sports. Le même jour, 3 personnes - Dahmane Zenani, Mohamed Boukhari et Yassine Benmansour - sont interpellées à Tamanrasset à la suite du rassemblement contre la loi sur les hydrocarbures, ils seront condamnés le lundi 16 décembre à trois mois de prison ferme. Et à Oum El Bouaghi, Nawfel Chekaoui - coordinateur du comité des chômeurs - est placé sous contrôle judiciaire et accusé d'« atteinte à l’unité nationale, sur la base de publications Facebook ».
Le 14 octobre, le journaliste Adel Azeb Cheikh est placé en détention provisoire à El Oued.
Le 15 octobre, le journaliste et activiste Saïd Boudour est placé sous mandat de dépôt à Oran. Il était en liberté provisoire, attendant son procès pour « chantage », « atteinte au moral de l’armée » et « incitation au boycott des élections »,. Il est finalement condamné à deux mois de prison avec sursis pour « outrage à corps constitué ».
Le 28 octobre, l'intellectuel Ahmed Ben Mohamed est arrêté à son domicile de Rouiba (Alger) après ses déclarations lors de la marche du vendredi, il est mis en garde à vue et accusé d'« atteinte au moral de l’armée ». Il est placé sous contrôle judiciaire.
Le 31 octobre, Brahim Laalami, militant originaire de Bordj-Bou-arreridj est arrêté à Alger, le jeudi soir, veille de la marche du vendredi.
Le 6 novembre 2019, l'activiste Brahim Laalami est remis en liberté. Le même jour, trois manifestants sont acquittés pour les chefs de « diffusion d’appels à manifestation pouvant nuire aux intérêts nationaux » ou pour avoir brandi le drapeau amazigh.
Le 11 novembre, 21 prévenus sont condamnés à six mois de prison ferme et six mois avec sursis. Le lendemain, six autres prévenus sont condamnés aux mêmes peines, avec en plus une amende de 20 000 dinars algériens (100 euros) pour chacun,.
Le 13 novembre, cinq personnes arrêtées pour « atteinte à l'union nationale » sont acquittées.
Le 13 novembre, lors de la campagne des élections présidentielles à Annaba, plusieurs dizaines de personnes (une soixantaine) sont arrêtées puis liberées, dont un journaliste du quotiden Essarih, Mohamed Lamine Moussaoui. Kamel Larbaoui est frappé par la police. Mohamed Lamine Moussaoui, poursuivi pour cette prétendue « participation à un rassemblement non armé » est condamné le 16 février 2021 à deux mois de prison avec sursis.
Le 17 novembre, Halim Feddal, président de l'association non-agrée de lutte contre la corruption est arrêté à Chlef.
Le 24 novembre, deux autres membres de RAJ, dont le secrétaire général Fouad Ouicher, sont arrêtés. Le jour même, deux manifestants sont acquittés à Sétif et un autre est libéré à Skikda.
Le 25 novembre, l'étudiante Nour El Houda Dahmani est condamnée à six mois de prison dont deux mois ferme, bénéficiant ainsi d'une libération le jour même, tandis que 20 autres personnes sont condamnées à six mois de prison ferme et 20 000 dinars algériens d'amende par le tribunal de Sidi M'Hamed à Alger. Le tribunal de Bab El Oued condamne deux personnes à un an de prison ferme et une autre personne est libérée.
Le 26 novembre, Walid Nekiche est arrêté à Alger lors de la marche des étudiants, il déclarera lors de l'audience qu'il a été torturé et violé durant six jours. Il est poursuivi pour «atteinte à la sécurité nationale» et «complot contre l’État». Après 14 mois passés en prison, il est condamné à six mois de prison le 1er février 2021, pour « appartenance au Mouvement pour l'autonomie de la Kabylie (MAK), atteinte à l’unité nationale, publications visant à porter atteinte à l’intérêt national, incitation à attroupement armé et organisation secrète de correspondances à distance susceptibles de porter atteinte à la défense nationale ».
Le 1er décembre, quatre manifestants sont relaxés par le tribunal de Tipaza.
Le 3 décembre, l'activiste Hamid Maamar est relaxé par le même tribunal. Le jour même, une centaine de personnes sont arrêtées à Annaba, pour une manifestation contre les élections, parmi elles, l'enseignante universitaire Latifa Lounissi.
Le 5 décembre, un manifestant condamné à un an de prison ferme est finalement remis en liberté par la cour de Constantine après avoir passé deux mois en détention provisoire, ce qui correspond à sa peine prononcée en appel.
Le 8 décembre 2019, Ahmed Hafiane dit « Dinou » est arrêté avec Zakaria Boussaha à Annaba. Le 15 décembre ils sont condamnés à 6 mois de prison avec sursis.
Le 9 décembre 2019, Abdallah Benaoum est arrêté à Oran, il est poursuivi pour « délit de possession et diffusion de vidéos visant à porter atteinte au moral des troupes, à la sécurité de l'État, à l'unité et à l'intégrité de la Nation, outrage à corps constitué et incitation aux attroupements ».
Le 10 décembre 2019, à Annaba, des enseignants universitaires sont arrêtés puis relâchés, dont Sandra Triki et Mohamed Zaaf, lors de la marche du mardi.
Les 11, 12 et 13 décembre, jours qui entourent l'élection, le CNLD recense 1 200 interpellations à travers tout le pays.
Après l'élection d'Abdelmajid Tebboune, des libérations de détenus d'opinion du Hirak commencent lentement mi-fin décembre 2019 et s'accélèrent à partir de début janvier 2020, la Télévision algérienne faisant état de 76 libérations,,.
Le 18 décembre, l’activiste Hamidou Garidi est relaxé par le tribunal de Hussein Dey (Alger), tandis que 15 autres activistes jugés pour entrave au processus électoral du 12 décembre sont acquittés par le tribunal d'Adrar.
Le 22 décembre, le CNLD annonce que treize détenus seront libérés le 23 décembre : six après avoir purgé six mois de prison ferme et sept autres avec une peine de six mois de prison avec sursis.
Le 24 décembre, neuf détenus arrêtés au mois de juin et septembre sont libérés, à la suite d’une réduction de leur peine d'un an de prison ferme à six mois de prison ferme.
Le 25 décembre, la cour d'Alger libère cinq détenus après une réduction de peine, tandis que l'activiste Hadj Ghermoul, libéré en juillet après six mois en prison, est recondamné à 18 mois de prison ferme avec amende.
Le CNLD fait état de 150 détenus après ces libérations.
Le 20 décembre 2019, Farid Hami du CNLD est « kidnappé à Alger en marge d'une marche » et libéré par la suite, ce qui est interprété par le coordinateur du CNLD, Kaci Tansaout, comme un d'intimidation de la part des services de sécurité.
Le 27 décembre, des agents provocateurs (baltaguias) attaquent les protestataires à Annaba, Constantine, Oran et Bordj Bou Arreridj.
Le 29 décembre, cinq manifestants poursuivis pour « attroupement non armé » sont relaxés par le tribunal de Skikda. À Alger, un détenu est libéré à la suite d’une réduction de sa peine, après avoir passé trois mois en détention.
Le 30 décembre à Oran, des citoyens portent plainte contre ces agresseurs. Le même jour, quatre détenus sont libérés, après avoir purgé leur peine pour « port du drapeau amazigh ». Neuf autres détenus sont condamnés à deux mois de prison avec sursis selon le CNLD. Parmi eux, quatre qui étaient détenus retrouvent la liberté ; cinq autres qui étaient sous contrôle judiciaire sont acquittés.
Le 31 décembre, Hichem Belaidi est relaxé par le tribunal de Tiaret. Par ailleurs, le CNLD annonce la sortie des détenus Akram Ghimouz, Abdelkader Toufik Bacha, Fazil Dechicha et Kheiredine pour le 2 janvier 2020.

##### Année 2020
Le 2 janvier 2020, Lakhdar Bouregaa est libéré et son procès fixé au 12 mars, ; il est condamné le 11 mai suivant à une amende de 100 000 dinars pour « atteinte à corps constitués ». Le même jour, le caricaturiste Nime (en prison depuis le 26 novembre 2019 et condamné le 11 décembre 2019 à un an de prison dont trois mois ferme) est libéré), le journaliste Abdelmonji Khelladi ainsi qu'une dizaine d'activistes sont libérés à Alger et dans d'autres wilayas. Parmi eux, douze détenus de la prison d'El Harrach retrouvent la liberté, trois détenus sont libérés après audition auprès du tribunal de Sidi M'Hamed, un détenu voit sa peine de six mois de prison avec sursis annulée par le tribunal de Skikda, un prisonnier à Bourmerdès retrouve la liberté, un journaliste est libéré à Constantine et l'ensemble des détenus à El Oued sont libérés. Toujours le même jour, le général à la retraite Hocine Benhadid, en détention provisoire depuis le 12 mai 2019, est mis en liberté provisoire, avec un procès fixé au 5 mars 2020. Il est acquitté le 5 novembre 2020. Au total, 76 détenus sont libérés le 2 janvier, dont 51 à Alger, deux à Tlemcen, quatre à Oued Souf, deux à Tipasa, un à Boumerdès, six à Chlef, deux à el Tarf, un à Tissemsilt, deux à Oran et trois à Constantine, ce qui laisse, d'après le CNLD, environ 120 détenus d'opinion du Hirak toujours emprisonnés, ou 60 selon Le Monde, citant un chiffre antérieur du CNLD.
Les libérations ont lieu sans informer « ni les avocats ni les familles des détenus », d'après le CNLD. Pour Saïd Salhi, vice-président de la LADDH, les audiences de libération étaient organisées de façon surprise afin d'éviter les foules de soutien populaire. Il suggère que les libérations soient « une première mesure d'apaisement », qui n'est « pas suffisant », d'après lui comme réponse à la raison « pour laquelle les activistes se sont trouvés en prison : le changement effectif du système ».
Le 7 janvier 2020, à Oran le militant défenseur des droits de l'homme arrêté le 10 décembre 2019, Kadour Chouicha, vice-président de la LADDH, est libéré dans l'attente de son procès en appel, prévu le 20 janvier ou le 28 janvier 2020. L'ancien président de la LADDH, Noureddine Benissad, décrit la libération comme une « victoire de la justice sur l’arbitraire ». Condamné à un an de prison ferme en comparution immédiate, il est finalement relaxé en appel.
Le 10 janvier 2020, à Sidi Bel Abbès, la police empêche la tenue de la marche du Hirak et interpelle vingt personnes. À Alger, elle « fait un impressionnant maillage, couvrant aussi bien les grands boulevards que les venelles », limitant la disponibilité de l'espace public aux manifestants. Trois journalistes, Ghada Hamrouche et Latifa Abada de Radio M et Aziz Hamdi, sont interpellés. Les journalistes sont libérés quelques minutes plus tard.
Le 13 janvier 2020 à Tlemcen, onze détenus - quatre détenus et sept comparaisons libres - (arrêtés lors d'un meeting de Benflis) sont relaxés par la cour de Tlemcen.
Arrêtés le 14 janvier, deux militants, Kadour Chouicha (Oran) et Toufik Hassani (Chlef), sont relaxés le 15 janvier 2020. Le même jour, treize détenus du Hirak qui avaient été arrêtés le 1er mars 2019 commencent une grève de la faim à la prison d'El-Harrach « afin d'exiger un procès équitable ». Leur audience devant la cour d'Alger est prévue le 16 mars 2020, le dossier ayant resté 10 mois en attente,.
Le 17 janvier, des « dizaines » de premiers manifestants arrivant le matin à Alger sont interpellés, dont des membres du RCD. Le RAJ, dont le président, Fersaoui Abdelwahab, vient de voir une demande de libération provisoire rejetée, déclare que le nombre de détenus du Hirak est au moins d’une centaine et considère les accusations contre Abdelwahab comme « imaginaires et totalement infondées ». Le CNLD fait état d’un total de quelque 120 détenus.
Le 19 janvier 2020, les 20 manifestants arrêtés le 17 janvier sont remis en liberté provisoire avec un procès fixé le 9 février. La majorité d'entre eux ont été arrêtés pour « attroupement et trouble à l’ordre public », l'un d'entre eux pour possession de l'emblème amazigh. Le procureur adjoint du tribunal de Sidi M'hamed, Mohamed Belhadi, qui requiert, le 9 février, la relaxe au profit de 16 manifestants, fait l'objet quelques jours après, d'une mutation vers le tribunal de Guemmar (wilaya d'El Oued), à plus de 660 km d'Alger. Il avait notamment déclaré à l'audience : « Les Algériens scandent des slogans réclamant une justice libre et indépendante. Pour cela, j’assume mes responsabilités en tant que représentant du parquet. En concrétisation du principe de l’indépendance de la justice, et pour qu’on ne dise pas qu’on fonctionne avec les injonctions d’en haut, le parquet demande la relaxe ». Le 23 février, les vingt manifestants sont finalement condamnés à des peines allant de trois mois à un an de prison ferme.
Le 22 janvier 2020, la cour d'appel d'Alger relaxe dix personnes « vendeurs de pin's » condamnées en première instance à six mois de prison ferme ; quatre d'entre eux avaient cependant déjà effectué leur peine. Le 24 janvier, quatre manifestants sont arrêtés et placés sous contrôle judiciaire.
Le 29 janvier 2020, le CNLD annonce que deux manifestants sont relaxés à Oran et Jijel pour port de drapeau amazigh. Le 3 février 2020, le militant Samir Belarbi, poursuivi pour « atteinte à l’intégrité territoriale » et « diffusion ou détention de publication portant atteinte à l’intérêt national », en détention provisoire depuis le 17 septembre 2019, est acquitté par le tribunal de Bir Mourad Raïs.
Le 4 février 2020, parmi les 3 471 détenus qui sont graciés par le président Tebboune, il n'y a qu'un seul, selon le CNLD, qui est détenu du Hirak. Celui-ci, Djawed Belkacem, 17 ans, est gracié et libéré ; il est le plus jeune des détenus d'opinion du Hirak d'après le CNLD, ayant servi presque sa peine entière de quatre mois de prison. Belkacem annonce son intention de participer à la manifestation du vendredi 7 février à Oran. Le 6 février, 6 294 détenus sont graciés, dont aucun du Hirak. Le CNLD estime alors le nombre de prisonniers du Hirak à 142.
Le 9 février 2020, la cour d'appel de Tlemcen confirme la condamnation à deux mois de prison avec sursis et à une amende pour treize manifestants accusés « d'entrave au bon déroulement de l'élection présidentielle » du 12 décembre 2019.
Le 12 février 2020, le CNLD annonce que 32 manifestants et activistes ont été relaxés à Aïn Témouchent et Souk Akhras.
Le 13 février 2020, le CNLD annonce que quatre détenus sont libérés. Ils sont cependant condamnés à un an de prison dont une partie couvrant la détention provisoire et le reste avec sursis.
Le 16 février, Laalami Chems Eddine, dit Brahim, emprisonné depuis le 21 novembre 2019, et trois autres personnes sont condamnés par le tribunal de Bordj Zemoura à deux mois de prison ferme, une peine déjà purgée ; sept autres personnes sont relaxées. Brahim Laalami reste en prison, sous le coup de deux autres chefs d'accusation. Le même jour, le tribunal de Tlemcen prononce la relaxe de manifestants arrêtés le 12 décembre 2019, jour du scrutin présidentiel, pour « attroupement » et « incitation à attroupement ». Accusés d'« entrave à la tenue du scrutin présidentiel du 12 décembre 2019 », Brahim Laalami est acquitté le 16 avril, ainsi que douze autres activistes, un treizième est condamné à deux mois de prison ferme et un autre activiste condamné à une amende de 50 000 dinars. Brahim Laalami reste sous le coup d'un autre chef d'inculpation,. Il est condamné à 18 mois de prison le 23 juillet 2020, peine ramenée en appel à 2 mois de prison par jugement du 30 août 2020.
Le 16 février 2020, la tenue d'une conférence de presse de collectifs engagés dans le Hirak, prévue dans un hôtel d'Alger, est empêchée par la police. La conférence a finalement lieu au siège de l'association SOS disparus à Alger.
Le 17 février 2020, le tribunal de Touggourt relaxe l'activiste Abla Kemari, rapporte le CNLD. La même source ajoute que tous les activistes qui ont comparu avec elle ont été relaxés, sans toutefois préciser leur nombre. La cour d'appel confirme la relaxe pour 15 manifestants. L'étudiant Nour Chérif Merabti est innocenté par le tribunal d'Oran. L'activiste Chawki Younsi n'est pas relaxé mais n'écope pas de peine de prison et est condamné à une amende de 50 000 dinars à verser à la mairie de Médéa, qui l'avait poursuivi pour diffamation. D'autre procès sont renvoyés au 24 février ou au 9 mars.
Le 24 février 2020, le CNLD annonce que cinq détenus quittent la prison d'El Harrach. Ils ont été condamnés à six mois de prison, deux mois ferme et quatre mois avec sursis. Au tribunal de Bab El Oued, 21 manifestants ayant participé à une marche nocturne sont condamnés à une amende de 50 000 dinars pour attroupement non armé et trouble à l'ordre public. À Skikda, deux manifestants sont relaxés. Le lendemain, 25 février, l'étudiant Amine Benalia retrouve la liberté. Il est condamné à une amende de 20 000 dinars et voit sa peine de 18 mois de prison prise de première instance annulée. Le CNLD annonce le 26 février que huit détenus écopent de six mois de prison avec sursis et quittent la prison.
Le 1er mars 2020, l'activiste Fodil Boumala est relaxé par le tribunal de Dar El Beida. Le même jour, la cour d'appel de Mostaganem condamne 17 manifestants à deux mois de prison ferme pour attroupement non armé et incitation à attroupement, après un jugement en première instance qui avait prononcé des peines allant de une à quatre années de prison ferme. Le même jour, après avoir été arrêtés le 29 février pour avoir tenté d’organiser une marche populaire, 56 manifestants sont libérés, soit après avoir bénéficié d’un non-lieu soit en attente de leur procès.
Le 7 mars, le journaliste Khaled Drareni est placé sous contrôle judiciaire.
Le 8 mars 2020, la cour d'appel d'Alger prononce la relaxe au profit de six ex-détenus, condamnés en première instance à six mois de prison ferme pour port du drapeau amazigh. Le 8 mars également, Yasmine Si Hadj Mohand, jugée pour « attroupement non armé », condamnée à deux mois de prison avec sursis, est libérée ; elle avait été arrêtée lors de la marche commémorative du premier anniversaire du hirak à Alger alors qu’elle faisait des lives vidéo puis placée en détention provisoire.
Le 10 mars, le militant Samir Benlarbi et le coordinateur national des familles de disparus Slimane Hamitouche, arrêtés lors de la marche du samedi 7 mars, sont placés en détention provisoire, poursuivis pour « attroupement non armé et atteinte à l’intégrité nationale ». Ils sont remis en liberté provisoire le 2 juillet 2020, de même que Karim Tabbou et Amira Bouraoui.
Le 14 mars à Alger, de nombreuses arrestations sont signalées à l'occasion de la quatrième manifestation organisée un samedi ; les manifestants dénoncent des actes de violence de la part des forces de l'ordre, ce que la police dément. Le Comité national pour la libération des détenus (CNLD) recense une centaine de personnes arrêtées à Alger, dont l’activiste Amina Haddad et le journaliste Khaled Drareni, arrêté le samedi précédent et relâché le mardi suivant au terme de trois jours de garde à vue, inculpé « d’atteinte à l’unité nationale et placé sous contrôle judiciaire ». Vingt-sept manifestants interpellés sont ensuite relâchés en attente de leur procès. Le professeur universitaire Fouad Benhaddou est placé sous contrôle judiciaire à Relizane pour des publications sur les réseaux sociaux tandis que plusieurs relaxes sont prononcées, une par le tribunal d’El Harrach, une autre par le tribunal d’Amizour (Béjaïa), et deux par le tribunal de Bab El Oued. Dans le même temps, le tribunal de Sidi M’hamed condamne deux militants du RAJ, Karim Boutata et Ahcene Kadi, qui avaient été remis en liberté provisoire le 2 janvier, à six mois de prison ferme et 20000 dinars d’amende. La cour d'appel d'Alger condamne le jeune poète Mohamed Tadjadit à un an de prison avec sursis. Il avait été condamné à 18 mois de prison ferme en première instance pour « atteinte à l’unité nationale » par le tribunal de Sidi M’hamed.
Le 11 mars 2020, Karim Tabbou est condamné à une année de prison, dont six mois avec sursis, ainsi qu'à une amende, pour « atteinte au moral de l’armée » et « atteinte à l'unité nationale », cette condamnation lui permettant une sortie de prison le 25 mars.
Le 19 mars 2020, l'activiste Brahim Daouadji est placé sous mandat de dépôt pour « incitation à attroupement non armé, outrage à corps constitué et publications Facebook pouvant porter atteinte à l’unité nationale ».
Le 24 mars, veille de sa libération, Karim Tabou est condamné en appel à un an de prison ferme, dans des conditions contestées par ses avocats, empêchant ainsi sa sortie de prison,.
Le 25 mars 2020, le journaliste Khaled Drareni est placé sous mandat de dépôt.
Le 30 mars, un tribunal condamne un accusé à une amende de 20 000 dinars pour « outrage et violence à fonctionnaires et institutions de l’État ».
Le 4 avril, quatre hirakistes à Oran sont relaxés par la justice à la suite d’accusations d'« outrage à corps constitué et atteinte à l’unité nationale » pour l'un d'entre eux, et d'« atteinte à l’intégrité nationale » pour les trois autres.
Le 5 avril 2020, le journaliste Sofiane Merakchi est condamné à huit mois de prison (arrêté le 26 septembre 2019) ; il est accusé d'avoir fourni des images du Hirak à des médias étrangers.
Le 6 avril 2020, Abdelwahab Fersaoui, président de l’association Rassemblement action jeunesses (RAJ (arrêté le 10 octobre 2019), est condamné à un an de prison pour « atteinte à l’intégrité du territoire national et incitation à la violence ».
Le 9 avril, l'activiste Brahim Daouadji est condamné à six mois de prison et à une forte amende.
Le 12 avril, le militant Houari El-Hachemi de Saïda, arrêté le 7 février, poursuivi pour « outrage à corps constitué », est condamné à six mois de prison.
Le 14 avril 2020, l'activiste Zakaria Boussaha est incarcéré à Annaba et ses avocats dénoncent ses conditions d'incarcération.
Le 19 avril, Redouane Medjedoub est arrêté à Tlemcen et condamné à un an de prison ferme pour une publication Facebook « le confinement ne prend réellement que 14 jours et que le pouvoir est en train de profiter durant la période du Coronavirus pour emprisonner les activistes » et incitation à attroupement non armé et outrage à corps constitué.
Le 5 mai 2020, Yasser Kadiri et Djaâfar Ahmed Sidi Moussa sont placés sous mandat de dépôt à Timimoun.
Le 17 mai, Brahim Daouadji est jugé en appel, il est condamné à six mois de prison avec sursis et 50 000 dinars d'amende, ce qui entraîne sa libération.
Le 18 mai 2020, Abdelwahab Fersaoui est rejugé en appel et condamné à 6 mois de prison, ce qui permet sa libération immédiate.
Le 26 mai, le journaliste Sofiane Merakchi sort de prison.
Le 5 juin 2020, à Bord-Bou Arreridj, Cherif Ghassoul, arrêté et incarcéré le 24 août 2019 pour « atteinte à l’unité nationale », « collecte de fonds étrangers pour exercice et promotion politique », « possession en vue d’exposition au public d’affiches à des fins de propagande » et « appel à la désobéissance civile », est condamné à six mois de prison ferme et quitte donc la prison ce même jour.
Le 14 juin 2020, l'activiste Mohand Gasmi est placé sous mandat de dépôt à Adrar, après une garde à vue illégale de 6 jours. Interrogé par Interpol le 7 juin et arrêté le 8 juin à son domicile, Mohand Gasmi est un militant anti-gaz de schiste proche du mouvement des chômeurs du sud.
Le 20 juin à Annaba, une petite fille de 4 ans est arrêtée parmi les manifestants, selon la CNLD (puis relâchée).
Le 24 juin, à Constantine, l'activiste Abdelkrim Zeghilèche, animateur du mouvement Mouwatana et d'une radio libre sur Internet, est placé en détention provisoire. Il serait poursuivi pour, entre autres, « atteinte à l’image du président de la République ».
Le 1er juillet, à Khenchla, le militant Merouan Mohamedi est condamné à une année de prison pour « incitation à attroupement non armé, publication (sur les réseaux sociaux) pouvant porter atteinte à l’unité nationale et informations ou nouvelles, fausses ou calomnieuses, susceptibles de porter atteinte à la sécurité ou à l’ordre public ».
Le 2 juillet, Abdelmadjid Tebboune annonce une mesure de grâce pour trois détenus du Hirak.
Le 2 juillet, Karim Tabou est libéré sous condition.
Le 12 juillet 2020, Mohamed Naili, 71 ans, est placé sous mandat de dépôt à Tébessa pour offense à des personnalités nationales, atteinte à la sécurité nationale et à l’unité nationale à la suite de publications Facebook, il est condamné à un an de prison ferme. Il est libéré le 19 février 2021 dans le contexte de la vague de grâces présidentielles d’Abdelmadjid Tebboune, souhaitant marquer le deuxième anniversaire du Hirak.
Le 3 août 2020, le parquet algérien réclame quatre ans de prison ferme contre Khaled Drareni et ses deux co-accusés, Samir Benlarbi et Slimane Hamitouche, deux autres figures du Hirak. Le procureur du tribunal de Sidi M’Hamed requiert également une lourde amende à l’encontre des trois accusés, ainsi que la privation de leurs droits civiques.
Le 10 août, Khaled Drareni est condamné à trois ans de prison ferme ; Benlarbi et Hamitouche sont eux condamnés à deux ans de prison dont quatre mois ferme. Jugés en appel le 15 septembre 2020, ils sont finalement condamnés respectivement à deux ans, quatre mois ferme et un an de prison avec sursis. Le 19 février 2021, soit trois jours avant le deuxième anniversaire de la première manifestation Hirak algéroise, Khaled Drareni est libéré sous conditions par la cour d'appel en même temps que 32 autres prisonniers, dans le contexte de l'annonce d'une grâce présidentielle. Il s'agirait selon son avocat d'une mesure de liberté provisoire, dans l'attente d'une décision de la Cour suprême le 25 février sur son pourvoi en cassation.
Le 13 août 2020, le blogueur et activiste Badi Abidine est placé sous mandat de dépôt à Tamanrasset pour ses publications Facebook, selon le CNLD.
Le 23 août, le poète du Hirak, Mohamed Tadjadit, est de nouveau arrêté, à Aïn Taya (Alger). Il est condamné, ainsi que son codétenu Noureddine Khimoud à quatre mois de prison le 21 janvier 2021 et son autre codétenu Abdelhak Ben Rahmani à 3 mois de prison.
Le 24 août, l'activiste Abdelkrim Zeghilèche est condamné à deux ans de prison pour « atteinte à la personne du président de la République et publications Facebook pouvant porter atteinte à l'unité nationale ». La Cour d’appel ramène la peine, le 8 novembre, à une année de prison dont six mois ferme.
Le 8 septembre, Brahim Laalami est de nouveau arrêté. Il est condamné le 15 février 2021 à deux ans de prison ferme et à une amende de 200.000 dinars par le tribunal de Bordj Bou Arreridj. Il est libéré le 20 février 2021 dans le cadre des mesures de grâce décrétées par Abdelmadjid Tebboune. Arrêtés le même jour, Moussa Laâlami (frère de Brahim) et Mourad Chelliga sont condamnés en appel, le 10 mars 2021, à six mois de prison pour « outrage et violence sur fonctionnaires et institutions de l’État ».
Le 20 septembre Yasser Rouibah (18 ans) est placé sous mandat de dépôt, après sa comparution immédiate au tribunal de Jijel, d'après le CNLD. Il est poursuivi pour plusieurs affaires (incitation à attroupement non armé, outrage à corps constitué, atteinte à la personne du président de la République, publications Facebook pouvant porter atteinte à l'unité nationale).
Le 23 septembre 2020, Zakaria Boussah (arrêté le 14 avril à Annaba) est condamné à 8 mois de prison ferme et le reste de verdict en première instance (4 mois) de sursis.
Le 25 septembre, Hassan Aouadi est arrêté à Annaba, selon le CNLD, avec Wissal (7 ans) et Syrine Zerfa (13 ans) et Chems El Yakine (âgée de 13 ans également) qui subit des violences policières (elles sont relâchées).
Le 26 septembre, l'ex-député démissionnaire Khaled Tazaghart (du Front El Moustakbal) est arrêté à Tichy (Béjaia) et placé en garde à vue, il est placé sous mandat de dépôt le lendemain. Il est condamné à une année de prison ferme assortie de 100 000 DA d’amende, accusé d'« incitation à attroupement, publication pouvant porter un trouble à l’ordre public et violation des mesures du confinement sanitaire de la Covid-19 ».
Le 30 septembre 2020, le militant Yacine Mebarki est arrêté à Khenchla. Le 8 octobre 2020, une lourde peine de dix ans de prison ferme et une amende d'1 milliard de centimes est prononcée à son encontre pour « offense aux préceptes de l’islam », « incitation d’un musulman à se convertir à une autre religion », « profanation du livre sacré », « distribution de documents qui visent à ébranler la foi d’un musulman » et « atteinte au prophète ». Il est condamné le 25 novembre 2020, a un an de prison ferme et une amende de 50 000 DA par la Cour de Khenchela. Le juge ayant annulé les accusations précédentes et retenu « incitation à la haine », « dénigrement du dogme ou des préceptes de l’islam » et « détention de munitions de guerre de première catégorie ».
Le 6 octobre 2020, le jeune Chouaib Kebaili a été tabassé par la police à Annaba, selon la CNLD.
Le 9 octobre, à Annaba, Hassane Aouadi, Achref Mouissi Samy Zelmati, Aziz Boutasseta, Ramzi Hacini, Ahmed Hafiane et Abdelkader Boualetmine, sont arrêtés pour avoir tenté de faire une marche, après deux jours de garde à vue, ils sont présentés au procureur le 11 octobre. Ils sont tous relaxés sauf Hassane Aouadi et Achref Mouissi ont été condamnés à 6 mois dont 3 mois avec sursis. Une petite fille de 6 ans est également arrêtée (puis relâchée)).
Le 14 octobre, la police de la cybercriminalité convoque à Annaba l'enseignante Latifa Lounici, selon la CNLD.
Le 20 octobre 2020, Kamel Larbaoui est arrêté et mis sous mandat de dépôt à Annaba, il est condamné le mardi 3 novembre 2020 à 6 mois de prison ferme.
Le 9 novembre 2020, l'activiste Mourad Mecheri est arrêté à Bordj Menaiel (Boumerdes) sur son lieu de travail et placé sous mandat de dépôt pour « offense au prophète et les envoyés de Dieu ou dénigrement du dogme ou les préceptes de l’Islam, que ce soit par voie d’écrit, de dessin, de déclaration ou tout autre moyen ». Les poursuites pénales sont engagées d’office par le ministère public, le procureur a requis 4 ans de prison ferme.
Le 22 novembre, l'ex-député Khaled Tazaghart est relaxé et libéré à Béjaia.
Le 30 novembre, Dalila Touat, porte-parole des chômeurs de Mostaganem, est condamnée à deux ans de prison ferme, sans mandat de dépôt. Elle est accusée d'avoir incité ses concitoyens à s'abstenir de voter au référendum constitutionnel du 1er novembre et d'« outrage à fonctionnaire dans l'exercice de ses fonctions ».
Le 7 décembre 2020, après une disparition de 3 jours, Sami Dernouni, un activiste de Batna, est placé sous mandat de dépôt à la prison d'El Koléa par le tribunal de Tipaza, avec Namia Abdelkader. Il est poursuivi pour incitation à attroupement, atteinte à l'unité nationale, atteinte à la sécurité nationale, d'après le CNLD. Namia Abdelkader est libéré le 20 février 2021 dans le cadre des mesures de grâce décrétées par Abdelmadjid Tebboune.
Le 8 décembre 2020, Yasser Rouibah (18 ans) est placé sous mandat de dépôt après comparution devant le tribunal de Jijel. Son procès est renvoyé à l'audience du 13 décembre 2020. Il est accusé d'atteinte à la personne du président de la République, outrage à corps constitué, incitation à attroupement, publications de fausses informations pouvant porter atteinte à l'ordre public selon le CNLD.
Le même jour, Youcef Libiar est placé sous mandat de dépôt à Msila selon la CNLD. Il est accusé de publications et circulation de fausses informations pouvant porter atteinte à l'ordre public.
Le 11 décembre 2020, Abdallah Benaoum n'est pas libéré de prison alors qu'il a purgé sa peine d'une année de prison.
Le 14 décembre 2020, Badi Abidine (sous mandat de dépôt depuis le 13 août à Tamanrasset) est condamné à 18 mois de prison ferme, selon la CNLD.

##### Année 2021

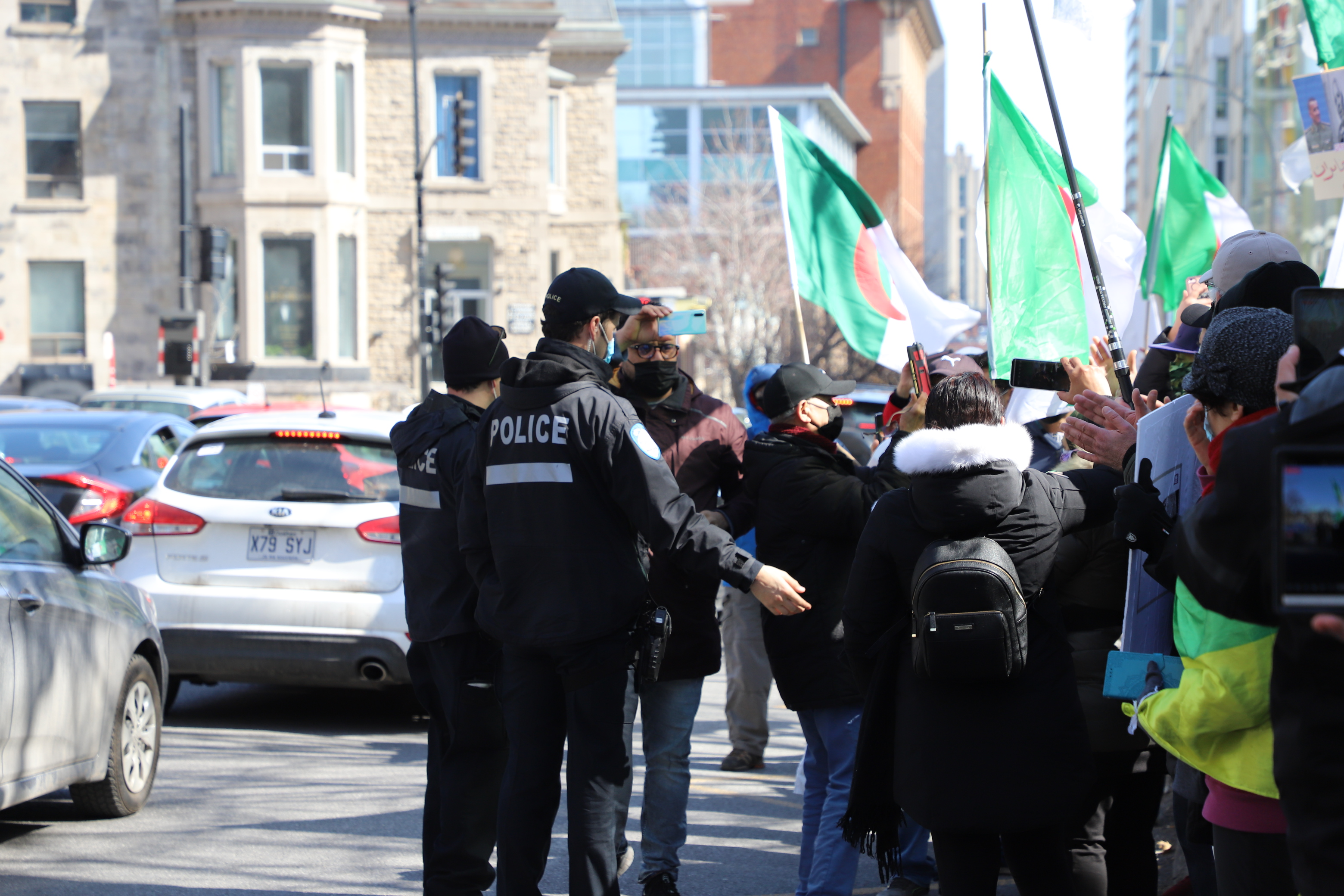
Hirak Montréal en avril

Le 3 janvier 2021, Dalila Touat est placée sous mandat de dépôt à Mostaganem pour outrage à corps constitué et publications pouvant porter atteinte à l'intérêt national, selon le CNLD,. Le 18 janvier, elle est condamnée à 18 mois de prison. Elle est libérée le 19 février 2021 dans le contexte de la vague de grâces présidentielles d’Abdelmadjid Tebboune, souhaitant marquer le deuxième anniversaire du Hirak.
Le 12 janvier 2021, un jeune blogueur, Yaakoub Madoui, est condamné à un an de prison pour « incitation à attroupement non armé et publication de fausses informations ».
Le 13 janvier 2021, trois militants, Yasser Kadiri, Saïd Zegar et Khelil Kheyi sont condamnés à des peines de six mois de prison ferme par le tribunal de Timimoun. Yasser Kadri était poursuivi pour « outrage à corps constitué, atteinte à la personne du président de la République et atteinte à l’unité nationale ». Saïd Zegar et Khelil Kheyi étaient poursuivis pour « atteinte à la personne du président de la République, diffusion de fausses informations par des publications Facebook, diffamation et attroupement non armé ».
Le 1er février, lors de son audience, Walid Nekiche déclare devant le juge : « Ils m’ont torturé. Agressé sexuellement. Ils m’ont enlevé ma dignité ». Il est condamné à six mois de prison. Peine qu'il a déjà purgé et sera donc relâché le même jour.
Le 28 février, Ameur Guerrache, militant de la région de Mekhadma, incarcéré depuis juillet 2020, est condamné à sept ans de prison pour « incitation à des actions terroristes », « atteinte au président de la République », « incitation à manifester » et « diffusion de tracts pouvant nuire à l’intérêt national ».
Placés en détention provisoire le 5 avril 2021, vingt-trois manifestants entament une grève de la faim pour dénoncer leur « arrestation arbitraire ». Les manifestants ont été interpellés lors de marches le samedi 3 avril. Ils sont poursuivis pour « atteinte à l’unité nationale », « incitation à attroupement non armé », « attroupement non armé ».
Le site Algerian Detainees recense 60 détenus d'opinion à la date du 21 avril 2021, dont les dates d'arrestation, les motifs et lieux de détention sont précisés.
Le vendredi 23 avril, de nombreuses personnes sont interpellées et gardées à vue, dont le journaliste et militant Saïd Boudourpoursuivi pour « complot contre la sécurité de l’État ayant pour objectif incitation des citoyens contre l’autorité de l’État et atteinte à l’unité du territoire national », « adhésion à une organisation destructive activant à l’intérieur et à l’extérieur du pays », et « publications au public d’information pouvant porter atteinte à l’intérêt national ». Poursuvis pour les mêmes motifs et interpellés le 28 avril, Kader Chouicha, militant des droits de l’homme, et sa femme Jamila Loukila, ont été relâchés. Saïd Boudour est placé sous contrôle judiciaire.
Le 30 avril 2021, Abderrahmane Hadj-Nacer, ancien gouverneur de la Banque centrale d'Algérie, est brièvement arrêté par les forces de l'ordre lors de la manifestation à Alger. Le 11 mai quatre manifestants arrêtés le 7 mai sont placés sous mandat de dépôt, accusés d'« incitation à attroupement, attroupement non armé, outrage à corps constitué, atteinte à l’intégrité de l’unité nationale et publications pouvant porter atteinte à l’intérêt national ». Le mardi 11 mai, quatre journalistes, dont Khaled Drareni, sont interpellés lors de la marche des étudiants. Selon le Comité national pour la libération des détenus (CLND), il s'agit de « les empêcher de couvrir les arrestations d’étudiants et citoyens à la marche de ce mardi ». Une vingtaine d'autres personnes sont également arrêtées.
Le vendredi 14 mai, environ 700 personnes sont arrêtées et 44 manifestants sont placés en détention. Jugés en comparution immédiate, un manifestant est condamné à 18 mois de prison et six autres sont condamnés à un an de prison. Ouahid Benhalla, membre du bureau national du MDS est condamné à un an de prison ; Kenza Khatto, journaliste à Radio M, est placée en garde à vue. L'universitaire Djamel Mimouni est placé sous contrôle judiciaire,. À la suite des nombreuses arrestations du vendredi 21 mai, plusieurs manifestants, poursuivis pour « attroupement non armé » ou « incitation à attroupement non armé et rébellion » sont condamnés à des peines allant de six mois à un an de prison.
La répression contre les figures du hirak s'intensifie à l'approche des élections législatives algériennes de 2021. Le régime multiplie ainsi les interpellations et les poursuites judiciaires à l'encontre des opposants, avocats, journalistes et autres membres du Hirak. Deux jours avant le scrutin du 12 juin, les services de sécurité arrêtent ainsi l'opposant Karim Tabbou, le directeur de radio Ihsane El Kadi et le journaliste Khaled Drareni, figures de la contestation. Ceux-ci se voient ainsi interdits de parler à la presse pendant quarante huit heures dans le cadre de la procédure judiciaire. La police procède également à plusieurs arrestations d'individus accusés d'être membres d'une « cellule qui incitait aux rassemblements et à l’atteinte à la sécurité nationale »,.
Le 17 juin, la militante Fatiha Briki, membre du Comité national pour la libération des détenus (CNLD), participante régulière aux marches hebdomadaires du hirak, est placée en détention. Le même jour, l'universitaire et analyste politique Abdelali Rezaguiest est interpellé avant d'être relâché quelques heures plus tard. Selon le CNLD, à la dte du 22 juin, environ 260 personnes sont incarcérées pour des faits en lien avec le hirak et/ou les libertés individuelles.
Le secrétaire général du Mouvement démocratique et social (MDS), Fethi Ghares, est arrêté fin juin.
En juillet 2021, Abdelmadjid Tebboune gracie plusieurs dizaines de détenus du hirak.

#### Réactions à l'international
En septembre 2020, le ministre de la communication Ammar Belhimer déclare au journal arabophone El-Lika « Il n'y a pas de détenus d'opinion en Algérie » au sujet des détenus du Hirak,.
Le 28 octobre 2020, la chambre des communes du Canada vote à l'unanimité une motion qui condamne la répression politique en Algérie, demande le respect des droits humains et la libération des détenus d'opinion et des prisonniers politiques.
En novembre 2020, le Pr Bouzid Lazhari, président du Conseil National des Droits de l'Homme (organe officiel), déclare également au journal La Patrie News « Il n’y a pas de détenus d’opinion en Algérie ! ».
Le 25 novembre 2020, le parlement européen prend une résolution sur la détérioration de la situation des droits de l’homme en Algérie, en particulier le cas du journaliste Khaled Drareni qui « condamne fermement l’escalade des arrestations et détentions illégales et arbitraires et du harcèlement juridique dont sont victimes les journalistes, les défenseurs des droits de l’homme, les syndicalistes, les avocats, les membres de la société civile et les militants pacifiques en Algérie, qui ferme toute possibilité de dialogue politique sur la révision constitutionnelle non démocratique et entrave l’exercice des libertés d’expression, de réunion et d’association; dénonce le recours à l’introduction de mesures d’urgence dans le contexte de la pandémie de COVID-19 comme prétexte pour restreindre les droits fondamentaux du peuple algérien » et invite à la libération de Khaled Drareni et tous ceux qui ont été détenus et inculpés pour avoir exercé leur droit à la liberté d’expression, que ce soit en ligne ou hors ligne, et à la liberté de réunion et d’association, y compris Yacine Mebarki, Abdellah Benaoum, Mohamed Tadjadit, Abeldhamid Amine, Abdelkrim Zeghileche, Walid Kechida, Brahim Laalami, Aissa Chouha, Zoheir Kaddam, Walid Nekiche, Nourredine Khimoud et Hakim Addad.

## Accusations de volonté de discréditation
Les relais du pouvoir décrivent le Hirak comme étant issu d'un complot étranger. Par la suite, l'historien Abdelmadjid Merdaci estime que le Hirak a été provoqué par une faction du pouvoir pour en chasser Bouteflika.
Un an après le début du Hirak et après sa suspension pour cause de Covid-19, des officiels du gouvernement ainsi que des personnalités interrogées par l'agence de presse étatique Algérie Presse Service relayent la thèse que des tentatives d'« infiltrer » le Hirak auraient eu lieu.
Le 20 février 2020, le président Tebboune, tout en affirmant que le Hirak était un « phénomène salutaire », appelle à la vigilance, déclarant qu'il y a « des signes d'infiltration tant de l'intérieur que de l'extérieur ». Le 28 février, le président du Mouvement de la société pour la paix (MSP), Abderrazak Makri, demande que le Hirak soit protégé « contre les courants extrémistes et les ennemis du pays ». Le 16 mars, le ministre de la Communication, Ammar Belhimer, affirme, à propos du Hirak, que « des ONG qui ont pignon sur rue à Genève ou à Londres, des résidus irréductibles de l’ex-FIS et des revanchards mafieux de l’ancien système travaillent d’arrache-pied […] pour propager les mots d’ordre de désobéissance civile, de troubles et de recours à la violence ». Le 26 mai, dans un entretien à l'agence APS, le professeur Mohamed Bouhamidi affirme que « le Hirak a muté », que « parler encore de Hirak aujourd’hui est bien un abus de langage », accusant « des organisations dont parle le Financial Times (qui) veulent par contre opposer cette légitimité présumée du Hirak pour perpétuer une non solution politique, maintenir le plus haut niveau possible de tension pour aboutir à une situation de chaos », tout en ne citant pas le nom des organisations qu'il accuse,. Le même jour, l'universitaire Mohamed Lakhdar Maougal craint « des tentatives d'infiltration du Hirak populaire, notamment de la part de personnes malintentionnées et d'organisations non gouvernementales (ONG), afin de porter atteinte à la sécurité du pays ». Le 27 mai, l'universitaire Ahmed Bensaada propose de « légiférer pour encadrer, contrôler voire interdire le financement étranger des ONG en Algérie », estimant que « plusieurs ONG locales financées par les organismes américains ont été très visibles […] lors du Hirak, en 2019-2020 » et jugeant que « lors des protestations populaires, ces activistes se mettent aux premières loges des manifestations et tentent de les diriger selon des agendas concoctés à l’étranger ».

## Traitement médiatique
Jusqu'au 1er mars 2019, la télévision et la radio publiques font totalement abstraction des manifestations, tandis que les chaînes privées liées au pouvoir en traitent de façon limitée. Une campagne de boycott est alors lancée à leur encontre. Dans le même temps, plusieurs journalistes sont arrêtés et la rédactrice en chef d'Alger Chaîne 3 démissionne le 23 février en guise de protestation contre le traitement du mouvement par sa radio. Une centaine de journalistes et l'ONG Reporters sans frontières dénoncent publiquement la censure pratiquée par l'exécutif algérien. Les chaînes d’État évoquent finalement la contestation en se montrant critiques envers les manifestants et en ne faisant pas référence à leurs motivations,. Par ailleurs, malgré l'ouverture de l'audiovisuel à la concurrence en 2011, les chaînes sont toujours de droit étranger et non agréées, le régime pouvant à tout moment les fermer.
À l'inverse, la presse écrite privée et les sites d'informations font largement état des événements dès leurs débuts.
Le 4 mars 2019, Nadia Madassi, présentatrice du journal sur la chaîne publique depuis 15 ans, démissionne, après avoir été contrainte la veille de lire la lettre attribuée au président. Le lendemain, les quotidiens Echorouk El Yawmi et El Bilad sont sanctionnés par le ministère de la Communication pour avoir couvert les manifestations, et sont ainsi privés de publicité de l'ANEP.
La télévision publique organise le 10 mars un débat contradictoire sur la transition post-Bouteflika, lors de l'émission, le président sortant est accusé d'être responsable de la situation en cours.
Le 25 mars, Toufik Khelladi, directeur général de EPTV, est limogé et remplacé par Lotfi Chriet. Le 30 mars, le reporter tunisien Tarek Amara, envoyé spécial de Reuters, est expulsé du pays, les autorités lui reprochant d'avoir relayé de fausses informations selon lesquelles la police avait utilisé la force contre les manifestants et d'avoir propagé un faux décompte du nombre de manifestants présent dans la capitale,.
Au 11 mai, plusieurs journalistes sont sanctionnés en subissant des mutations, des avertissements et des suspensions d'émissions. Le jour même, El Moudjahid propose « de mettre hors d'état de nuire tous ceux et toutes celles qui entravent l'aboutissement du processus légal », et affirme que le gouvernement est capable d'organiser le scrutin.
Sur les réseaux sociaux, des comptes — appelés les « mouches électroniques » — font de la propagande en faveur du régime et des élections. Ces trolls, accompagnés de bots, relayent des fausses nouvelles et la propagande du régime. De nombreux comptes sont créés en septembre 2019.
Plusieurs sites d'informations se voient alors bloqués sur les réseaux des fournisseurs d'accès algériens. Le site TSA est bloqué en juin 2019, suivi du média Inter-lignes et de ObservAlgerie en juillet, puis par Algérie patriotique en août. Le 8 août, YouTube et les services Google sont à leur tour bloqués après la diffusion d'un appel adressé par Khaled Nezzar à l'armée algérienne. Par ailleurs, la fermeture de l'entreprise du fils de ce dernier, SLC, provoque une coupure de l'internet au sein de nombreuses entreprises.
Même si la liberté de la presse ne progresse pas, les journalistes ont moins peur et n'hésitent pas à protester contre la censure, tandis que la presse électronique, plus libre, jouit d'une bonne réputation auprès de la population.
Contrairement aux chaînes publiques et privées proches du pouvoir, Al Magharibia, appartenant à un des fils du chef des islamistes du FIS, couvre les événements sous un jour favorable à la contestation. Les manifestants dénoncent aussi le fait que la presse soit alignée sur le pouvoir. En octobre 2019, elle est suspendue. Elle émet alors sous un nouveau nom, Hirak TV.
Au cours de l'été, la parenthèse pluraliste des médias commence à se refermer, ceux-ci se mettent à couvrir de moins en moins les marches, et à diffuser de moins en moins de personnalités de l'opposition.
En septembre 2019, Human Rights Watch affirme que le régime « serre la vis » contre les manifestants. Ainsi, une quarantaine d'entre eux ont été arrêtés pour avoir hissé le drapeau berbère ou des tracts, tandis que trois d'entre eux ont été relaxés. Le 15 septembre, 22 autres manifestants sont placés en détention. Parmi eux, se trouve un homme atteint d’un cancer. Sur les réseaux sociaux, des agents pro-régime truquent des photos des pancartes des manifestations pour répondre aux activistes.
le journaliste Sofiane Merakchi est placé en détention le 26 septembre pour avoir couvert les manifestations.
Le 7 octobre, des journalistes de la radio publique dénoncent la « censure » et réclament le « devoir d’informer ». Ils veulent savoit quel dirigeant de la radio les censure.
Pour leur part, les chaînes étrangères, à part France 24, limitent la couverture du mouvement au fil du temps.
En novembre 2019, des journalistes du Temps d'Algérie sont suspendus pour avoir critiqué la ligne éditoriale du journal.
Le 7 janvier 2020, les directeurs généraux de l'ENTV et de l'ANEP sont limogés. Le 11 janvier, un nouveau président est nommé à la tête de l'ARAV.
Le 18 février 2020, le ministre de la Communication, Ammar Belhimer, annonce la fin du blocage de TSA : « Aucun site n’est bloqué. TSA a été libéré il y a quinze jours. Depuis que je suis là, aucun site n’est bloqué. L’autorisation a été donnée à tous les titres qui sont passés au ministère pour s’enregistrer. », déclare-t-il à la radio nationale. Belhimer affirme ne pas être le « Beria de la presse », et déclare vouloir abolir le système d'agrément ; il annonce la régularisation de 150 sites en infos électroniques et des chaînes télévisées privées.
Le 13 mars 2021, le ministre algérien de la Communication menace France 24 de « retrait définitif d’accréditation » en raison, selon lui, de son « parti pris flagrant dans la couverture des marches du vendredi ». Finalement, en juin 2021, au lendemain des élections législatives algériennes du 12 juin 2021, le pouvoir algérien retire son accréditation à France 24 pour « non-respect des règles de la déontologie professionnelle, désinformation et manipulation ainsi qu’agressivité avérée à l’égard de l’Algérie » selon les propos de Ammar Belhimer, ministre de la Communication et porte-parole du gouvernement.

## Analyses

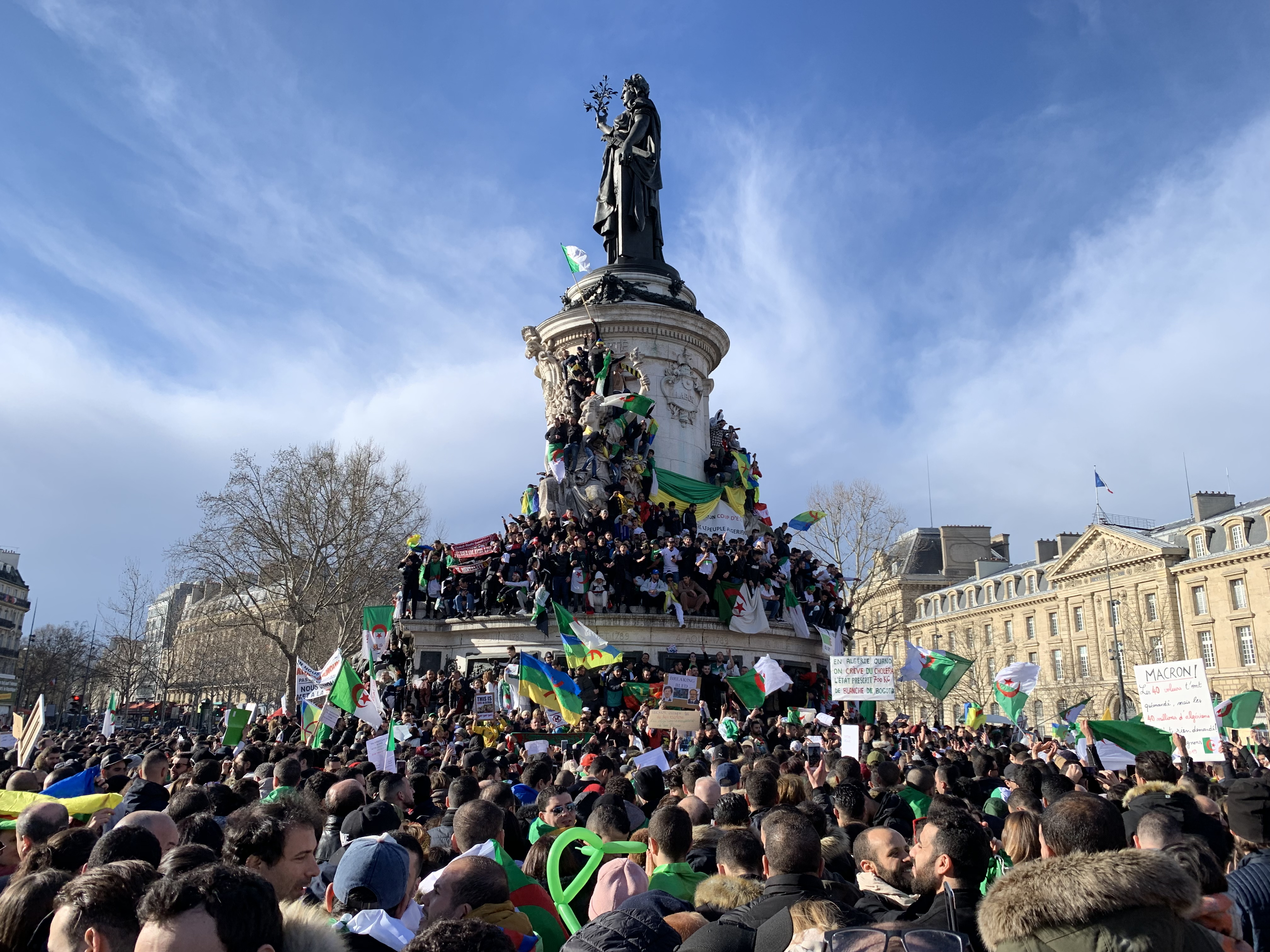
Algériens de France réunis place de la République, à Paris.

### Le rejet du système
Le 28 février 2019, l'économiste Omar Benderra indique : « L'opinion algérienne est depuis longtemps au-delà de l'exaspération et ce n'est que par les traditions de patience et de refus de la violence que la société s'est maintenue par elle-même dans une posture de retrait par rapport au régime et ses parodies. […]. Les Algériens se sont sentis insultés par cette indigne mascarade d’un cinquième mandat qui consiste à imposer un vieillard à l'agonie en tant que candidat de l'espoir et du renouvellement. Cet élément a joué comme un détonateur de mécontentement, la goutte d’eau qui a fait déborder un vase d’indignation et d’amertume. ».
Dans Le Figaro du 1er mars 2019, l'écrivain algérien Boualem Sansal affirme : « De telles manifs dans toutes les villes du pays et jusque dans la capitale, pas loin d'El Mouradia (le quartier du palais présidentiel), des Tagarins (le quartier du ministère de la Défense), d'Alger-Centre (le quartier du palais du gouvernement), est une insupportable humiliation pour le président, ses frères, son armée, sa police, ses députés, ses sénateurs, ses oligarques, ses fonctionnaires, ses milices d'appoint, bref la « famille révolutionnaire » (c'est le nom qu'ils se donnent), à qui jamais personne n'a manqué de respect sans le payer de sa vie. Leur silence a un air de veillée d'armes qui n'augure rien de bon »,.
Si au printemps 2019, au début du mouvement, les candidats à l'immigration irrégulière avaient baissé, ces derniers croyant dans un changement, à la rentrée de cette même année, des Algériens quittent le pays pour l'Europe.
Abderahmmane Mebtoul indique : « L’Algérie à travers ses différentes composantes sociales ne sera plus jamais comme avant quel que soit le président qui devra tenir compte des revendications légitimes du Hirak. Il y aura une Algérie avant le 22 février et une Algérie après le 22 février »
Pour le professeur Madjid Benchikh, les objectifs du Hirak sont clairs : « On a souvent moqué ces objectifs, comme des objectifs peu raisonnables ou irréalisables et menant vers le vide. Mais personne n’est dupe : cette clarté des objectifs n’empêchera pas les adversaires ou les faux amis du soulèvement d’insister sur l’absence de programme, sur la peur du vide et le blocage de l’économie… On distingue désormais plus facilement ceux qui veulent vraiment que le système soit démantelé et ceux qui se cachent derrière des qualificatifs prétendus nationalistes et la peur du vide, pour préserver un système sans lequel ils ont peur soit de n’être rien, soit de faire apparaître au grand jour l’immensité des dégâts occasionnés au pays par leur politique et leur gestion […] En face du peuple soulevé, chacun voit bien, désormais plus clairement que jamais, qu’il y a le commandement militaire ».
Selon Le Quotidien d'Oran, l'installation de Bensalah est un « prélude à un changement de position des autorités vis-à-vis des manifestants ».
Luis Martinez, directeur de recherche au centre de recherches internationales, indique : « L'armée en a profité pour démanteler tout le réseau autour de Bouteflika. Certains ont cru à un début de transition démocratique. À présent, il est devenu clair qu’il ne s’agit pas réellement de changer le « système ». L’armée ne veut pas prendre le risque de perdre le contrôle et de mettre en péril ses intérêts. Des deux côtés, il y a une incapacité à dialoguer. D’un côté, l’armée s’obstine à poursuivre une prétendue « transition » que refuse la société civile. De l’autre côté, les manifestants ne veulent négocier avec aucune personnalité liée au « système ». En cela, ils font preuve d’une certaine naïveté. ».

### Vers des réformes structurelles du Hirak?
Alors que le dernier mouvement contestataire d'ampleur remonte à 2011-2014, dans le contexte du Printemps arabe, les manifestations de 2019 sont décrites comme étant les plus importantes depuis deux décennies. Un parallèle est effectué avec les événements d'octobre 1988.
Si une majorité d'Algériens sont opposés à la tenue d’une élection présidentielle dans ces conditions, une partie d'entre eux s'y résigne, pour des raisons de stabilité et dans la perspective d'une crise économique à venir.
Le chercheur Slimane Zeghidour indique : « Le vrai problème avec le Hirak [est] son incapacité à désigner une figure, ne serait-ce qu’un porte-parole. Le mouvement n’a même pas de site internet ! Il n’a pas de discours officiel, pas de coordination nationale, il n’a que des slogans. Le Hirak ne parvient pas à transformer le rejet en projet. Il y a plusieurs explications à cela. On entend, par exemple, que si un porte-parole était désigné, il serait immédiatement jeté en prison. C’est un point de vue assez naïf, car comment peut-on penser que l’on peut faire tomber une dictature vieille de 60 ans sans qu’il n’y ait quelques personnalités en prison ? Être en prison ne veut pas dire que l’on cesse de représenter un mouvement de contestation. N’oublions pas que les cinq dirigeants du FLN ont été arrêtés dans un avion détourné par les Français et mis en prison de 1956 à 1962. Cela n’a pas empêché la lutte de continuer ».
Jean-Pierre Filiu écrit : « La deuxième victoire du Hirak est la non-violence. Malgré les arrestations arbitraires, le rétrécissement de l’espace public, les manifestants s’astreignent à respecter cette ligne non violente ». Il déclare dans une autre contribution que « si la crise algérienne prouve quelque chose, c'est l'absence flagrante de sens politique des décideurs militaires [qui] espèrent sincèrement restaurer le statu quo et étouffer le hirak en imposant le rétablissement d'une présidence civile de façade ». Flavien Bourrat, chercheur Maghreb-Moyen-Orient à l'Institut de recherche stratégique de l'École militaire (Inserm, Paris) pense quant à lui que l'armée refuse de « voir un processus de transition politique échapper à son contrôle [et une] remise à plat d'un système en place depuis l'indépendance ».
Selon Louisa Dris-Ait Hamadaouche, les chances de réussite de la main tendue du nouveau président élu Abdelmadjid Tebboune « dépendent de sa volonté et sa capacité à ne pas répéter les mêmes choix faits dans un passé récent. Si dans cette « main tendue » il y a des détenus d’opinion en prison, des arrestations, la violence des forces de l’ordre, des médias fermés, des activités politiques empêchées, le résultat est connu d’avance. Les mêmes causes conduisant aux mêmes effets. Dans le cas contraire, ce n’est pas le soulèvement populaire qui s’opposera à une véritable solution politique puisqu’il la réclame depuis le 22 février. ».
Selon l'analyste politique Dalia Ghanem, « il est crucial pour le Hirak de faire émerger des représentants pour élaborer une feuille de route et négocier avec le nouveau président ». Disant comprendre les réticences des « hirakistes » à désigner des représentants, elle signale qu'« aucun mouvement social ne peut continuer indéfiniment ainsi ». Pour elle, le Hirak doit « se structurer et faire pression sur le nouveau président pour plus de concessions » et affirme qu'« un minimum d’institutionnalisation est requis afin de protéger le mouvement et ses acquis ».

## Initiatives politiques et propositions de sorties de crise

### 2019
Le 15 mars 2019, une « Plateforme pour le changement en Algérie» est signée par Abdelghani Badi, Mohcine Belabès, Ali Benouari, Samir Bouakouir FFS, Mustapha Bouchachi, Mourad Dhina, Kamel Guemazi, Karim Tabou et Zoubida Assoul qui dément sa participation quelques jours plus tard.
Le 20 mars 2019, le Collectif de la société civile algérienne pour une sortie de crise pacifique (les deux LADDH, RAJ, Djazairouna, SOS Disparus, Réseau Wassila, Tharwa Fadhma n’Soumer, Association Timlilit, CSVM-22 FEV (Comité Soutien Vigilance du Mouvement 22 février), Satef (Syndicat autonome des travailleurs de l’éducation et de la formation), Snapest (Syndicat national des professeurs de l’enseignement secondaire et technique), SNAP (Syndicat national autonome des postiers), CNES (Conseil national des enseignants du supérieur), Snapap (Syndicat national autonome des personnels de l’administration publique), CGATA (Confédération générale autonome des travailleurs en Algérie), SOS culture Bab El Oued, ACDA (Association pour le changement démocratique en Algérie), CNDDC (Comité national pour la défense des droits des chômeurs), Le collectif des harraga disparus en mer, IRD (Initiative de refondation démocratique), Collectif des jeunes engagés) publie une feuille de route dans laquelle il préconise la mise en place d’un « Haut comité de transition », d’un « Gouvernement national de transition », d'Assises du consensus national et enfin l'élection d'une assemblée constituante.
Le 26 mars 2019, l'association des oulémas algériens propose une initiative « La solution pacifique pour l'avenir de l'Algérie », dans laquelle ils demandent l'application des articles 7 et 8 de la constitution qui considèrent le peuple comme source de tout pouvoir, tout en respectant les constantes de la nation.
Le 14 avril 2019, le Collectif des amis du manifeste pour la nouvelle Algérie (CAMAN) est créé par les anciens députés, Ali Brahimi et Tarek Mira et appellent à une assemblée constituante, ils recueillent de nombreuses signatures dont celles de Boualem Sansal, Hmida Layachi, Sid Ahmed Semiane, Kamel Daoud, Amine Zaoui, En décembre 2020, ils appellent à une transition démocratique indépendante du système vouée à un processus constituant, tous deux conduits par une Conférence nationale souveraine.
Le 27 avril 2019, La secrétaire générale du Parti des travailleurs (PT) Louisa Hanoune affirme que la seule issue à la crise politique que traverse le pays était l'élection d'une assemblée constituante souveraine.
Le 2 juin, puis le 6 juillet devant le Forum national du dialogue organisé par l’opposition, puis le 22 août au Panel de la médiation et enfin le 24 août 2019 lors de la rencontre de la société civile, partis et syndicats, Jil Jadid a proposé une sortie de crise par l’organisation d’une élection présidentielle couplée à un processus constituant pour aboutir à une Constitution de la nouvelle Algérie, avec les préalables relatifs à la libération des détenus d’opinion et à la libéralisation des espaces d’expression et de manifestations.[réf. nécessaire]
Le 15 juin 2019, une conférence nationale des dynamiques de la société civile se tient à Alger au siège de la CNAPEST en présence de 200 participants et de la société civile comme la Confédération des syndicats autonomes (CSA), le Collectif de la société civile pour la transition démocratique, le collectif Amel des associations religieuses, le Forum civil pour le changement et le collectif de l’Association des Oulémas, l'UNPEF (Union nationale des personnels de l’éducation et de la formation), Bekkat Berkani, président de l’Ordre des médecins, Abdelouahab Fersaoui (RAJ), syndicat national autonome des professeurs de l’enseignement secondaire et technique (SNAPEST). La divergences d’opinion tenait sur la manière de sortir de la crise politique actuelle, l’élection présidentielle ou l’élection d’une Assemblée constituante.
Le 26 juin 2019, les Forces du pacte de l'Alternative démocratique (PAD), une union de partis politiques et de syndicats est créée. Elle s'oppose à l'organisation d’élections présidentielles et appelle à une période de transition pour la mise en place d'un État de droit, un processus constituant souverain, l'indépendance de la justice, l'ouverture des médias à la libre expression et la libération des détenus d'opinion du Hirak.
Le 6 juillet 2019 est lancé le « forum de dialogue national » à Ain-Benian, qui comprend des partis de l'opposition et des partis de l'ancienne alliance préidentielle pro-Bouteflika. Ils rédigent un texte appelé «plateforme de Ain-Benian ». Cette initiative est totalement rejetée par le Hirak.
Le 17 juillet, le Forum Civil pour le changement propose une liste de 13 personnalités pour mener le dialogue et la médiation.
Le 25 juillet 2019 est lancé le « Panel de médiation » de Karim Younes , il est totalement rejeté par le Hirak.
Le 15 octobre 2019, une initiative est lancée par plusieurs personnalités dont Ahmed-Taleb Ibrahimi, Ali Yahia Abdennour, Ahmed Benbitour, Ali Benmohamed, Abdelaziz Rahabi, Nacer Djabi, Louisa Dris Ait Hamadouche, Abdelghani Badi, Noureddine Benissaad (LADDH) qui appelle à « l'instauration d'un système démocratique basé sur l'alternance au pouvoir, la séparation des pouvoirs, le respect de l'indépendance de la justice, des droits de l'Homme et des libertés individuelles et collectives », avec départ des symbôles du pouvoir, libération de tous les détenus, respect du droit de manifester, liberté d'expression dans les médias, invitation au dialogue.

### 2020
Le 21 mai 2020, une quarantaine de personnalités, issues de différentes disciplines et de divers horizons, publient un « Manifeste pour une Constitution du peuple souverain » et estiment que l’Assemblée constituante représente “la réponse la plus en adéquation avec l’un des effets de notre révolution populaire les plus chargés de sens politique" et constitue une revendication historique, signée par le juriste Mouloud Boumeghar, le sociologue Lahouari Addi, Belaïd Abane et Aïssa Kadri, des politiques comme Ali Brahimi, Jugurtha Abbou ou Tarik Mira ou encore des militants des droits de l’Homme comme l’avocat Noreddine Ahmine, l'avocat Belhocine Lachemi, le constitutionnaliste Massensen Cherbi, Chouicha Kaddour, l'avocat Sofiane Chouiter, l'activiste Mohad Gasmi, le juriste Tahar Khalfoune, la scientifique Asma Mechakra.
Le 20 juin 2020, le projet Mechmoul d’une « Constitution citoyenne de transition » et d’une Assemblée nationale constituante dont le mandat ne saurait dépasser les trois années est rendu public. Le projet est porté par Amazigh Kateb, Hicham Rouibah et des centaines de citoyens de plusieurs wilayas
Le 19 septembre 2020, le parti politique « El Massar El Jadid » est créé lors d'une rencontre à l'hôtel Saint-Georges d'Alger, avec des personnalités politiques anciennement fidèles à Bouteflika, et qui soutiennent à présent Abdelmadjid Tebboune comme les 70 représentants d'organisations et associations de jeunes et d'étudiants, et des élites académiques et des personnalités comme Ibtissam Hamlaoui, Noureddine Benbraham l'ancien président des scouts algériens et membre du RND, Hachem Saci, Nassim Brahimi. Il est présidé par Mondher Bouden, le président de l'union générale des étudiants algériens (UGEA). Ce parti est refusé par le Hirak,.
Le 22 octobre 2020, l’initiative Nida-22 est lancée pour une concertation autonome intra-hirak, on y retrouve les avocats Mustapha Bouchachi, Badi Abdelghani, Nabila Smail, Said Salhi vice-président de la LADDH, les journalistes Abbou lynda, Mustapha Bendjama, Najib Belhimer, Mustapha Benfodil, Elias Filali, El Kadi Ihsan, Hassan Moali, Mahrez Rabia, Semiane Sid Ahmed, les sociologues Addi Houari, Cherif Driss et Nacer Djabi, des universitaires comme Mouloud Boumghar professeur de droit public et membre de l'ACDA, et le doyen de l'université de droit d'Alger Majid Benchikh, la chercheuse Amel Boubekeur, le constitutionnaliste Massensen Cherbi, le juriste Tahar Khalfoune, Lakhdar Bouregaa, le collectif Nabni, le collectif Ibtikar, Hafid Derradji, Ghani Mahdi, Fersaoui Abdelwahab et Hakim Addad (RAJ), l'artiste Souad Massi, les politiques Karim Tabou, Samir Belarbi.
Le 6 décembre 2020, « Un congrès pour la citoyenneté » est proposé par Ali Brahimi et Salah Belmeki.

## Réactions
En Algérie, l'Organisation nationale des moudjahidine apporte son soutien aux manifestations.
Les réactions internationales sont assez prudentes, et la plupart des pays et organisations internationales restent silencieux jusqu’au 5 mars :
- France : le président français Emmanuel Macron a apporté son soutien au président algérien nouvellement élu, Tebboune, en déclarant : « Je ferai tout ce qui est en mon possible pour aider le président Tebboune dans cette période de transition. On ne change pas un pays, des institutions et des structures de pouvoir en quelques mois »[764]. La porte-parole du ministère des Affaires étrangères indique : « C'est au peuple algérien qu'il appartient de choisir ses dirigeants et de décider de son avenir »[765]. Le ministre de l'Europe et des Affaires étrangères, Jean-Yves Le Drian, déclare : « Il s'agit d'un moment essentiel pour l'histoire de l'Algérie. Il faut que l'Algérie trouve l'impulsion nécessaire pour faire face aux défis qui sont devant elle et l'impulsion nécessaire pour répondre aux aspirations profondes de son peuple » et il a ajouté « Je souhaite vraiment que cet esprit de responsabilité puisse perdurer et que le peuple algérien trouve les voies de sortie de cette crise. C'est pourquoi nous souhaitons que le processus électoral puisse se dérouler dans de bonnes conditions avec toute la transparence et la sérénité nécessaires »[766].
- Union européenne : la Commission européenne appelle au respect de l'État de droit et notamment des libertés d'expression et de réunion[767].
- États-Unis : Robert Palladino, porte-parole de la diplomatie américaine, affirme : « Les États-Unis soutiennent le peuple algérien et son droit à manifester pacifiquement »[768].
- Russie : Sergueï Lavrov, ministre des Affaires étrangères, déclare que « Moscou refuse toute ingérence dans les affaires internes de l'Algérie » et ajoute que « c'est au peuple algérien de décider de son destin en s'appuyant sur sa constitution et les lois internationales »[769].
- Italie : le président du Conseil, Giuseppe Conte, conseille d'écouter « les demandes de changement émanant de la société civile », et estime que « l'Algérie sera en mesure de garantir un processus démocratique et inclusif dans le respect de son peuple et pour son propre bénéfice »[réf. souhaitée].
- Chine : Li Lianhe, ambassadeur de la république populaire de Chine en Algérie, affirme que son pays « soutient l’Algérie et s’oppose à toute ingérence étrangère dans ses affaires internes »[770].
- Espagne : Fernando Grande-Marlaska, ministre de l'Intérieur, déclare que « l’Espagne a toujours considéré (concernant la situation en Algérie) qu’il s’agit d’une question interne, et le gouvernement espagnol appuie le processus électoral qui va se tenir le 12 décembre prochain »[771].

## Bilan humain
Le 1er mars, le ministère de la Santé algérien fait état d'un premier mort. Hassan Benkhedda, âgé de 56 ans, fils de l'ancien président du gouvernement provisoire Benyoucef Benkhedda, a succombé à une attaque cardiaque à la suite d'une intervention de police contre des casseurs. Le ministre fait aussi état de 183 blessés pour la journée du 1er mars.
Le 19 avril, Ramzi Yettou, âgé de 23 ans, blessé dans les heurts une semaine plus tôt, succombe à ses blessures. Les circonstances de ce décès resteront troubles et la famille du défunt accuse la police, affirmant qu'il aurait reçu un coup de matraque à la tête.
Le 24 mai, Nabil Asfirane, âgé de 48 ans, décède d'une crise cardiaque en pleine marche à Alger.
Le 5 juillet, Mustapha Guenatri, âgé de 68 ans, a succombé à un malaise cardiaque au milieu de la foule lors des manifestations à Alger.
Plusieurs cas de manifestants éborgnés sont relevés.

## Dans la culture populaire
La chanson, Libérer l'Algérie, écrite par des artistes soutenant le mouvement, fait un carton auprès des manifestants, au même titre que celle de la chanteuse algérienne engagée Raja Meziane, Allo, le système, qui interpelle le régime de Bouteflika et lui enjoint d'écouter le peuple,.
C'est également le cas de Casa del Mouradia, œuvre des supporters de l'USM Alger et qui est régulièrement entonnée par les manifestants, en référence à La casa de papel. Ses paroles sont notamment : « C'est bientôt l'aube et je n'ai toujours pas sommeil. Je consomme à petite dose. À qui la faute et qui en est responsable  ? Nous en avons marre de cette vie. Le premier [mandat], on dira qu'il est passé, ils nous ont eus avec la décennie [noire du terrorisme]. Au deuxième, l'histoire est devenue claire, la casa d'El Mouradia. Au troisième, le pays s'est amaigri, la faute aux intérêts personnels. Au quatrième, la poupée est morte et l'affaire suit son cours […] Le cinquième [mandat] va suivre, entre eux l'affaire se conclut ».
La Liberté de Soolking est également entonnée par les manifestants.
Les manifestants font également des pastiches de chansons connues telles que Bella ciao,, ou encore Pouvoir assassin d'Oulahlou. D'autres détournent des musiques du chaâbi algérien, Saha Aidkoum de Abdelkrim Dali ou encore la chanson tunisienne Allah Allah ya baba.
Les manifestations ont conduit à la création par les Algériens d'un néologisme ; le verbe « vendredire » (parfois orthographié « vendredir »), qui signifie manifester pacifiquement le vendredi, les manifestations se déroulant le vendredi en Algérie,. Un autre néologisme est « hirakologie ».

## Inspiration d'autres mouvements
L'année 2019 est marquée par une mondialisation des révoltes populaires, multiplication des conflits sociaux et politiques (au Chili, au Liban, en Irak, en Égypte, à Hong Kong, au Soudan, en Équateur, à Haïti, en Bolivie, au Venezuela, en Guinée, à Barcelone, en France).
Lors de la révolution soudanaise, les manifestants réclament également le départ de leur chef de l'État, Omar el-Bechir, qui démissionne le 11 avril 2019, moins de dix jours après celle d'Abdelaziz Bouteflika. Des similitudes[Lesquelles ?] sont observées entre les deux mouvements de contestation.
En octobre 2019, un mouvement se déroule au Liban avec des revendications similaires avec celui de l'Algérie. Les contestataires demandent notamment le départ de la classe politique au pouvoir,. Ceux-ci ont également hissé le drapeau algérien. En Irak également, un mouvement de contestation éclate afin d’obtenir un changement de Constitution et de classe politique.

### Filmographie
- 22, court-métrage de Seïf Elhamoud.« Le Hirak est un état d’esprit », sur liberte-algerie.com, 15 février 2021.
- C'était écrit - La démission de Bouteflika, documentaire de Benoît Chaumont et Karim Rissouli, diffusé sur France 5 le 28 mars 2021 (lien vidéo au de cet article)